# 阿茲特克
阿兹特克（英語：Aztecs；又译阿兹台克、阿兹提克）是位于墨西哥中部的一个中部美洲文明，存在于14世纪至16世纪的后古典期（1300年至1521年）。阿兹特克人是墨西哥原住民，主要分布在墨西哥中部和南部地区。广义上，他们包括在西班牙殖民者到来之前生活在墨西哥谷地的多个民族；狭义上，特指使用纳瓦特尔语的纳瓦人。
阿兹特克社会的基本单位是“城邦”，有些城邦组成联盟、邦联或帝国。其中，1427年建立的阿兹特克帝国最具影响力，由三个城邦组成：墨西加城邦特诺奇蒂特兰、阿科尔瓦城邦特斯科科和特帕内克城邦特拉科潘。该帝国的影响力深远，领土最广时东抵墨西哥湾，西至太平洋，南达恰帕斯和危地马拉。这些城邦原为特帕内克帝国的一部分，其主导权在阿斯卡波察尔科。
“阿兹特克”一词在狭义上常特指阿兹特克帝国，而广义上则包括殖民者入侵前及西班牙殖民时代中所有纳瓦人国家。自19世纪初，德国地理学家冯·洪堡（Alexander von Humboldt）确立这一词汇的通用用法以来，阿兹特克及其定义一直是学术讨论的主题。
在后古典期，墨西哥中部的大多数民族共享美索美洲的基本文化特征。因此，阿兹特克文化的一些特征并不独特于阿兹特克人。可以将“阿兹特克文明”理解为美索美洲文明的一个特定视角。墨西哥中部的文化包括玉米种植、贵族（pipiltin）和平民（macehualtin）之间的社会分化、以及以特斯卡特利波卡（Tezcatlipoca）、特拉洛克（Tlaloc）和羽蛇神（Quetzalcoatl）为中心的神祇体系。此外，他们还使用一个由365天的阿兹特克太阳历和260天的阿兹特克神圣历交替的历法。特诺奇提特兰的墨西加人特别崇拜维齐洛波奇特利（Huitzilopochtli）。
阿兹特克人约在12世纪末由北方迁入墨西哥谷地，13世纪时该地区成为人口稠密和城邦兴起的中心。墨西加人是阿兹特克人的主要分支，他们在特斯科科湖中的岛礁上建立了特诺奇蒂特兰城邦并定居。1427年，特诺奇蒂特兰与特斯科科、特拉科潘结盟，联合击退了曾支配谷地的特帕内克城邦阿斯卡波察尔科。这一联盟后来被称为阿兹特克帝国，经过百余年的扩张，成为中部美洲最大的城邦联盟。尽管被称为帝国，阿兹特克帝国实际上是一个基于朝贡体系的“朝贡帝国”，通过扶植傀儡君主、政治联姻和思想控制间接统治其他城邦，并强制其定期向中央进贡。这一体系限制了各邦与外部的贸易联系，使其更加依赖帝国中央。
到1519年，阿兹特克帝国的领土达到最盛，但一年后，欧洲殖民者的到来改变了这一局面。1520年，西班牙殖民者埃尔南·科尔特斯抵达中部美洲，利用当地城邦间的矛盾与阿兹特克的敌对城邦结盟，并于1521年攻陷特诺奇蒂特兰，俘获并处决了皇帝（特拉托阿尼）夸乌特莫克，随后在其废墟上建立了现代现代墨西哥城。科尔特斯以此为中心实现对中部美洲全境的征服和殖民，从而实现了对中部美洲的征服和殖民，将其纳入西班牙殖民帝国。
对阿兹特克文明的研究始于19世纪，随着考古发掘和文献研究的推进，阿兹特克文化、艺术和宗教逐渐被世人了解。除考古发现的古建筑和古物外，原住民手抄本、西班牙征服者的纪实文学，以及16、17世纪由西班牙牧师或阿兹特克人编撰的文化和历史文献也发挥了重要作用。其中，著名的佛罗伦萨手抄本由方济各会修士贝尔纳迪诺·德萨阿贡撰写，详细记录了阿兹特克文明的各个方面。
特诺奇蒂特兰的守护神维齐洛波奇特利、双子金字塔和阿兹特克陶制品则是阿兹特克人特有的文化符号。现代墨西哥国家建立后，阿兹特克文化作为曾在其领土上存在的重要文化，成为国家认同的根基之一。特诺奇蒂特兰建城传说中雄鹰衔长蛇立于仙人掌的场景出现在墨西哥国旗和国徽上，成为重要的国家象征。

## 定义
中文的阿兹特克音译自英文的Aztec（/ˈæztɛk/），词源是纳瓦特尔语的aztecatl（[asˈtekat͡ɬ]），复数aztecah（[asˈtekaʔ]），意为“来自阿兹特兰”的人。阿兹特兰是传说中多个墨西哥中部民族的发源地。阿兹特克人并不使用这个词汇称呼他们自己，但有部分其他来自阿兹特兰的移民族群使用。根据阿兹特克神话的记载，墨西加人的守护神维齐洛波奇特利曾对追随者说道：“如今，你们的名字不再是阿兹特克人，而是墨西加人。”现今“阿兹特克人”狭义上指特诺奇蒂特兰的墨西加人（納瓦特爾語： 納瓦特爾語發音：[/meːˈʃiʔkaʔ/]），墨西加也是他们的自称。特诺奇卡人（納瓦特爾語： 納瓦特爾語發音：[/teˈnot͡ʃkaʔ/]）和科尔瓦人（納瓦特爾語： 納瓦特爾語發音：[/ˈkoːlwaʔ/]）也是墨西加人的自称。
广义上，阿兹特克的范围也包括特诺奇蒂特兰的另外两个盟邦特斯科科和特拉科潘，它们和特诺奇蒂特兰共同组成了阿兹特克三邦同盟，也称为“阿兹特克帝国”。因此，“阿兹特克”有时也是“阿兹特克帝国”的简称。美国历史学家罗伯特·巴洛曾批评过这个用法，他更支持“库尔瓦-墨西加”，另一位历史学家佩德罗·卡拉斯科则支持使用“特诺奇卡帝国”。卡拉斯科曾写道，“阿兹特克（帝国）”一词“无法体现古墨西哥民族上的复杂性，也无法用于辨别这个我们正研究的政治实体的主要元素。”
而在最为广义的范畴内，阿兹特克可以指所有的阿兹特克城邦文明，他们和墨西加、阿科尔瓦和特帕内克人有着紧密的历史和文化联系，都使用古典纳瓦特尔语为通用语。在杰尔姆·A·奥夫纳的著作《阿兹特克特斯科科的法律与政治》（Law and Politics in Aztec Texcoco）便使用了这样的用法。照此理解，可以用“阿兹特克文明”一词指代所有后古典时代晚期的墨西哥中部文明，他们在文化上有着很大的共通之处。现今用“阿兹特克”一词指代中部美洲纳瓦人以贸易、习俗、宗教、语言或政治联盟为纽带联系起来的文明集合体，此说法是德国地理学家冯·洪堡在1810年确立的。1843年威廉·H·普雷斯科特关于墨西哥征服史的著作引入了这个用法，在其出版之后，阿兹特克这个词汇便逐渐被全世界所接受和采用，包括19世纪的墨西哥学者们，他们用这个词来区分现在的墨西哥和殖民时代以前的“墨西加”。阿兹特克的具体定义是一直以来历史学术讨论的主题之一，但这个词汇在今日仍然更为常用。

## 历史

### 资料来源
现今关于阿兹特克社会的资料有以下几个来源。一是阿兹特克遗址中的考古学遗物——从寺庙金字塔到田间茅屋中的任何物件都可以帮助了解阿兹特克世界的大致轮廓。不过考古学家们也必须依靠其他书面来源，以解读文物的历史背景。二是原住民和西班牙人在殖民时代初期写成的书面历史记载，其上的文字提供了很多阿兹特克城邦政治和统治世系的历史信息。西班牙殖民时期的书面史料大多以拉丁字母写成，作者包括懂得拉丁文字的阿兹特克人，以及和原住民交流过其历史和习俗的西班牙修士。撰写过阿兹特克宗教文献的西班牙修士包括方济各会的托里比奥·德贝纳文特·莫托里尼亚，1524年到达中美洲的墨西哥十二使徒之一；方济各会的弗雷·胡安·德托尔克马达，撰写了《印第安君主国》（Monarquia Indiana）；道明会的迭戈·杜兰，他的作品记载了大量的阿兹特克宗教和历史信息。
除了文字的形式，手抄本的图像式记载也包括在内，有些手抄本甚至只有图形和象形文字。16世纪早期的门多萨手抄本是一部重要的图文史料，其中记载了被阿兹特克帝国征服的城邦名，帝国收受的贡品类型，以及社会的阶级构造和性别结构。佛罗伦萨手抄本是方济各会修士贝尔纳迪诺·德萨阿贡在原住民抄写员和知情人协助下于1545年至1590年写成的，使用西班牙语和纳瓦特尔语双语，记载了许多关于阿兹特克宗教、政治、历法和社会结构的信息，也包括原住民视角的西班牙殖民战争细节，甚至还有植物学、动物学、贸易往来和工艺品信息，几乎类似于一部民族百科全书。
此外也有不少纳瓦人自己制作的史料，常用图画和文字组合的形式介绍阿兹特克国家的历史。有名的纳瓦人编年史作者包括来自阿梅卡梅卡-查尔科的奇马尔帕辛、特诺奇蒂特兰的特索索莫克、特拉斯卡拉的迭戈·穆尼奥斯·卡马尔戈、特斯科科的伊斯特利尔索奇特尔和胡安·保蒂斯塔·波马尔等。一些参与过殖民征服的西班牙人也撰写有书面史料，如贝尔纳尔·迪亚斯·德尔卡斯蒂略，他撰写的《征服新西班牙信史》完整地记载了西班牙征服战争的全过程。当代纳瓦人的文化习俗也有历史研究价值。现今对阿兹特克文明的研究，大多是基于常规的历史研究科学方法，辅以与民族史学和人种志信息相结合的考古学知识而进行。

### 古典及后古典时代的中墨西哥

1519年的墨西哥谷

阿兹特克文明是中部美洲文明的一员。这一地区是世界文明摇篮之一，相较美洲其他地区较早产生了定居农业和社会组织。中部美洲的墨西哥谷地群山环抱，气候温和，有众多宜于狩猎的物种，也能支持大规模农业。墨西哥谷地的中央分布着巨大的咸水湖——特斯科科湖，其北端和沙尔托坎湖、孙潘戈湖两个淡水湖相连，南端则通向索奇米尔科湖和查尔科湖另外两个淡水湖。雨水使得沿湖地区形成冲积平地，十分有利于农业生产。古典时期的发达文明特奥蒂瓦坎在前200年兴起于此。特奥蒂瓦坎是古典时期墨西哥谷地文明的中心，拥有大量人口，还建起大型的宗教祭祀建筑。7世纪，特奥蒂瓦坎文明衰落，取而代之的是这一时期随之兴起的其他城邦，包括阿斯卡波察尔科、乔卢拉（Cholula）和索奇卡尔科（Xochicalco）等。
现有的共识认为，创造阿兹特克文明的纳瓦人并不是墨西哥中部高地的原住民，而是自墨西哥西北部分批移民至此，但特奥蒂瓦坎是否有纳瓦人定居还未有定论。有研究指，纳瓦人最早定居在位于现瓜纳华托州的巴希奥地区，在6世纪达到人口顶峰，随后因干旱而人口骤减。旱季恰与墨西哥谷地迁入新民族的时间点吻合，研究者因此认为此即纳瓦人迁移的直接原因。特奥蒂瓦坎文化衰落后，乔卢拉和索奇卡尔科等城邦可能已经有纳语使用者定居。纳瓦人南迁之后，当地原有的欧托-曼格语系民族受到影响，和迁入的以狩猎采集活动为主的游牧族群发生融合，逐渐形成了后来的阿兹特克文化。进入10世纪后，一些纳瓦人城邦逐渐兴起，包括墨西哥谷的图拉、特纳尤卡和库尔瓦坎，以及莫雷洛斯州的夸乌纳瓦克。图拉城邦由纳瓦人的分支托尔特克人建立，是后古典期托尔特克文明的中心。托尔特克人是优秀的建筑者、技工，精于农耕，还建立起被称为托尔特克帝国的君主制政权。托尔特克文化继承了中部美洲文化的共通点，其衣着、宗教、历法甚至是政治制度都深刻地影响了中部美洲地区的其他文明。托尔特克文化在12世纪初逐渐衰亡，后来的阿兹特克人也自视为兴盛的托尔特克文明的继承者。
托尔特克文明陷落以后，墨西哥谷地陷入内部纷争，文明中心转移到特斯科科湖南部的库尔瓦坎。

### 墨西加移民与特诺奇蒂特兰城的建立
墨西加人是南迁的纳瓦人的一支，他们是阿兹特克文明的中心城邦特诺奇蒂特兰的建立者。在建立这一城邦之前，墨西加人同样并不居于此地，有说法称他们迁徙的起点位于偏西的米却肯州，而他们的文化却发源于在偏东的今瓦哈卡州北部和普埃布拉州一带。墨西加人在殖民时代的史料中描述了他们迁入墨西哥谷的过程——墨西加人起初和其他民族一同迁徙，包括特拉斯卡拉人、特帕内克人和阿科尔瓦人等，但随后他们依照守护神维齐洛波奇特利的指引另辟他路，同时正式得名墨西加人。当他们到达谷地时，当地已经有许多阿兹特克城邦，其中实力最强大的是南方的库尔瓦坎和西方的阿斯卡波察尔科。墨西加人在此的最初定居点位于查普尔特佩克，但因劫掠行为而被驱逐，于1299年被押解或迁徙至库尔瓦坎。库尔瓦坎的统治者科科斯特利（Cocoxtli）允许一部分墨西加人定居在蒂萨潘的空旷荒地中，在那里，墨西加人和库尔瓦人通婚，并大量吸纳库尔瓦文化元素。库尔瓦坎的统治世系可以追溯到托尔特克的古都图拉，墨西加人由于和库尔瓦人通婚，也自称同图拉文明有历史联系。墨西加人帮助科科斯特利展开征服活动，声名逐渐显赫，为此科科斯特利同意将自己的女儿许配给墨西加首领。但是，墨西加人恩将仇报，举行仪式将她献祭。因此，墨西加人再度遭到驱逐。
根据阿兹特克传说，1323年，墨西加人在特斯科科湖发现了一只衔着蛇停在仙人掌上的老鹰，而这就是维齐洛波奇特利指引他们寻找的建城记号。墨西加人于是在湖上的一个沼泽岛上建立起特诺奇蒂特兰城，大部分史料记载的建成时间是1325年。1376年，阿卡马皮奇特利被选为特诺奇蒂特兰的首个领袖，称为大特拉托阿尼，这也是墨西加统治王朝的开端。阿卡马皮奇特利的父亲是墨西加人，母亲是库尔瓦人。
14世纪中叶，阿斯卡波察尔科的特帕内克人展开军事扩张，库尔瓦坎在其压力下陷入衰落。而在同一时期，特斯科科湖东岸的特斯科科城邦迎来兴起，这一城邦由阿科尔瓦人建立，继承了库尔瓦坎的文化成就。特帕内克人的军事扩张也就此威胁到特斯科科的独立，双方因而爆发冲突。

### 早期的墨西加统治者
阿斯卡波察尔科的统治者是智勇双全的特索索莫克，在他的统治下，阿斯卡波察尔科成为地区强权。墨西加人亦属于特索索莫克的附庸，派战士支援特帕内克人的地区征服战事，并借由成功的城邦征服活动赢得部分朝贡，特诺奇蒂特兰的政治和经济地位也因而有所提升。
1396年，阿卡马皮奇特利逝世，王子维齐利维特尔即位。维齐利维特尔迎娶了特索索莫克的女儿。维齐利维特尔之子奇马尔波波卡在1417年成为特诺奇蒂特兰新的统治者，翌年，为支援特索索莫克的战事，他向特斯科科的阿科尔瓦人宣战，诛杀其统治者伊斯特利尔索奇特尔，此人也是奇马尔波波卡的女婿。1426年，特索索莫克逝世，其子嗣陷入王位争夺，在此期间奇马尔波波卡意外死亡，特索索莫克之子马斯特拉是可疑的凶手。
维齐利维特尔的兄弟、奇马尔波波卡的叔叔伊斯科阿特尔被选举为墨西加新的特拉托阿尼，当时墨西加人已经不再和阿斯卡波察尔科并肩，转而相互敌对。特斯科科的内萨瓦尔科约特尔成为墨西加人新的盟友，他是特斯科科王伊斯特利尔索奇特尔的儿子。伊斯科阿特尔亦与马斯特拉的兄弟托托基瓦斯特利结盟，后者是特帕内克族城邦特拉科潘的统治者。如此一来，特诺奇蒂特兰、特斯科科和特拉科潘三个城邦互为同盟，共同反抗特帕内克人的霸权，他们包围了阿斯卡波察尔科。1428年，盟军摧毁阿城，并将君主马斯特拉献祭。特诺奇蒂特兰借此战一跃成为墨西哥谷最为强大的城邦，而这个对抗阿斯卡波察尔科的起义同盟，也成为了后世所知的阿兹特克帝国的成立基础。
伊斯科阿特尔并未停止其征战，他随后率军征服了库尔瓦坎、索奇米尔科、库伊特拉瓦克和米斯基克几个处于南方湖泊区域的城邦，他们已经发展出较当地先进而高产的奇南帕农业，即在浅湖床上开辟矩形耕地，于其上种植作物。莫雷洛斯谷地的夸乌纳瓦克（今库埃纳瓦卡）也被纳入伊斯科阿特尔的军事征服版图，成为属邑。

### 阿兹特克帝国的早期统治者

#### 蒙特苏马一世时期

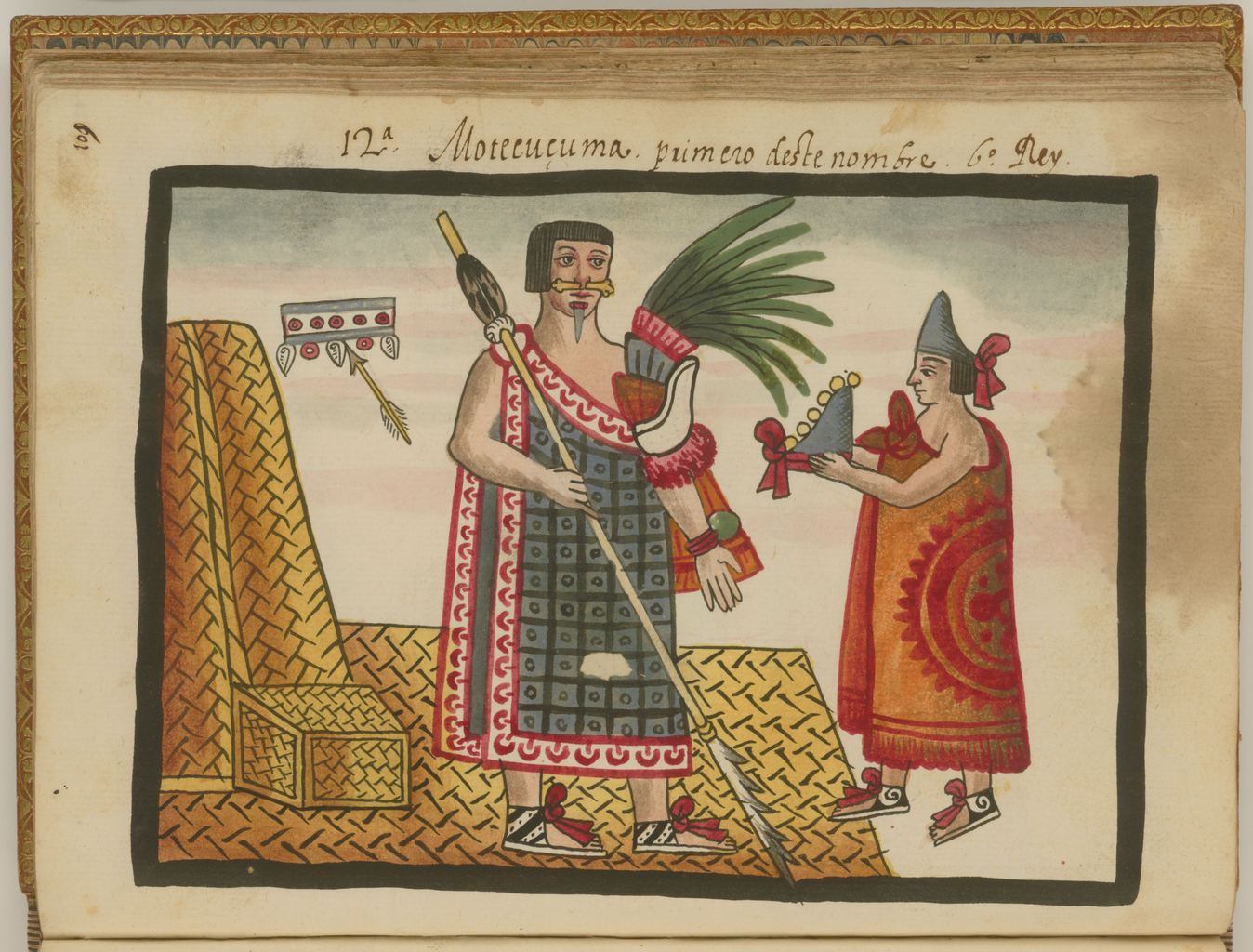
托瓦尔手抄本所绘的蒙特苏马一世的加冕场景

1440年，蒙特苏马一世·伊尔维卡米纳被选为特拉托阿尼，他是维齐利维特尔之子、奇马尔波波卡的兄弟，曾在伊斯科阿特尔的征服战争期间担任军事将领。在中美洲历史中，新统治者的登基往往意味着先王时期的属邦将揭竿而起、反抗朝贡体系，因此每位新王都需要以一次和前属邦的“加冕战争”作为其统治的开端。蒙特苏马登基后，要求各属邦派工人扩建特诺奇蒂特兰大神庙，以测试其忠诚度。只有查尔科城拒绝了蒙特苏马，这导致两邦敌对了十余年。
蒙特苏马随后重新征服了莫雷洛斯和格雷罗谷地的城邦，又在今韦拉克鲁斯州的瓦斯特克地区和瓦哈卡州的米斯特克地区发动扩张，并在此后将矛头转回韦拉克鲁斯的中南部地区，征服了科萨马洛潘、阿维利萨潘和奎特拉斯特兰。在此期间，特拉斯卡拉、乔卢拉和韦索钦科成为蒙特苏马征服活动的主要对手，他们曾向多个被蒙氏征服的城邦发送支援。蒙特苏马频频向此三国发动一种以小型遭遇为主的低强度战争，称为“荣冠战争”（xochiyaoyotl），或属于持久消耗战略。
蒙特苏马亦加固了三邦同盟和特诺奇蒂特兰的内部政治结构，他的兄弟特拉卡埃莱尔是其主要的顾问（Cihuacoatl），他在此期间主导了多次政治大变革，巩固了贵族（pipiltin）阶级的权力，制定了法律体系，同时确立了在已征服城邦恢复原首领统治、确保其忠于墨西加统治者的惯例。蒙特苏马下令在查普尔特佩克修筑堤道，将那里的水源引入特诺奇蒂特兰；他还下令在东部修筑堤坝，防止湖水泛滥。1451年至1456年，由于暴雨及冰雹袭击，特斯科科湖区曾爆发饥荒，不少人饿死或是沦为奴隶，这是蒙特苏马统治后期的重大灾难。
特斯科科的统治者内萨瓦尔科约特尔建造了大量庙宇和公共建筑，他将特斯科科建设成为墨西哥中部高原的另一个重要城邦。他还鼓励宗教和艺术的发展。

#### 阿萨亚卡特尔和蒂索克时期
1469年，阿萨亚卡特尔即位，他是伊斯科阿特尔之子特索索莫克和蒙特苏马一世之女阿托托斯特莉所生的儿子。他完成了加冕战争，在南方和萨波特克作战，征服了特万特佩克地峡的部分地区。阿萨亚卡特尔亦征服了独立的墨西加城邦特拉特洛尔科，它坐落在特诺奇蒂特兰所在岛屿的北方，拥有当地最大的集市。特拉特洛尔科的统治者莫基维斯（Moquihuix）是阿萨亚卡特尔的妹夫，阿萨亚卡特尔指责他虐待自己的妹妹，以此为由将特拉特洛尔科纳入版图。
阿萨亚卡特尔随后向今墨西哥格雷罗州中部、普埃布拉谷地和海湾沿岸进军，并在托卢卡山谷中同奥托米人（Otomi）和马特拉钦卡人（Matlatzinca）作战。托卢卡谷地是阿兹特克国家和强大的普雷佩查帝国之间的缓冲地，在征服托卢卡后，阿萨亚卡特尔开始同该国作战。在1478年至1479年阿兹特克和普雷佩查人的数次大战中，阿兹特克部队严重受阻，阿萨亚卡特尔的军队在特拉希马洛扬（Tlaximaloyan）之战惨败，其麾下32,000名士兵遭受严重损失、所剩无几，铩羽而归。
1481年，阿萨亚卡特尔逝世，其兄蒂索克即位。蒂索克即位后着手重修特诺奇蒂特兰的神庙，亦下令雕刻了著名的“蒂索克之石”。不过，其军事功绩并不起眼——蒂索克和奥托米人之间的加冕战争以蒂索克的失败告终，导致蒂索克仅有40人用以在其加冕典礼中献祭。这也导致其军事上的软弱暴露无遗，大部分属地因而接连发起叛乱，蒂索克不得不将其大部分精力投入于镇压叛乱之中。1485年，蒂索克逝世，据称是被其兄弟、下一任特拉托阿尼阿维特索特尔毒害。

#### 阿维特索特尔时期

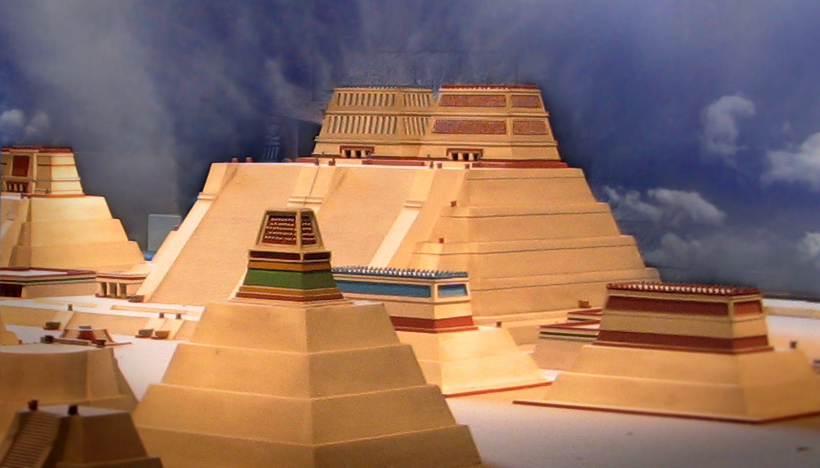
特诺奇蒂特兰大神庙的复原图

阿维特索特尔是蒂索克暴毙后的继任者，他是阿萨亚卡特尔和蒂索克的兄弟，也是蒂索克统治时期的战争领袖。阿维特索特尔热衷于军事扩张，他的加冕战争以镇压托卢卡谷地叛乱为主，战事较为成功，随后他又征服了希洛特佩克（Jilotepec）和数个墨西哥谷北部的城邦，并将海湾沿岸地区纳入版图。特诺奇蒂特兰大神庙在1487年扩建完成，阿维特索特尔邀请所有属邦统治者前来参加开设典礼，并在典礼的四日期间献祭了大量战俘，一些文献指这个数字达到了八万多，可能有夸大成分，但实际也不少于万人。这些战俘大多来自于阿维特索特尔和特斯科科君主内萨瓦尔皮利一同在今瓦哈卡州北部进行的抓捕行动。
阿维特索特尔亦在卡利斯特拉瓦卡（Calixtlahuaca）、马利纳尔科（Malinalco）和特波斯特兰（Tepoztlan）建立了纪念建筑。在他统治期间，今格雷罗州北部的阿拉维斯特兰（Alahuiztlan）和奥斯托蒂克帕克（Oztoticpac）曾发动叛乱，为此阿维特索特尔下令将两个城邦的全部人口处决，并派墨西哥谷的部分居民到当地重新定居。他还强化了阿兹特克和普雷佩查边境的奥斯图马地区的驻守，以防卫普雷佩查的入侵。
1502年，特诺奇蒂特兰遭到洪灾威胁，阿维特索特尔因此求助特斯科科人帮助修筑堤坝。在巡视堤坝时，他遭到袭击而死。

### 阿兹特克的晚期统治者和西班牙征服

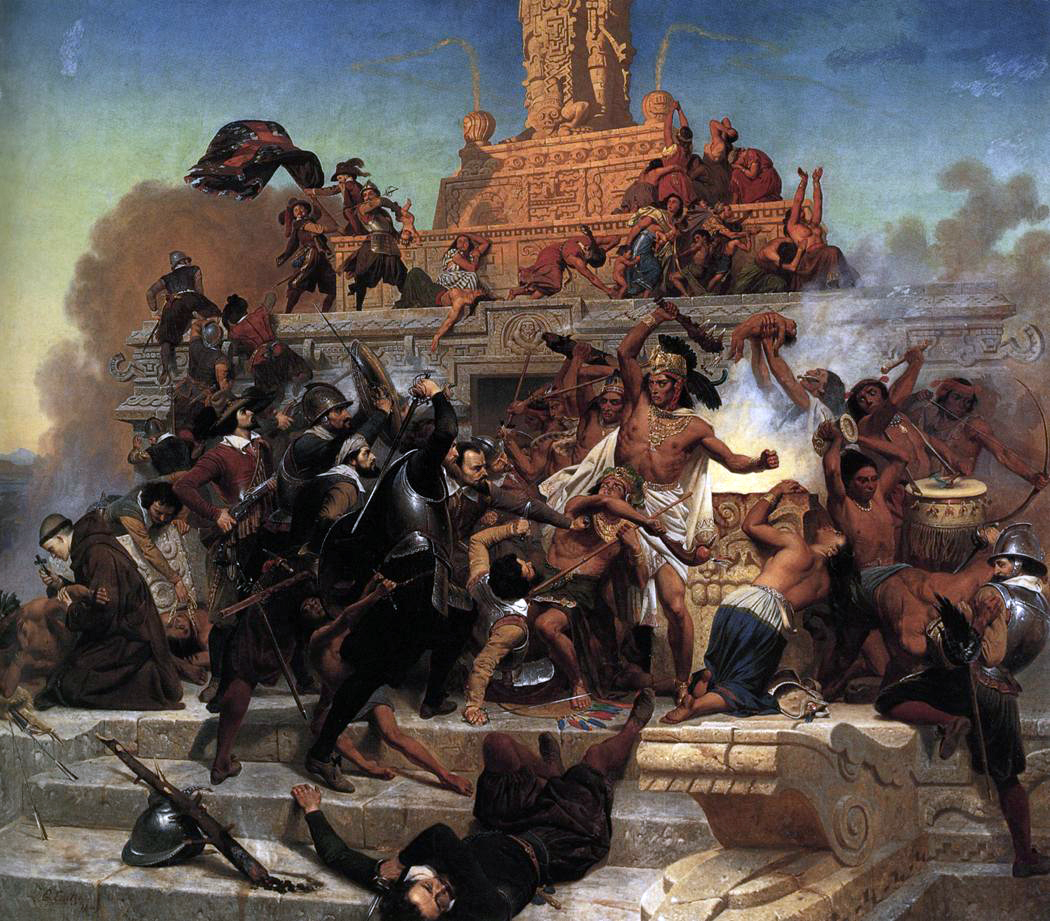
《科尔特斯及其部队席卷神庙》，埃玛纽埃尔·洛伊茨绘于1848年

蒙特苏马二世在西班牙人入侵及其两年征服战争（1519－1521）时统治阿兹特克，并因此成为世界史视角中最为著名的阿兹特克领袖，但其早期成就并不符合这样的名声。他在1502年即位，是阿萨亚卡特尔的儿子。他的统治初期和历代君王并无二致，在加冕战争中，他进攻了今瓦哈卡州的要塞城邦诺帕尔兰（Nopallan），并将邻近一带地区纳入版图。他是一位合格的将领，在随后的征服活动中确立了对今格雷罗州、瓦哈卡州、普埃布拉州大部分地区的统治，并向南扩张至太平洋沿岸。他还向特拉斯卡拉和韦索钦科（Huexotzinco）发动荣冠战争，亦加固了和乔卢拉城邦的同盟关系。内政方面，他通过施政使得平民依靠战功晋升为贵族的行为变得困难，从而巩固了阿兹特克社会的阶级结构，亦制定法令限制平民阶级使用的奢侈品类型。
蒙特苏马二世对特拉斯卡拉的战争并不顺利，在此期间，特斯科科人发动叛乱，杀害了蒙特苏马二世的妹妹，其军队也被特斯科科人包围击溃。1516年，特斯科科君主内萨瓦尔皮利逝世，特斯科科陷入继承争端，特诺奇蒂特兰和特斯科科的联盟陷入解体。
1517年，蒙特苏马接到了海湾沿岸森波阿兰（Cempoallan）附近发现船队和怪异战士的消息，决定派使者迎接，查明缘由，并命令沿岸属邦发现新船队时随时上报。1519年，他得知埃尔南·科尔特斯率西班牙船队来临。后者很快进入特拉斯卡拉，而特拉斯卡拉是阿兹特克的老对手。11月8日，蒙特苏马二世和科尔特斯一行在特诺奇蒂特兰南部的堤道会面，他邀请科氏作客居留。阿兹特克部队随后在海岸摧毁了一处西班牙营地，科尔特斯因而要求蒙特苏马处决相关将领，后者接受。蒙特苏马二世沦为了西班牙人的俘虏，被软禁在王宫之中，西班牙人逐渐在这场对抗中占得主动。各属邦察觉气氛异常后，1520年6月，针对西班牙人的敌对行动爆发，发生了著名的针对西班牙人的大神庙大屠杀，期间蒙特苏马二世被杀，可能是指责他叛国的阿兹特克人行凶，亦有可能是西班牙人在撤离途中泄愤将其杀害。

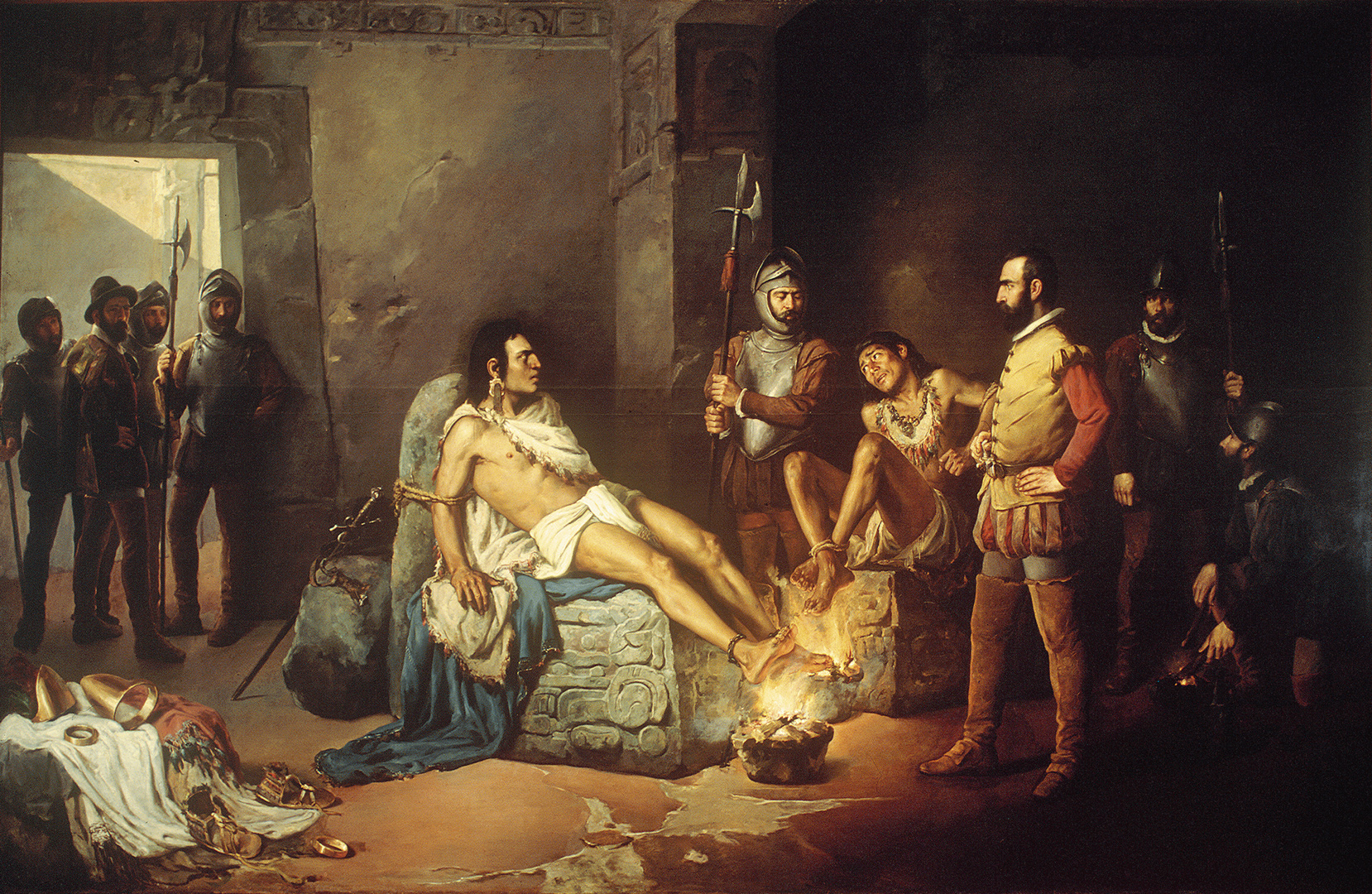
《夸乌特莫克的殉道》，莱昂德罗·伊萨吉雷绘于19世纪

奎特拉瓦克在蒙特苏马死后继位，他仅是王室成员，此前是蒙特苏马的顾问。他在统治期间不断加固特诺奇蒂特兰的防御工事，以防卫西班牙人和特拉斯卡拉人的入侵。他仅仅统治了80天就暴毙宫中，早期的文献并未给出具体原因，后世大致认为是因为流行的天花瘟疫。夸乌特莫克即位，他成为阿兹特克国家的最后一个特拉托阿尼。夸乌特莫克登基后继续指挥保卫特诺奇蒂特兰。1521年8月13日，特诺奇蒂特兰告破，他被西班牙人俘虏，这也是西班牙人在中墨西哥确立新霸权的标志。夸乌特莫克被西班牙人囚禁，随后在出征洪都拉斯探险途中被科尔特斯下令处决，缘由据称是叛国罪。夸乌特莫克的死也意味着阿兹特克政治史的结束。

### 殖民时代
在陷落的特诺奇蒂特兰废墟上，墨西哥城建立起来，欧洲式建筑逐渐取代老旧的阿兹特克建筑，占据了湖心岛。特诺奇蒂特兰陷落后，阿兹特克士兵被西班牙人招致麾下，参与随后征服中美洲土地的战争，部分士兵在新征服的土地定居。这意味着阿兹特克文化和纳瓦语在殖民时代后没有迅速陷落，反而在殖民时代初期得到了传播。西班牙人将新征服的墨西哥地区称为“新西班牙”，建立新西班牙总督辖区。
阿兹特克统治王朝在夸乌特莫克死后继续统治“圣胡安特诺奇蒂特兰”，是为墨西哥城的一个原住民区域，但随后即位的特拉托阿尼多数是西班牙人扶持的傀儡，信仰天主教、姓名前缀有教名，如安德烈·德塔皮亚·莫特尔奇乌等。其他阿兹特克城邦被列为殖民地原住民城镇，由一位原住民总督（gobernador）统治，总督职位最初由当地旧有的统治王朝成员担任，此人有时会兼任特拉托阿尼，不过在一些城镇中也有两个职位由两人把守的情况。原住民总督负责管治原住民，在传统的收取贡品和发号施令等事务上仍然发挥着作用，听命于驻守当地的西班牙官员。这种体制被称为“监护征赋制”，当地的西班牙官员被称为监护。在殖民时代初期，一些原住民总督因这项制度变得尤为富有，且具有一定影响力，权力甚至可与西班牙监护相比。

#### 人口的锐减

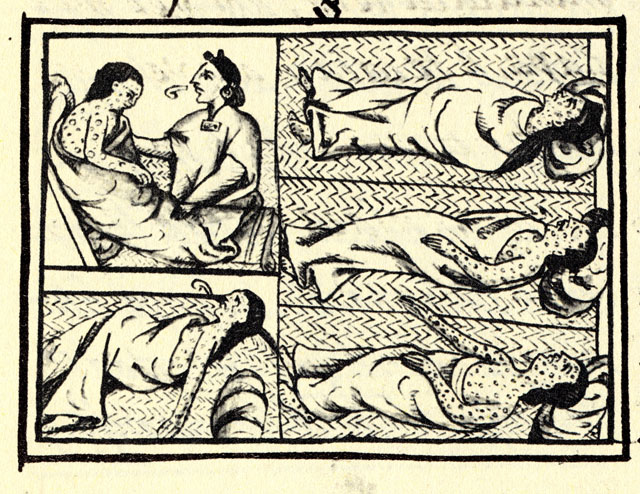
佛罗伦萨手抄本第七卷所绘的阿兹特克人感染天花的情形

在欧洲人抵达墨西哥并完成征服、确立殖民统治后，当地的原住民人口显著减少，其中很大一部分原因是欧洲人带来的病菌瘟疫，使得大量没有抵抗力的原住民丧命。1520年至1521年，天花爆发并席卷特诺奇蒂特兰，间接导致西班牙人轻易攻破了这个曾经繁荣的阿兹特克都城。在1545年和1576年，天花病毒又是两次爆发，对原住民形成严重威胁。在欧洲人来临时，当地并没有人口普查的数据。早期对墨西哥谷地人口的估计数字较小，1942年乔治·库布勒（George Kubler）给出了20万的数字，1963年博拉（Borah）和库克（Cook）依据收贡清单计算出中墨西哥地区贡品数量，推出了1800万至3000万的庞大数字，他们也因此遭受批评，被指责为毫无根据。考古学家威廉·桑德斯（William Sanders）根据古宅的考古数据，推断出100万至120万的人口数字。托马斯·惠特摩尔（Thomas M. Whitmore）基于殖民地普查数字，利用電腦模拟模型推测出在1519年，墨西哥谷地约有150万人，而全墨西哥共有1600万人。将以上数据和16世纪锐减后的人口数字相比，殖民征服后墨西哥谷人口的减幅分布在50%到90%之间，而根据桑德斯和惠特摩尔的数据则达到了90%左右。

#### 社会与政治的变化
尽管阿兹特克帝国不复存在，但阿兹特克上层精英的地位在殖民时代得以保留，蒙特苏马二世的继承人和子嗣依然拥有很高的地位。蒙特苏马二世之子佩德罗·蒙特苏马生有一子迭戈·路易斯·蒙特苏马，后者通过婚姻融入了西班牙贵族体系，从而催生了“蒙特苏马伯爵”的贵族头衔。自1696年起至1701年止，新西班牙总督兼有蒙特苏马伯爵头衔。1766年，蒙特苏马伯爵获封为象征最高地位的“格伦代”。1865年，墨西哥已进入第二帝国时期，当时的第十四代蒙特苏马伯爵安东尼奥·马里亚·蒙特苏马-马西利亚·德特鲁埃尔-纳瓦罗获封为公爵，爵号也改为蒙特苏马公爵。两个蒙特苏马的女儿伊莎贝尔·蒙特苏马和莱奥诺尔·蒙特苏马被科尔特斯封为监督（encomiendas），头衔终身享有。莱奥诺尔后来先后和两位西班牙人结婚，她的第二任丈夫将监督头衔传给了二人的女儿。
和其他原住民部族不同，阿兹特克的纳瓦人在殖民时代到来后保留了他们原有的政治和社会结构。西班牙人在原住民城镇建立了印第安人共和体（Republica de indios）作为基本行政区域，在由欧洲人、非洲奴隶和混血的卡斯塔人所组成的新城镇建立西班牙人共和体（República de españoles），二者并存。西班牙人将原住民精英视为殖民体系的贵族，继续维持殖民时代前的社会结构，并利用这些贵族，将他们作为西班牙殖民政府和原住民之间的中间人，但这也和原住民贵族对基督教和西班牙王室的忠诚度有关。纳瓦人精英在当地事务中拥有相当大的自治权。西班牙统治者并未完全了解旧有的政治组织，但他们清楚旧有体系和贵族统治者的重要性。他们将旧的城邦作为基本的行政单元，更名为首府（cabeceras），而原属于城邦控制区的边缘城镇则命名为附属府（sujetos）。西班牙人在首府建立起伊比利亚风格的市政厅，称为cabildo，职能和旧有的原住民贵族大体一致。随后瘟疫不断爆发，原住民人口锐减，造成人口情况的大变动。为了控制人口分布，殖民政府利用“集合”政策（congregación）进行了多次强制性的人口迁移。分布在人口较为稀少的地区的原住民被强制迁移到新建立的定居点，便于接受传教和强制劳动。

## 政治与社会

### 城邦与人口

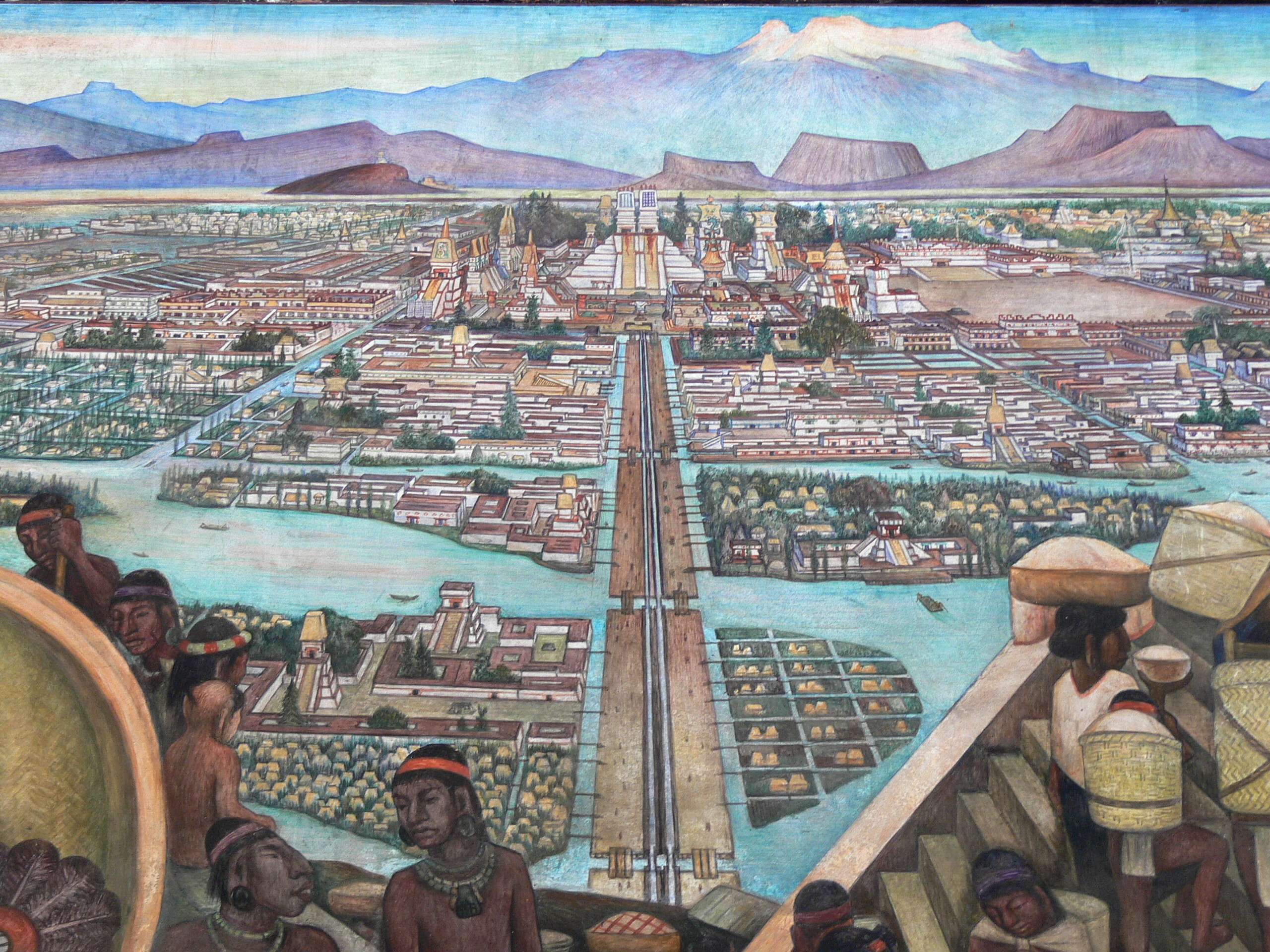
墨西哥国家宫描绘特诺奇蒂特兰景象的壁画，迭戈·里维拉绘

阿兹特克政治上的主要组织单位是阿尔特佩特尔（altepetl），本义为“水岭”，意译作城邦。每个城邦都有一名统治者，称为特拉托阿尼，下辖全城邦的贵族和平民。阿兹特克的城邦中中心的都城是宗教活动和贡品流通的中心地，外围包围有居民点。城邦认同是阿兹特克人主要的身份和民族认同因素，城邦人口不一定拥有统一的语言。每一个城邦的政治体系都是互相独立的，战争也会在城邦和城邦之间展开。在墨西哥谷地，城邦的下等区域是卡尔普尔利（calpulli），本义是“长屋”，意译作公社、氏族，是平民之间的主要政治组织，通常由家庭组成，成员家庭多通过婚姻互相关联，因此卡尔普尔利又相当于氏族组织。公社在政治上划有土地，平民在当地组织劳动及开垦土地。公社的领袖可能成为贵族成员，如此他们便能在城邦组织中作为公社代表出现。
城邦的城区是阿兹特克人宗教、政治和经济的中心。阿兹特克帝国的首都是特诺奇蒂特兰，建造于特斯科科湖的一系列小岛之上，面积约10万平方公里，依据对称布局规划而建，分为四个城区（campan，“方向”），中央是以大神庙为中心的宗教仪式区域，其中的大金字塔有50米高。城内建有整齐的街道和广场，特诺奇蒂特兰的普通房屋用原木和泥土建成，房顶用芦苇杆搭成；金字塔、神庙和宫殿等宗教和王室建筑则大多用石头建造。城市内部运河交错。特诺奇蒂特兰的中心区四周被围墙包围，包含主建筑大神庙、供奉其他神祇的神庙、蹴球场、卡尔梅卡克（供贵族子女参加的学校）、勇士居所和商人居所，以及供皇帝居住的宗教宫殿，此外还设有头骨架（tzompantli），展示人祭祭品的头骨。中心区周围是其他王室宫殿。大神庙的主建筑大金字塔顶端是供奉特拉洛克和维齐洛波奇特利的神殿，也是大多数人祭活动的主要场所。大神庙经过多次扩建，几乎每一位统治者都会扩建一次。全城有10余公里长的防水堤坝，城北建有市场，是贸易中心。
特斯科科湖周边的城邦还包括阿斯卡波察尔科、特纳尤卡、特斯科科、库尔瓦坎、特拉科潘、查普尔特佩克、科约阿坎、索奇米尔科和查尔科等。在普埃布拉谷地，乔卢拉是规模最大的城邦，建有中美洲最大的金字塔。特诺奇蒂特兰周边的特拉斯卡拉包含四个小城邦。在莫雷洛斯谷地，夸乌纳瓦克是主要的纳瓦特尔语城市。托卢卡谷地的托尔洛坎（Tollocan）是马特拉钦卡人的中心城市。绝大部分阿兹特克城市都拥有一个中央广场，以双子大金字塔为中央建筑。双子大金字塔通常面朝西侧，建有两列阶梯，通往两个神庙建筑。
根据人类学家爱德华多·诺格拉（Eduardo Noguera）按照房屋数量的估计，特诺奇蒂特兰和邻近的特拉特洛尔科共有人口20万。若计入特斯科科湖的沿岸城市和所有岛屿，则共有30万到70万人。迈克尔·史密斯（Michael E. Smith）的估测的特诺奇蒂特兰城区人口为212,500，参与估测的城区面积为1,350公顷，密度为157。墨西哥谷地的第二大城市是特斯科科，其450公顷的区域内有25,000人口。在莫雷洛斯谷地，考古学家迈克尔·史密斯（Michael E. Smith）估测当地的城邦一般有1至1.5万的人口，领土面积在70至100平方公里间，不过莫雷洛斯谷地的城邦面积较其他地区稍微小些。史密斯认为城邦主要是政治单元，由领主和其管辖的市民组成，而并不是领土单位，因为一些地区内的小型居民点间分属多个不同的城邦。

### 三邦同盟与阿兹特克帝国
1427年，为共同对抗阿斯卡波察尔科的特帕内克人，特诺奇蒂特兰、特斯科科和特拉科潘组成三邦同盟，也被称为阿兹特克帝国，三邦的特拉托阿尼都可视作帝国的君主——但事实上特诺奇蒂特兰拥有更高的威望，因而其特拉托阿尼是阿兹特克帝国实际上的最高统治者，也被后世称为“阿兹特克皇帝”。阿兹特克帝国是纳瓦人唯一一个相对成熟，且形成一定领土规模的政权，帝国的领土范围最远到达了今日墨西哥和危地马拉边界的太平洋沿岸城市索科诺奇科。阿兹特克帝国仰仗间接的统治方式，虽然它和大部分欧洲帝国一样，拥有复杂的民族构成，但阿兹特克帝国的统治体系更像是一个大规模的朝贡系统，并不是由政府进行直接统治，这与欧洲政治体系严密的各大帝国有所区别。人种历史学家罗斯·哈西格称对阿兹特克帝国最适合的理解应该是一个非正式的“霸权帝国”，因为它并不声索已征服领土的至高统治权，原有的统治者大多得到保留，而只是强迫他们进贡，以保证朝贡体系的顺利运行。只要朝贡体系能够顺利运转，帝国的统治者便不会特意干涉已征服地区的内政，而是任由原有的统治者施行自治，不过统治者也会通过通婚或交换货物等方式和当地统治者建立联系，以确保他们忠于中央。
为了保证帝国的扩张行动能够顺利进行，统治者们也会取消一些军事前线地区的朝贡地位，而派军队实行直接统治，甚至会委派傀儡君主、设立长期驻军或强制移民的方式建立统治，如西部和劲敌普雷佩查的边境地带。这种针对前线地带的统治策略和帝国在墨西哥谷腹地的统治形式有着很大不同。
尽管西方史学家一直称呼这个以三方同盟为基础的政权为“帝国”，但政权统治范围内的大部分地区都是由城邦组成的，每个城邦都拥有着世袭的统治王朝。阿兹特克人崛起的早期就是凭借着城邦战争的形式得以实现；而即使在1427年“帝国”建立以后，城邦也一直是地方行政的基本单位，这些城邦是阿兹特克国家“霸权”统治形式的关键。

### 社会阶级

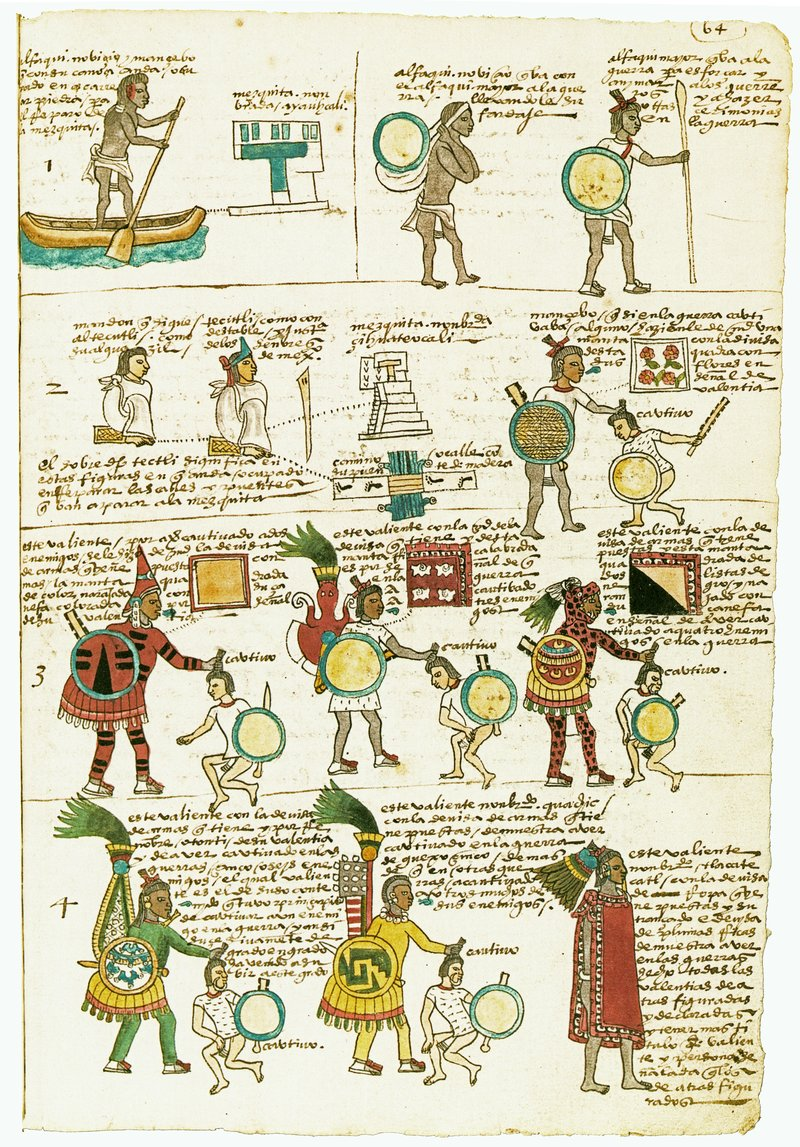
门多萨手抄本中关于平民进阶的说明。阿兹特克的平民阶级可以通过捕获战俘来提升自己的社会地位，每个社会层级都需要捕获一定数量的战俘

阿兹特克社会中，皮尔利（单数pilli，复数pīpiltin）的地位最高，类似于旧世界的贵族。皮尔利的阶级身份是世袭的，并拥有一些社会特权，如消费奢侈品、穿戴上乘服饰等，且可以占有土地、征召平民劳役。皮尔利阶级中也有一定地位区分，最高位者通常为特乌克丁（teuctin），即领主，他们占有贵族庄园和住所，可以担任政府官职或军事将领。皮尔利约占阿兹特克人口的5%。
下等阶级被称为马塞瓦尔利（单数mācēhualli，复数mācehualtin），即平民。起初仅限农民，但随时间推移逐渐囊括了一切下等工作者。根据统计资料，在阿兹特克帝国的后期，只有20%的马塞瓦尔利从事农业，余下大部分为战士、工匠或商人，又在晚期以工艺事业从业者为主。他们的劳作是阿兹特克市镇的主要收入来源。马塞瓦尔利在极度贫困或债务累累时可能会成为贵族的奴隶（tlacotin），但奴隶身份并不世袭。有的马塞瓦尔利没有土地，而直接为领主工作，称为mayehqueh。大部分的马塞瓦尔利通常会结为不同的公社，称为卡尔普尔利（calpulli），从属于城邦，下属有土地和财产。在战争中，马塞瓦尔利可以通过捕获战俘来提升自己的社会地位。

### 教育
阿兹特克是世界上较早强调强制教育的文明之一。兒童在15岁之前的教育由家长负责，教育进度受当地卡尔普尔利公社的监督。15岁后，学生将接受学校教育，为期5年；不过儿童在10岁就可以提前入学。学校分为两种类型：特尔波奇卡尔利，由公社运作，教授实用技能和军事；卡尔梅卡克，教授高级的文学、天文、政治、神学等文化领域学科。卡尔梅卡克的学生大部分是卡尔利贵族的子嗣。学校的教师（tlamatimine）为培养学生的意志力，会采用严厉的体罚方式，且要求学生早上洗冷水浴，参加耐力测试等。此外，还有专门教授歌舞艺术和蹴球的学院，这两种职业在阿兹特克帝国都享有较高地位。女性通常会参加家政和育儿的教育；也有女性接受助产士和医术教育，称为蒂齐特尔（tizitl），她们专门负责护理其他阿兹特克女性。在阿兹特克的教育体系中，有一个特别的“长者箴言”（huehuetlatolli）课程，以哲理性语句为载体，传递阿兹特克人的价值理念和礼仪观念。

### 性别与婚姻
阿兹特克人的家庭结构既不属于父系，亦不属于母系——两个世系的地位平等，子女的继承权利也趋于等同。这意味着女性的财富可以企及男性，在婚姻中，女性也拥有较大的经济自由。不过，阿兹特克社会中的职位分配遵循严格的性别区分系统，男性应在外工作，担任农民、商人、工匠或士兵；女人则更多地担任家庭主妇，但也可以担任小范围内的商人、医生、祭司或助产士。战争在阿兹特克社会中地位崇高，但阿兹特克社会赋予女性维持世界和谐、取悦上苍的使命，这被认为和战争同等重要。这使得一些学者将阿兹特克社会的性别地位情况定义为“性别互补”，男女各司其职，地位平等。
在贵族中间，联姻被视为一种政治策略，地位低的贵族家庭可通过将女儿嫁给显赫家庭，孕育出拥有更高地位的子嗣。贵族也流行一夫多妻制，这在平民阶级中并不常见，因此一些文献认为一夫多妻是贵族的专利。

### 娱乐

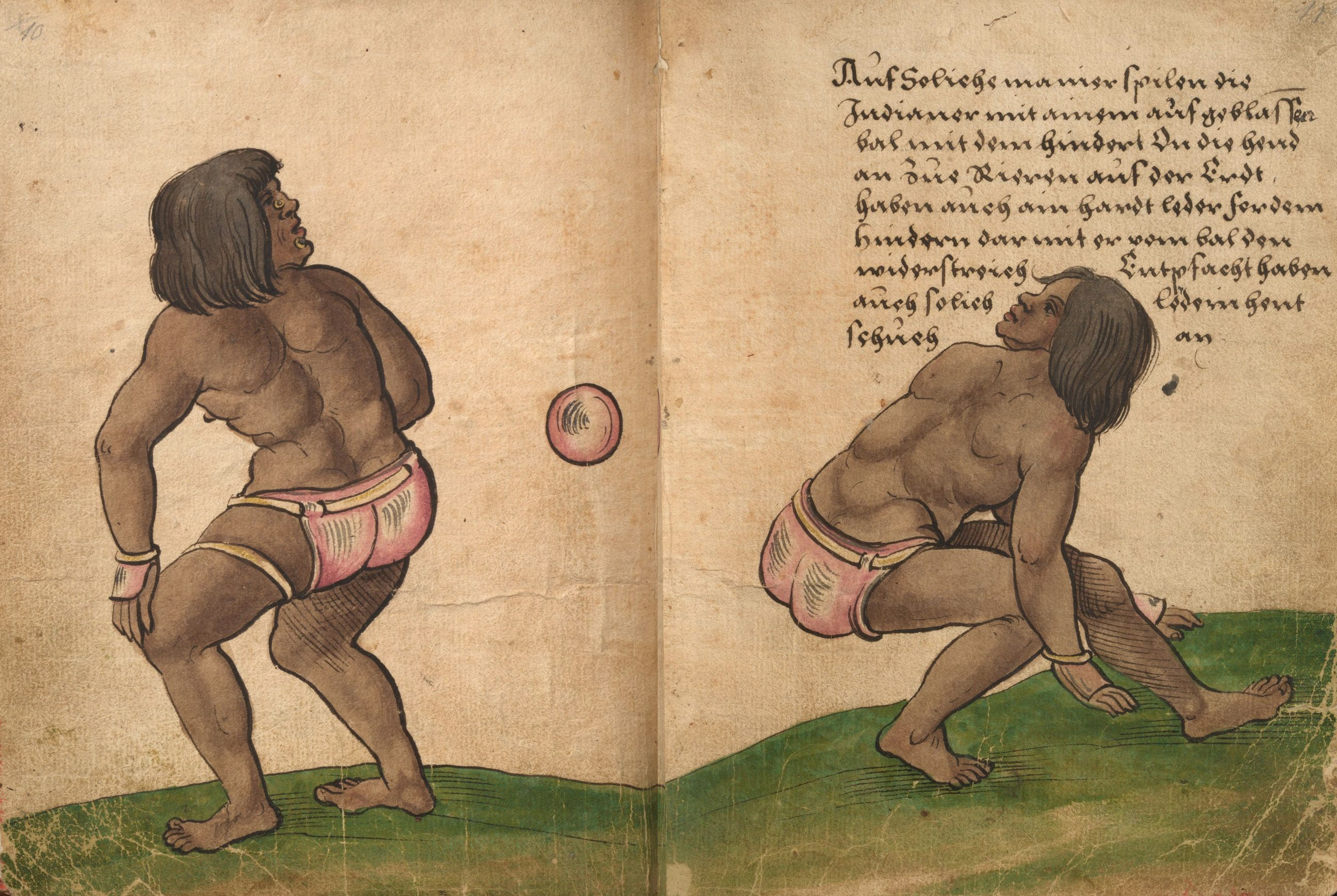
阿兹特克蹴球员为西班牙国王表演，克里斯托弗·魏迪茨于1528年绘

中美洲蹴球（ōllamalitzli）是阿兹特克人最流行的体育运动。这种形式的运动并非阿兹特克人首创，而是流行于中美洲各个民族，历史悠久。蹴球在纳瓦特尔语中被称为ōllamalitzli，词根ōlli意为“橡胶”。运动员使用臀，膝盖和肘击球，把球送入一个石环内视作获胜，但具体规则不详。蹴球运动是阿兹特克人重要的娱乐活动，不过亦被阿兹特克人赋予宗教意义——球被视为太阳的象征，球赛代表着维齐洛波奇特利的白昼势力，和科瓦特利奎、科约尔沙乌基的黑夜势力之间的对抗。阿兹特克贵族子女参与的学校卡尔梅卡克有蹴球课程，其中最杰出者可能会成为职业的蹴球运动员。阿兹特克的各大城邦几乎都建有蹴球场（tlachtli），都城特诺奇蒂特兰的蹴球场被称为“圣球场”（teotlachco），在节日庆典期间会举行正式比赛。比赛的败者可能会沦为奴隶，西班牙史学家迭戈·杜兰曾称蹴球运动员是“不幸而可怜的人”，父母“出卖自己的孩子，将他们的命运作为赌注，让他们冒着成为奴隶的风险。”阿兹特克人使用橡胶制作球，但他们并未发现国土内高地地区生长的巴拿马橡胶树，而依靠低地城邦进贡的橡胶。根据门多萨手抄本中的记录，特诺奇蒂特兰每6个月自南部省份接受16,000块生橡胶，不过不是所有的生橡胶都被用于球的制作。在西班牙征服阿兹特克帝国之后的1528年，科尔特斯将一队阿兹特克蹴球运动员带到西班牙，为国王卡洛斯一世表演。
舞蹈表演是阿兹特克人的另一种娱乐方式。以娱乐为目的的舞蹈表演一般在神庙或贵族下辖的偏远地区举行，表演者亦会演唱歌曲，有时有乐器伴奏。舞蹈有时也带有宗教甚至政治意味，舞蹈被认为是取悦神明的方式。宗教庆典上会有固定的舞蹈表演；在政治层面上，舞蹈表演被认为能够展现帝国威严，或是用以纪念战争的胜利。

## 军事

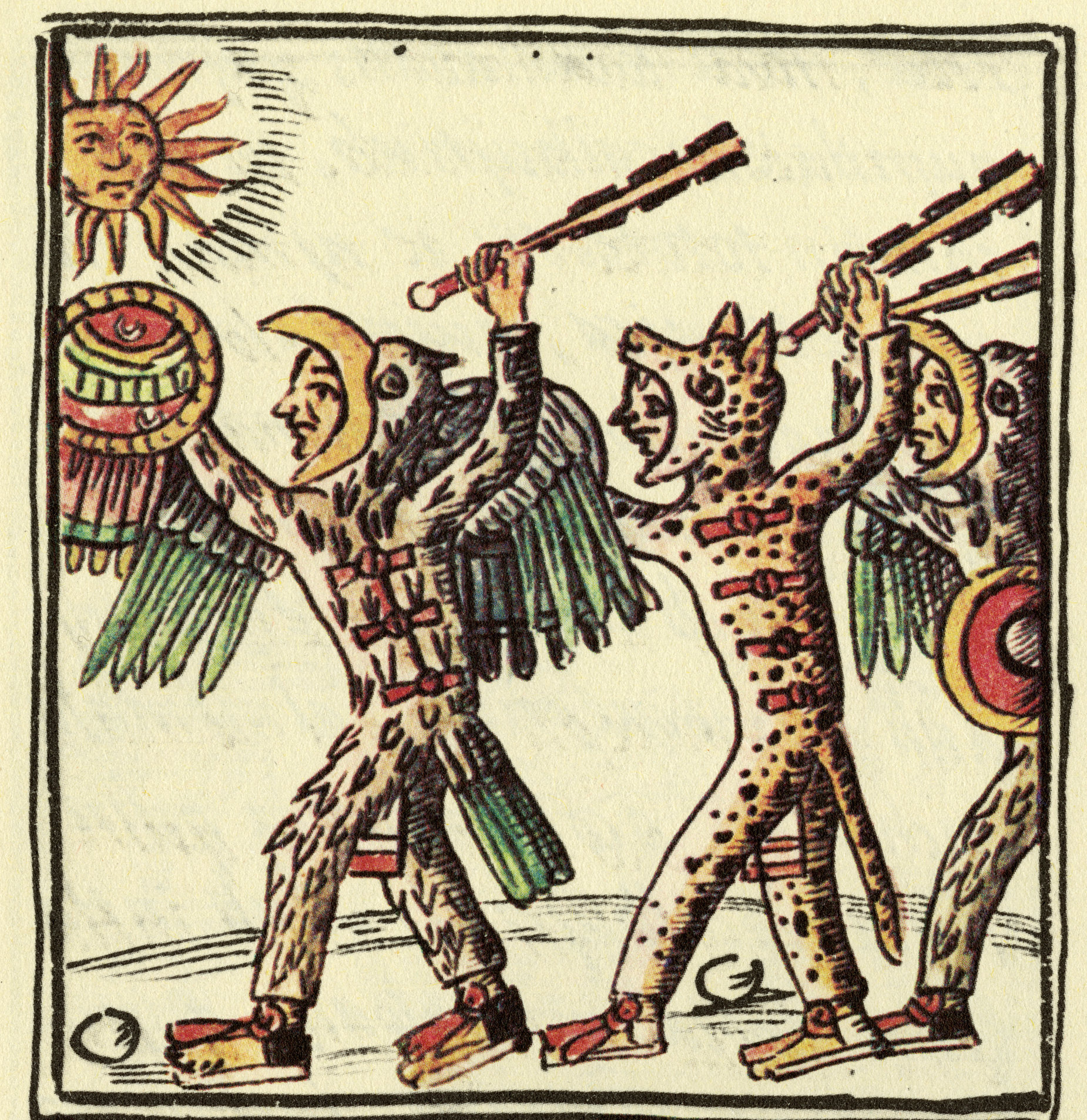
佛罗伦萨手抄本中的阿兹特克战士，装扮成鹰、豹和狼

阿兹特克人尚武，勇士文化是其文化的重要部分。通常阿兹特克人发动战争有两层目的——政治上，阿兹特克的特拉托阿尼希望利用战争扩张势力范围，从而扩大其朝贡体系，也累积其威望；宗教上，阿兹特克人需要利用战争获取战俘，作为宗教仪式的祭品。当新的特拉托阿尼登基时，一般会发动“加冕战争”，通过扩张或是平叛以证明自己是勇士、获取民望，并为其加冕典礼获取贡品。加冕戰爭的失敗會帶來巨大的政治風險，蒂索克的加冕战争失败就致使多个城邦发动叛乱，他本人也不幸暴毙，很有可能被贵族毒害。
阿兹特克的军队一般按照阶级分为平民军和贵族勇士（cuāuhocēlōtl）两部分，分别在特尔波奇卡尔利和卡尔梅卡克两种学校接受军事训练。平民可通过抓捕战俘以获得晋升机会。宗教祭司也会随军参战，他们通常携带神像，给予军队精神支持。贵族勇士内部按抓捕战俘多寡分为多个阶级，身着各式各样的奇装异服。阿兹特克社会中的波奇特卡（pochteca）长途商人是重要的军事情报人员，他们在中美洲各地进行贸易活动，同时会帮助上层阶级收集相关情报。如果他们被无故杀害，特拉托阿尼便有了发动战争的借口。专职的间谍被称为基米奇丁（quimichtin），他们通常在战争开始前被派入敌对地区探查地形、敌军情报，并寻找可利用的异议人群。他们使用敌方语言，穿着敌方的服饰，仅在黑夜中行动。如果间谍被识破，他本人便会遭遇酷刑，其家属也会被贬为奴隶；但行动成功的报酬也颇为丰厚。

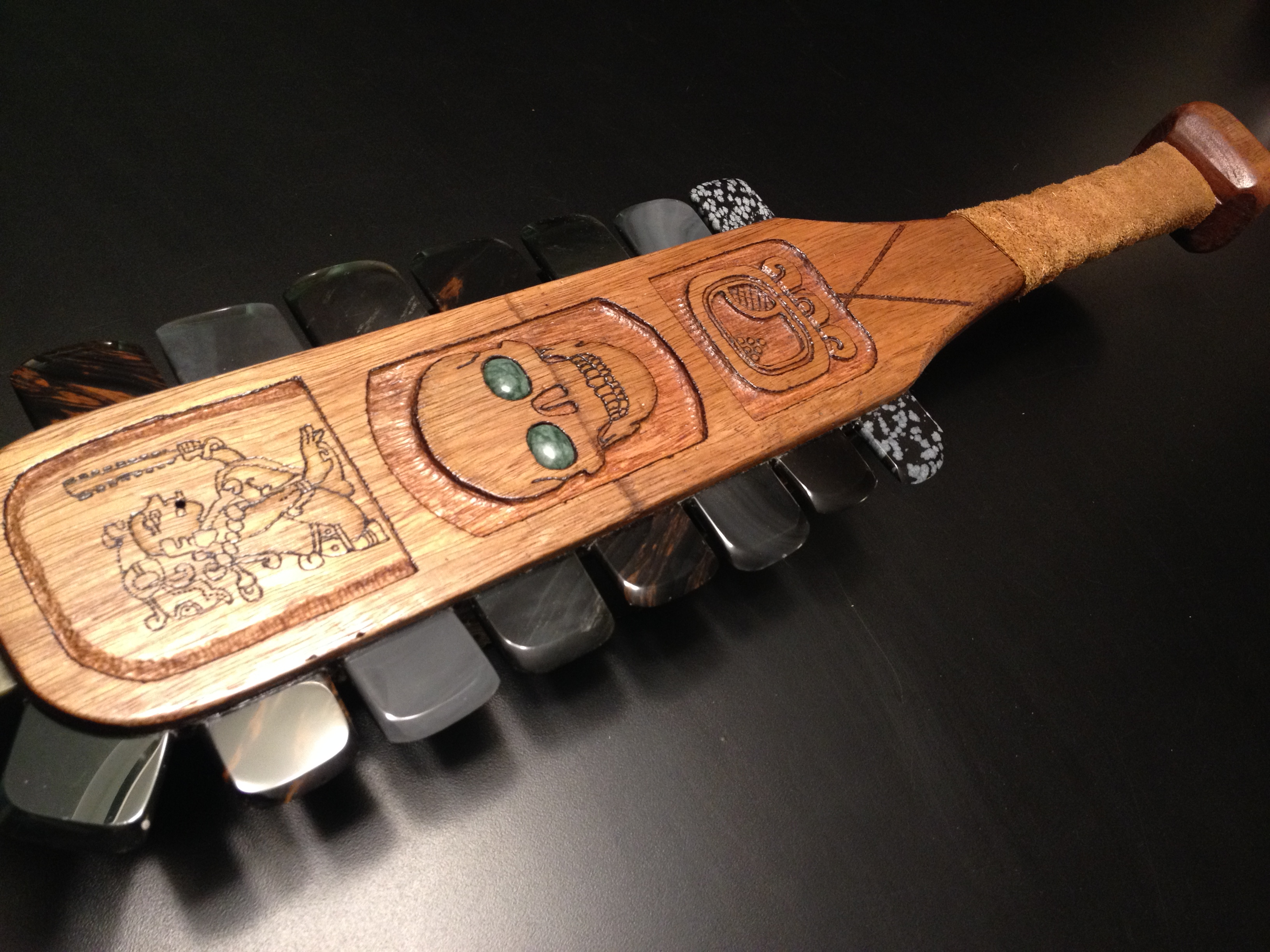
“马夸维特尔”，一种带有尖刃的木制手持武器，是阿兹特克战士标志性的近战武器

战争在纳瓦特尔语中被称为“水火”（ātl tlachinolli）。一旦决定进行战争，会将士兵集结到城邦的广场上接受动员。通常最先出发的是携带神像的祭司，第二日将军带领贵族勇士出发。第三日，军队主力出发，其中特诺奇蒂特兰军先于其他城邦的军队。在行军过程中，沿途的城邦亦会派兵跟从。阿兹特克人在墨西哥谷地一带建造了密集的道路网，军队能日行19至32公里。行军规模依战争规模而有所不同，如仅以获取祭品为目标的荣冠战争仅需要很少的士兵。在和米斯特克城邦奎斯特拉瓦坎（Coixtlahuacan）的战争中，阿兹特克派出了20万士兵和10万名随行工人。1506年，阿兹特克派出40万大军攻打米斯特克城邦图图特佩克（Tututepec）。战争开始前，士兵会打响战鼓、吹响螺号以传达进攻号令。平民军首先会利用投石绳和弓箭发动第一波进攻，整个军队会依照指挥试图包围对手，随后是贵族勇士冲入敌阵利用近战武器进行肉搏，其中也有人使用投枪器。第一次参加战斗的年轻人会排在末尾次序冲锋，且通常是在胜局锁定以后出动追捕逃兵，并试图俘获对手。有论调指阿兹特克人倾向于抓捕战俘，而不会杀掉对手。有人认为这是阿兹特克军队败给西班牙人的原因之一，但不少历史学家反对这个意见，事实上阿兹特克军队仅仅在荣冠战争中才会这么做，而在反抗西班牙人的战争中，阿兹特克人会尽可能杀死西班牙敌军。
阿兹特克军队使用的近战武器包括马夸维特尔，一种带有尖刃的木制手持武器；此外还有硬木棒（cuahuitl）、木矛（tepoztōpīlli）、碎骨棒（quauholōlli）和铜斧（tlāximaltepōztli）等。黑曜石是阿兹特克近战武器的重要原料，常用于制作武器的尖刃。黑曜岩比钢铁坚硬，却更容易磨损，必须经常维修。投射武器主要为投枪器（atlatl），此外还有弓箭（tlahhuītōlli）、投石绳（tēmātlatl）和吹箭（tlacalhuazcuahuitl）。有的士兵会携带圆盾，原料为原木或玉米茎，有时以羽毛装饰。士兵通常身着棉衣。有些贵族勇士穿印有动物皮肤的花纹的皮革战衣，戴木制头盔，形为各式动物，如吼猴、猫、鸟、豹、郊狼，或是阿兹特克的神祇。其中，化装为豹、鹰者分别被称为豹勇士（ocēlōtl）和鹰勇士（cuāuhtli），是贵族勇士中最勇猛的战士，后来成了阿兹特克在现代流行文化中的象征之一。军官或是贵族勇士身背战旗，用于表明身份、便于指挥。

## 经济

### 农业

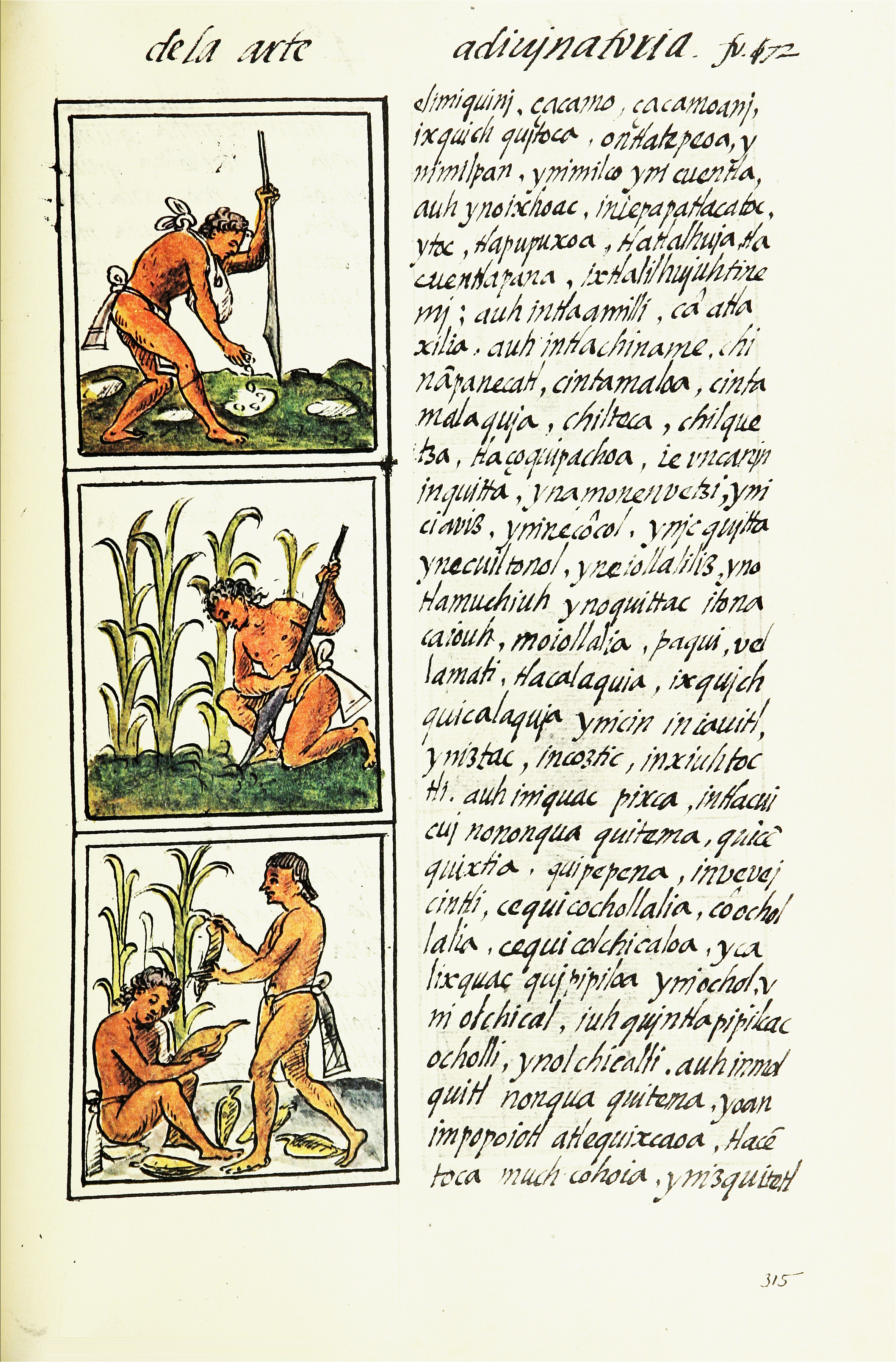
佛罗伦萨手抄本中关于阿兹特克人使用简单工具种植玉米的描述

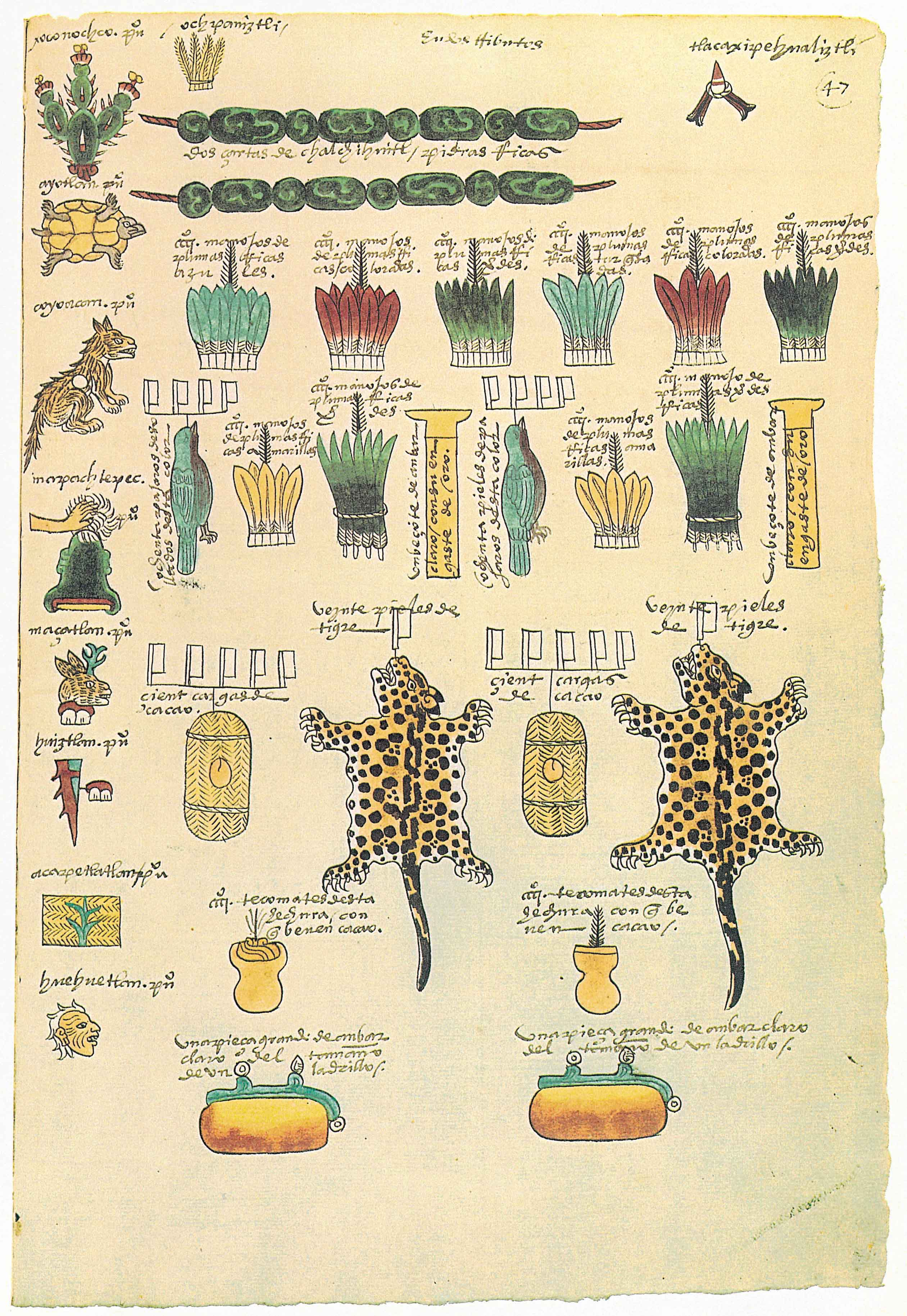
门多萨手抄本中对索奇诺奇科城邦贡品的描述

和所有其他中美洲文明一样，阿兹特克社会以玉米农业为中心。墨西哥谷地环境潮湿，湖泊沼泽密布，因而发展出精耕细作的农业生产方式。阿兹特克农业的主要作物除了玉米之外还包括豆类、南瓜、辣椒、龙舌兰和苋菜等，其中龙舌兰是其特产。阿兹特克人为适应谷地的多湖环境，会在沿湖的浅水地区利用湖底泥土建造奇南帕园地并耕作于此，这是阿兹特克农业的另一个特征。奇南帕（chinampa）是西班牙语词汇，来源于纳瓦特尔语的奇纳米特尔（chināmitl）。奇南帕园地的土壤大多来自湖底，受湖水滋养而较为肥沃，能够耕种各种作物，浮岛间被窄运河隔开，农民可划舟在岛间移动。奇南帕产量可观，1公顷奇南帕园地可养活20人。
阿兹特克人亦发明了自己的人工水利和灌溉系统，据称在特诺奇蒂特兰城南的索奇米尔科曾有1.5万条人工灌溉渠道，至今仍存约900条。大部分的农业生产活动都远离人口稠密的城区，但城区内部同样存在小规模农业。每个家庭都拥有自己的小园地，用以种植玉米、水果、药草等作物。阿兹特克人在特诺奇蒂特兰城周边建造了堤道，可将特斯科科周边的泉水导入城区，以保证城市供水。此外他们还构建了垃圾回收系统，将市民的生活垃圾回收为肥料。凭借精耕细作的农业，阿兹特克文明得以维持大规模的城区人口。特斯科科湖亦富于水产，因此特诺奇蒂特兰人并不需要养殖大量牲畜保证蛋白营养供应，他们通常只养殖火鸡和狗；根据学者的估计，墨西哥谷地居民亦不缺乏蛋白质营养。

### 手工业
阿兹特克农业发达，手工业和商业因而得到相当发展，工艺品主要有金、银、铜、宝石、皮革、纺织、羽毛、陶器等。女性除参与农事外，亦利用棉和龙舌兰纤维编织织物，而男性则参与制造陶器、黑曜石器和燧石器等，亦有人参与制作珠饰、羽毛饰品、精细工具和乐器等奢侈品。此即阿兹特克手工业的主要部门分布。有时全公社（calpulli）都只参与某一特定器械的制作，在一些考古遗址中，专家亦发现了整个社区仅生产单一器械的证据。阿兹特克人生产的金属制品较少，但他们确实掌握基本炼金术，会在玉石和绿松石等宝石中掺入黄金作点缀。阿兹特克的铜制品大多自普雷佩查城邦进口。

### 商业
阿兹特克社会凭借市场网络来分配产品。一般的市场出售货品多种多样，但有些市场仅出售单一货品，如阿科尔马的狗市。只有得到政府授权的商人才可在市场内出售货物，每个市场内都配备有专职的监督人员，确保商人皆经合法授权。出售劣质或假冒商品，或涉嫌诈骗顾客的商人若被监督发现，会遭到惩罚。阿兹特克帝国中，普通城镇有周市，隔五日开放一次；较大城市的市场则每日开放。科尔特斯曾报告称特拉特洛尔科的市场每日有60,000名顾客。市场内有小的商贩，有农民售卖农产品、陶工售卖陶器等；也有专业的商人，他们在各个城市的市场间来往，借此获取利润。在专职商人中，有一支特殊的长途商人人群被称为波奇特卡，他们有专门的公会，在整个中美洲地域内跋涉，主要进行奢侈品贸易。他们也是特拉特洛尔科市场的法官和监督人员。土地和劳动力并不是阿兹特克商业的一部分，但也有贵族之间买卖土地的特例。
在阿兹特克的商业中，存在有多种起货币作用的等价物。小宗贸易主要以可可豆作为货币，它们大多进口自低地。市场中，一只小兔子价值30个可可豆，一个土鸡蛋值3可可豆，一个塔马利值1可可豆。大宗贸易以标准长度的棉布（称为夸奇特利，quachtli）为货币。夸奇特利有多种规格，价值自65至300可可豆不等。约20夸奇特利能支持一位特诺奇蒂特兰平民一年的开销。

### 收贡
朝贡往来是阿兹特克社会另一种分配产品的方式。当一座城邦被征服时，胜利者会逼迫城邦缴纳岁贡，贡品通常为当地最宝贵的货物。门多萨手抄本中有多页专门记载了一些缴纳贡品的城邦和贡品种类，其中不仅有羽毛、装饰服装和绿松石等奢侈品，亦有如普通服装、柴火和食品等普通贡品。一个城邦一年通常要进贡两到四次，时间各不相同。
阿兹特克帝国境内的考古活动发现，被纳入帝国体系之内对于当地人来说有利有弊。利是政府通常会着手发展当地的商贸产业，且从平民到贵族都将迎来黑曜石器或铜器等珍宝。阿兹特克的贸易伙伴也包括历史上多次敌对的普雷佩查人，他们拥有高质量的铜器和珠宝。弊端则是当地平民将遭到来自更上层阶级的压迫和盘剥。但因为帝国常常依靠当地贵族王公于城邦进行自治，所以被纳入帝国对于当地的贵族阶级来说利大于弊，他们仅需要维持朝贡和当地秩序。

## 宗教
阿兹特克人的宗教活动围绕着历法进行，崇拜多神。和其他中美洲宗教神话体系相同，阿兹特克宗教体系带有多神农业宗教的特点，并含有泛灵论元素。宗教活动的核心是向神祇献祭，作为对他们维持生命循环的感激和回报。

### 神祇

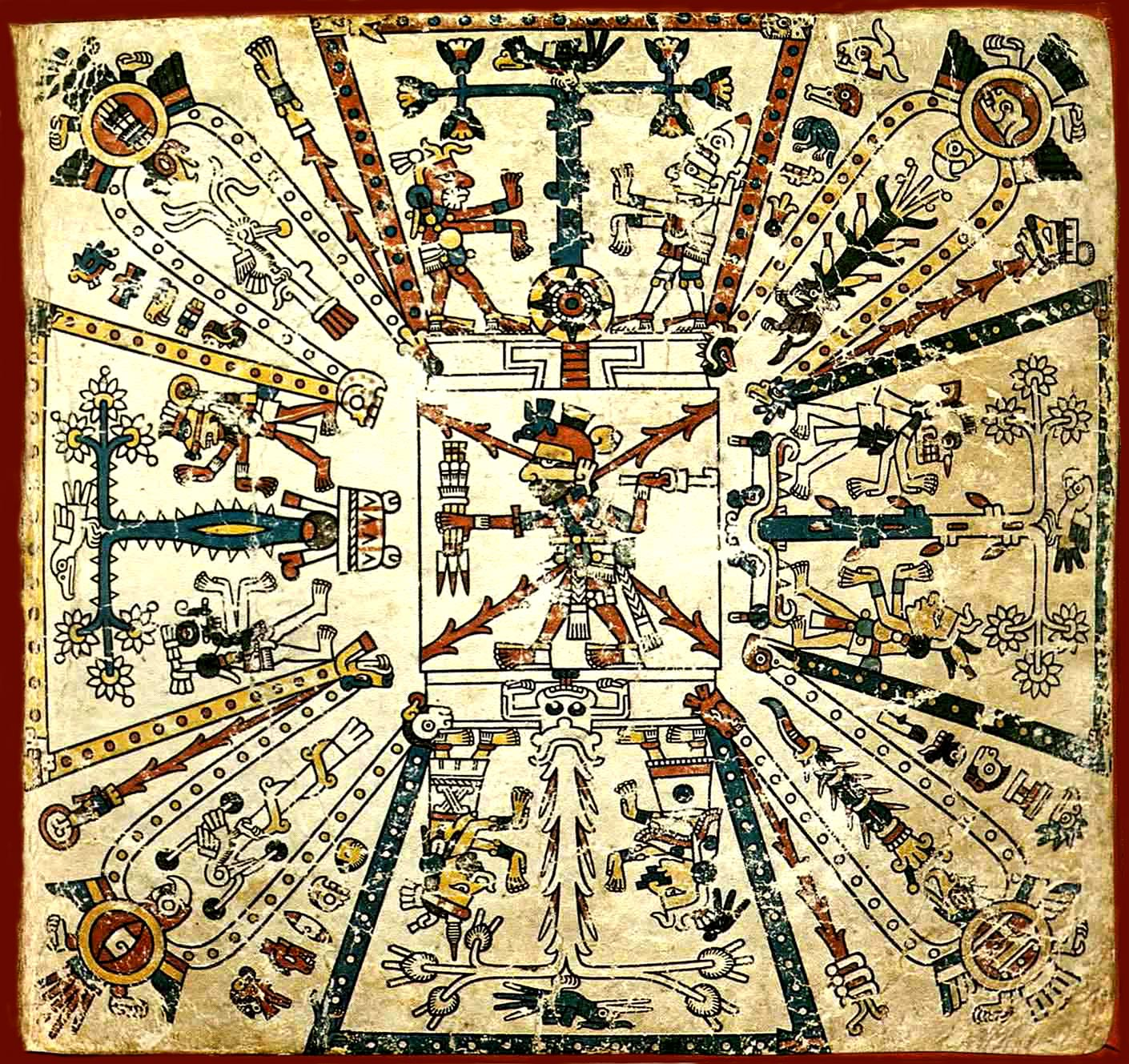
费耶尔瓦里-迈尔手抄本首页的阿兹特克宇宙学图画，中央位置是火神希乌特库特利，周围的植物代表宇宙的四角，图画的四角是特斯卡特利波卡的四个面相

阿兹特克人主要崇拜的神祇有雨神和风暴神特拉洛克，太阳神、战神和墨西加守护神维齐洛波奇特利，风神、天空神、星辰之神和文化崇拜对象克察尔科亚特尔，以及夜神、魔法神、占卜和命运之神特斯卡特利波卡。特诺奇蒂特兰的大神庙顶端有两个神庙，分别供奉特拉洛克和维齐洛波奇特利。大神庙附近的祭祀区域设有供奉克察尔科亚特尔和特斯卡特利波卡的神庙。大神庙的高等祭司被称为克察尔科亚特尔-特拉马卡斯克（Quetzalcoatl Tlamacazqueh）。余下的神祇还有大地女神特拉尔特库特利或科瓦特利奎，生命和食物双子神托纳卡特库特利和托纳卡西瓦特尔，湖泊和春之女神查爾奇乌特利奎，丰饶和自然循环之神希佩托特克，火神韦韦特奥特尔或希赫特库特利，生育和性之女神特拉索尔特奥特尔，歌舞和游戏双子神索奇皮利、索奇克察尔。在其他地区，如特拉斯卡拉，主要崇拜的神祇还有米斯科瓦特尔或卡马斯特利。一些文献记载了“双神”奥梅特奥特尔，可能合并了托纳卡特库特利和托纳卡西瓦特尔的地位。除了上述提到的神祇，亦有一些各和部分元素有所关联的小神祇，随着阿兹特克国家的征服活动，被征服部落崇拜的神祇也会被纳入多神体系。此外，上述的主要神祇有时会有许多其他的“面相”，都和部分元素相关联，和其他相关神祇组成组合。

### 神话与创世说
有关阿兹特克神话的记载大多来源于殖民时代的文献。阿兹特克人的创世说认为世界已经经历了四个“太阳纪”，每一个太阳纪都由不同的神祇统领，且都居住有不同的生物。每个太阳纪都因一次大灾难而终结，新的纪元随之开始。在这个过程中，特斯卡特利波卡和克察尔科亚特尔两个神祇互相敌对，不断摧毁对方的创造品。阿兹特克神话认为当今属于第五太阳纪，由一个较小的神祇在篝火中牺牲自己而创造。神祇们必须通过牺牲自己来为太阳提供生命之能，这样才能维持太阳的运转。
在阿兹特克人关于地球创造过程的传说中，敌对的特斯卡特利波卡和克察尔科亚特尔两神成为盟友，他们击败了巨型鳄鱼西帕克特利，后者演化为地球。克察尔科亚特尔又和双胞胎哥哥修羅托一同到达地下世界，从那里带回骨骼，交给女神西瓦科瓦特尔将之磨碎并重塑为人形，借由自己提供的血液授予其生命，此即阿兹特克神话中人类的诞生。人类可以割裂西帕克特利的肉体来播种，并承诺献出自己的血液作为回报。
维齐洛波奇特利是墨西加人供奉的神祇，他在墨西加人的迁徙传说中帮助墨西加人找到新家。维齐洛波奇特利诞生后遭到了姐姐科约尔萨乌基的追杀，他在科瓦特佩特尔山击败了科约尔萨乌基和她的四百个兄弟，科约尔萨乌基被枭首，脑袋被抛到天上变成月亮；众兄弟则变成天上的繁星。为纪念该事件，特诺奇蒂特兰大神庙的南侧被命名为夸特佩特尔，阶梯上放置着一块巨石，代表被肢解的科约尔萨乌基。

### 历法

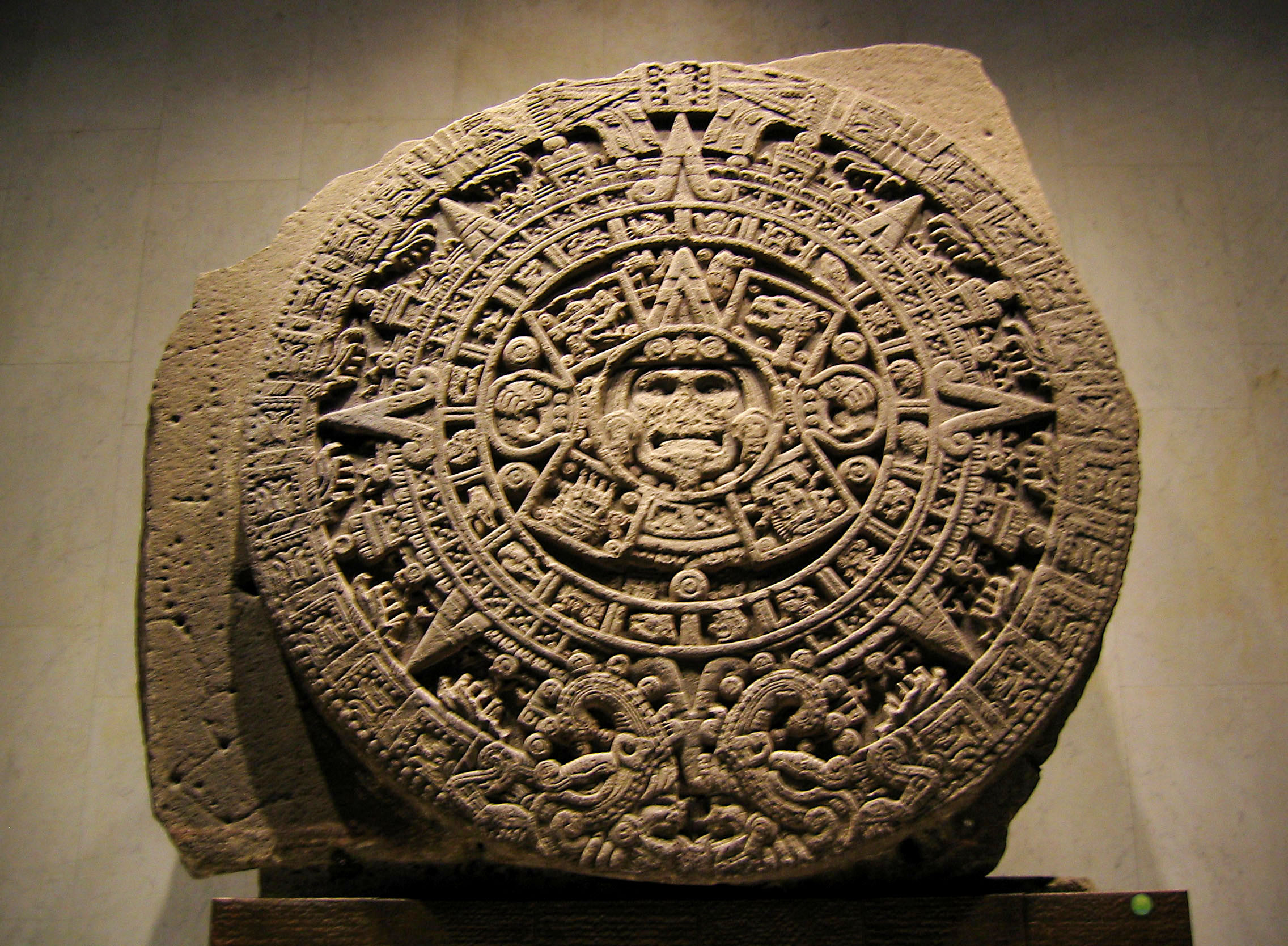
阿兹特克日历石，藏于墨西哥城国立人类学博物馆

阿兹特克人的宗教活动围绕着历法进行。和大多数中美洲民族一样，阿兹特克的历法系统包含两套历法——神圣历和太阳历。神圣历将一年分为20旬，一旬13日，共260日。神圣历主要用于占卜，其中包含20个日符，和1至13的旬份相搭配。太阳历将一年分为18个月，每月20日，年末5日被称为“无用日”（nemontemi），共365日。太阳历主要用在农业上，如预测雨季与旱季大约出现的时间。每月开端，阿兹特克人会举行不同的庆典，并以庆典名称为月份命名。庆典大多与农业作息有关。庆典上会举行神话剧演出和祭典，祭品包括食物、动物甚至是人。不同的庆典亦包含不同形式的舞蹈表演。两套历法互相搭配，形成一个52年的周期。每52年，阿兹特克人会举行一次新火典礼（xiuhmolpilli）。在新火典礼上，人们会打碎家中所有的旧陶器、扑灭所有火焰，随后祭司会在祭品的身上点燃“新火”，由使者将其传至各个公社。阿兹特克人是否设置闰年的问题仍处在争议之中。根据阿兹特克创世说的太阳纪观点，现世为第五太阳纪，当其结束时，星辰女神齐齐米特尔将在黑暗之夜吞噬大地，毁灭世界，因此阿兹特克人必须时常进行献祭仪式，并以焰火照亮夜晚。

### 人祭和食人活动

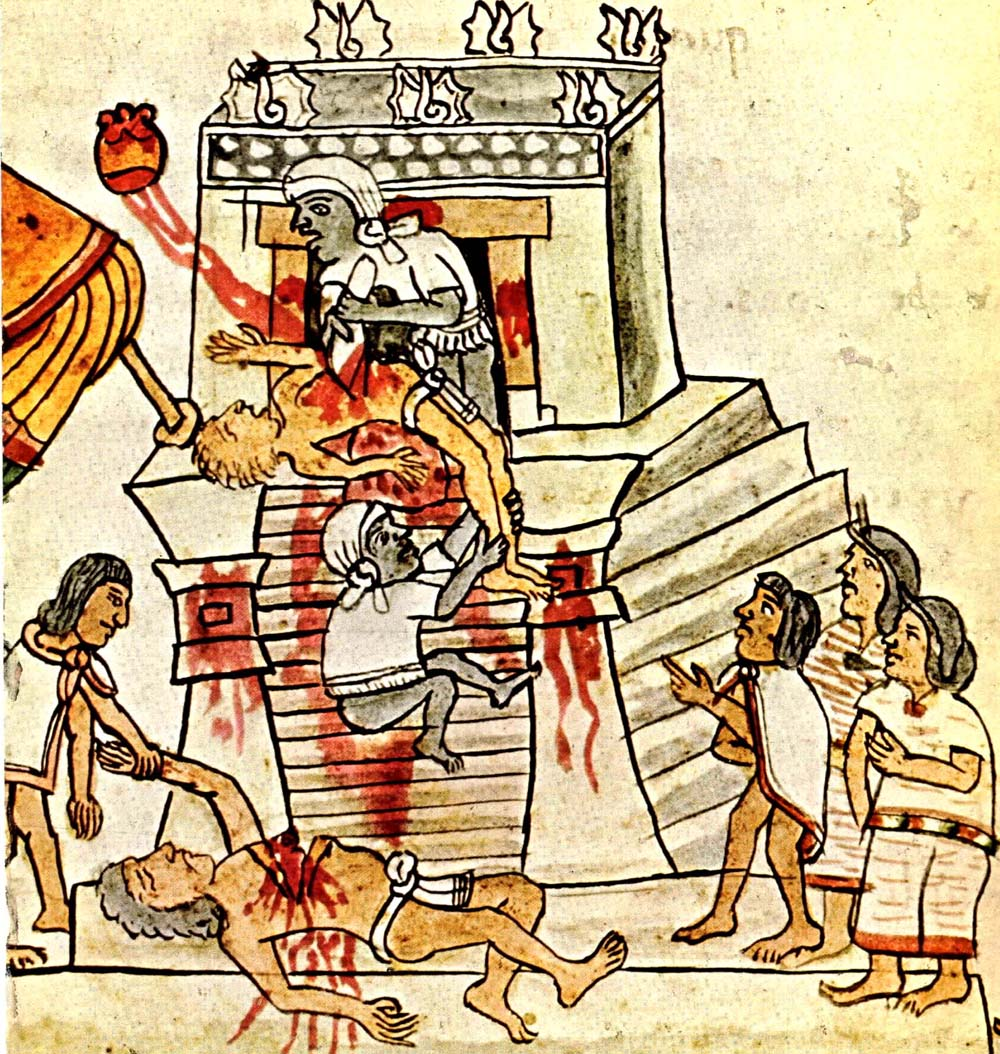
马利亚贝奇亚诺手抄本中展示的阿兹特克人祭场面

人祭是中美洲普遍存在的习俗，但由于阿兹特克神话和宗教的影响，阿兹特克人的人祭活动更为频繁，规模更大。阿兹特克人认为只有死亡才能推动创造，无论是神祇还是凡人，都需要献祭自身来使生命延续。例如在阿兹特克创世说中，现今的第五太阳纪是一位神祇将自身献祭而形成的。阿兹特克创世说认为人类有责任延续太阳的复苏进程、维持大地的创造力。为此，人类需要将血液献祭给上天。动物和活人都可被当作祭品，由所祭祀的神明和仪式的场合决定；相关神明的祭司甚至会自残，献祭自身血液。一些仪式还包括食人行为——人祭祭品的捕获者及其家人会食用被献祭者的血肉，但食人习俗是否广泛流行还不得而知。据称根据记录，阿兹特克人于1487年为庆祝大神庙的扩建，在四天之内献祭了80,400名囚犯，按照这一数字估算，仪式期间大约每分钟杀死14人。这一数字的真实性并不被广泛认可，可能有所夸大。
阿兹特克人祭活动在宗教神话背后的本质动机是学者所讨论的问题之一。20世纪70年代，迈克尔·哈尔纳（Michael Harner）和马尔温·哈里斯（Marvin Harris）认为阿兹特克人祭真正的动机来自其民族的食人传统，正如马利亚贝奇亚诺手抄本中所展示的场面一样——阿兹特克人将祭品的四肢和头部分开装在瓷罐中，供人食用。哈尔纳认为阿兹特克社会的人口压力较大，而阿兹特克农业以玉米为中心，没有驯化的食草动物，因而缺乏必需的氨基酸。学者更关注阿兹特克的人祭活动，而食人活动是否流行的问题则少有关注。哈里斯在1977年的著作《食人者与国王》（Cannibals and Kings）中提出了哈尔纳的说法，即食人提供了阿兹特克人缺乏的蛋白质营养，是阿兹特克贵族饮食结构的一部分。这种说法被阿兹特克卫生、饮食和医药的研究者伯纳德·奥尔蒂斯·蒙特利亚诺（Bernard Ortíz Montellano）反驳，他认为阿兹特克人的饮食虽然缺少动物蛋白质，但却富于蔬菜蛋白。他举例称阿兹特克的大多数人祭活动都发生在丰收之后等食物充足的时期，而人类祭品身上可以摄取的蛋白质并不丰富，且贵族阶级能够轻易摄取动物蛋白。
今日，许多学者认为人祭活动的意义在于政治宣传，献祭被征服者的士兵能够炫耀政治的威严、昭示统治阶级在神学上的权威。人祭活动能够威慑各个属邦，防止他们发动叛乱。这对于政治结构松散的阿兹特克国家来说尤为重要。

## 艺术
阿兹特克文明在发展的过程中，吸取了来自托尔特克文明和玛雅文明的许多成就，自己也有独创。阿兹特克人重视诗歌、绘画艺术和雕塑、羽毛制品、陶器艺术品的制作，纳瓦特尔语称之为toltecayotl，词源与托尔特克人相关联。托尔特克人是阿兹特克城邦崛起前居住于墨西哥谷地的城市居民。阿兹特克崇拜托尔特克文化，自诩为托尔特克文化的继承者。所有艺术从业者都被称为“托尔特克人”（tolteca）。

### 音乐与诗歌

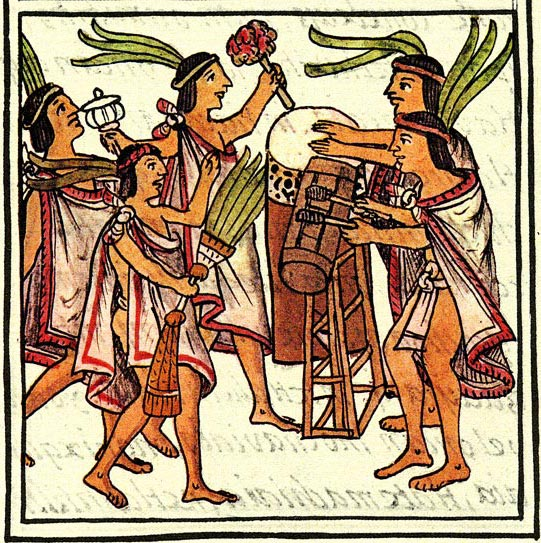
佛罗伦萨手抄本中记载的阿兹特克“一枝花”仪式

在阿兹特克社会中，诗歌地位崇高。在绝大部分阿兹特克庆典仪式中，诗歌大赛都是重要的部分。阿兹特克歌曲（cuicatl）分为多个流派：和战争及战争之神相关的Yaocuicatl，和创世说及英雄事迹相关的Teocuicatl，以及具有较强艺术特征的“花歌”（Xochicuicatl），也即诗歌。花朵在阿兹特克文化中本就是诗赋的象征，这种形式倾向于使用高度的隐喻手法，常体现一语双关的特征，传达意义丰富。阿兹特克文学中的散文被称为tlahtolli，同样拥有不同的流派和门类。
阿兹特克诗词的关键特征是工整的对仗形式，使用结构一致的对句自不同角度赋予事物不同的意义。阿兹特克诗词善用隐喻手法，使用具象的事物以隐喻形式表达抽象的概念。如纳瓦语中“诗歌”一词为“in xochitl in cuicatl”，意为“花与歌曲”。
在西班牙征服之后，阿兹特克诗歌被大量保留。阿兹特克历史上有几位著名的诗人，如特斯科科王内萨瓦尔科约特尔及特佩奇潘（Tepechpan）领主夸夸乌钦等，但他们是否作为独立个体创作仍处于争议当中。内萨瓦尔克约特尔的诗句的其中之一，以西班牙语翻译的形式“Amo el canto del zenzontle :Pájaro de cuatrocientas voces, Amo el color del jade :Y el enervante perfume de las flores, Pero más amo a mi hermano, el hombre”（我喜欢嘲鶇的歌声/它拥有四百种腔调/我喜欢玉石的颜色/醉心于花朵的芬芳/不过我对人类兄弟的爱胜过一切）印刷于墨西哥F系列（2010年发行）100比索纸币的正面。重要的阿兹特克诗集有《新西班牙领主罗曼史》（Romances de los señores de la Nueva España）以及《墨西哥诗歌》（Cantares Mexicanos）等。

### 书写

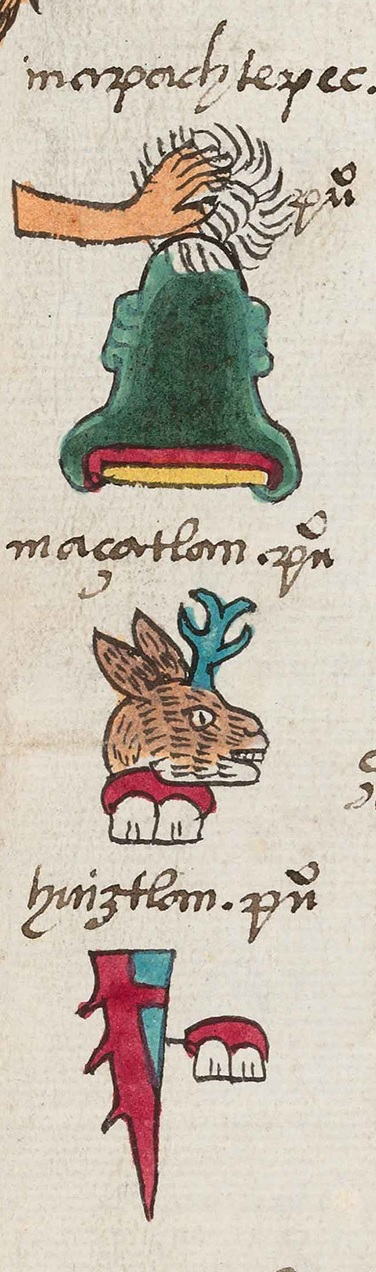
三个以象形文字书写的纳瓦特尔语地名

和玛雅人稍有不同，阿兹特克人并未发展出完善的书面文字系统，但阿兹特克人也使用象形符号和表音符号混合的书写系统，这与玛雅人和萨波特克人相似。如使用山的象形符号作为“山”（tepetl）一词的象形部分，使用“牙齿”（tlantli）一词的象形符号作为音节“tla”的一个表音元素。二者的组合可以帮助阿兹特克人表记人名和地名。而一段故事往往通过连续的象形符号来记录，如利用脚印的符号表示路径，用着火的神庙的符号表达战争或是征服活动等。
碑石研究家阿方索·拉卡德纳（Alfonso Lacadena）称阿兹特克人使用过的不同的音节符号几乎能够帮助表记所有纳瓦特尔语音节，但一些学者认为阿兹特克人是在西班牙人到来以后才发展出完整的音节记号系统。戈登·惠特克（Gordon Whittaker）等学者则认为阿兹特克的形音组合机制并不系统、严格，使用的音节符号繁多复杂。
右图的三个文字来自门多萨手抄本，自上而下的第一个是“马帕奇特佩克”（Mapachtepec），意为“浣熊山上”，符号包括代表[ma]音节的手符号、代表[pach]的苔藓，以及代表[tepetl]的山，并没有在山上画一只浣熊。下方的两个地名分别为马萨特兰（Mazatlan，“多鹿之地”）和维特斯特兰（Huitztlan，“多刺之地”），都使用了代表[tlan]音节的牙齿符号，而前者使用鹿头（鹿为mazatl）代表[maza]，后者使用荆棘（huitztli）代表音节[huitz]。

### 陶器
阿兹特克人制作的陶器类型繁多，典型者为橙陶，外形呈光亮的橙色或浅黄色，不施釉。施红釉者为红陶；施白或橙釉，且器具上带有橙、红、褐或黑色花纹者，为彩陶。阿兹特克彩陶大多进口自乔卢拉（Cholula）地区，其中最常见的是橙黑彩陶，器具主体为橙色，带有黑色花纹。阿兹特克橙黑彩陶按照生产年份被学者分为四大发展阶段。第一期彩陶上常出现花朵和代表日期的象形文字；第二期出现了草状花纹、S型弧线和涡卷花纹等风格化设计；第三期的花纹装饰回归单调和简洁，而第四期除了延续前几期的设计之外，出现了受到欧洲影响的花朵纹样设计。每种风格都存在相应的地方化变体，考古学家仍在研究当中。日用陶器包括进食用的碗盘（caxitl），烹饪用的烤盘（comalli）和烤罐（comitl），研磨用的杵臼（molcaxitl），以及各式各样的火盆、三脚架盘和双锥形酒杯等。陶器的烧制场所通常为简易的向上抽风窑，亦有更简易的开放式低温坑窑。

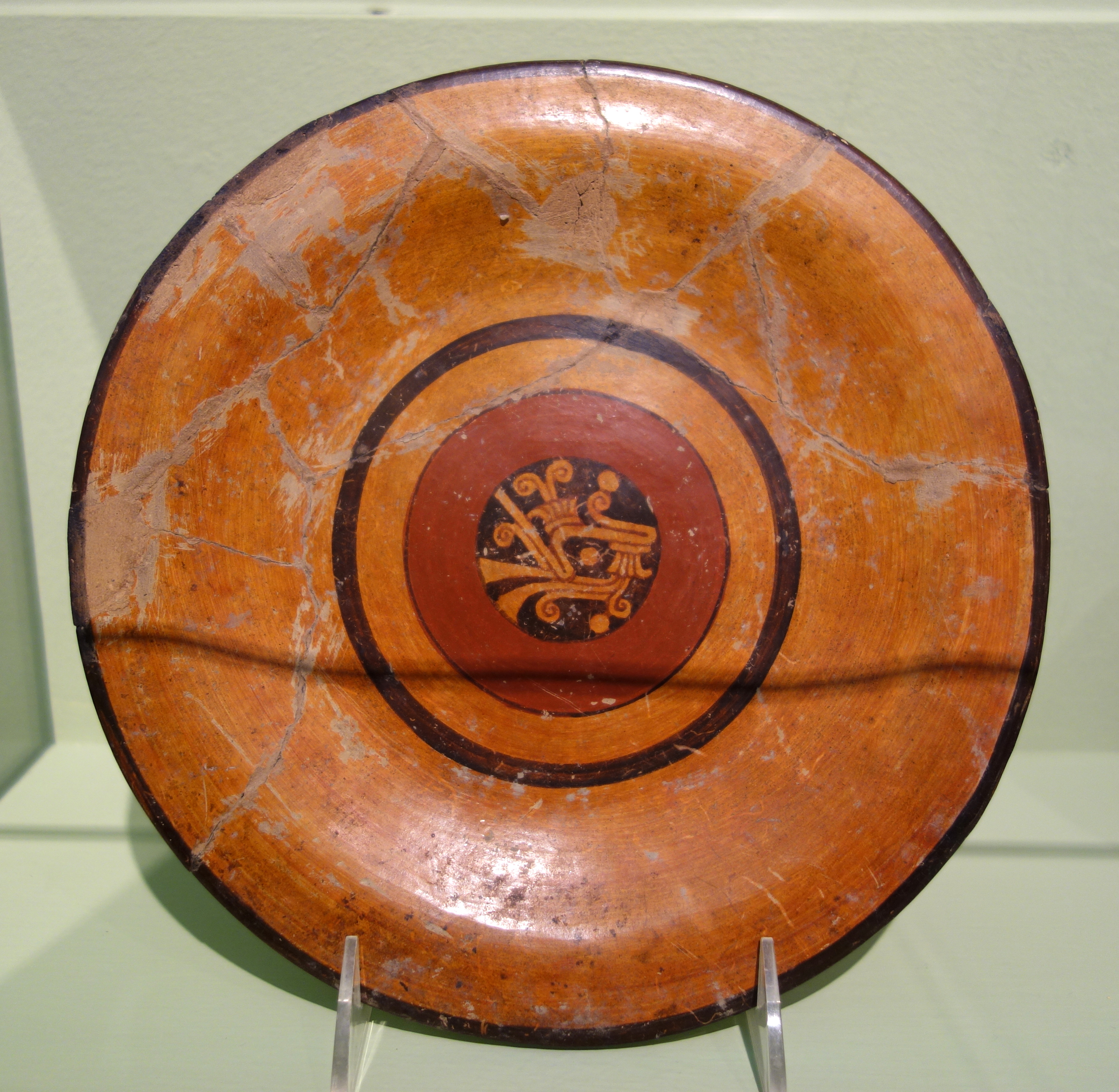
阿兹特克橙黑彩陶，藏于美国马萨诸塞州菲奇堡美术馆
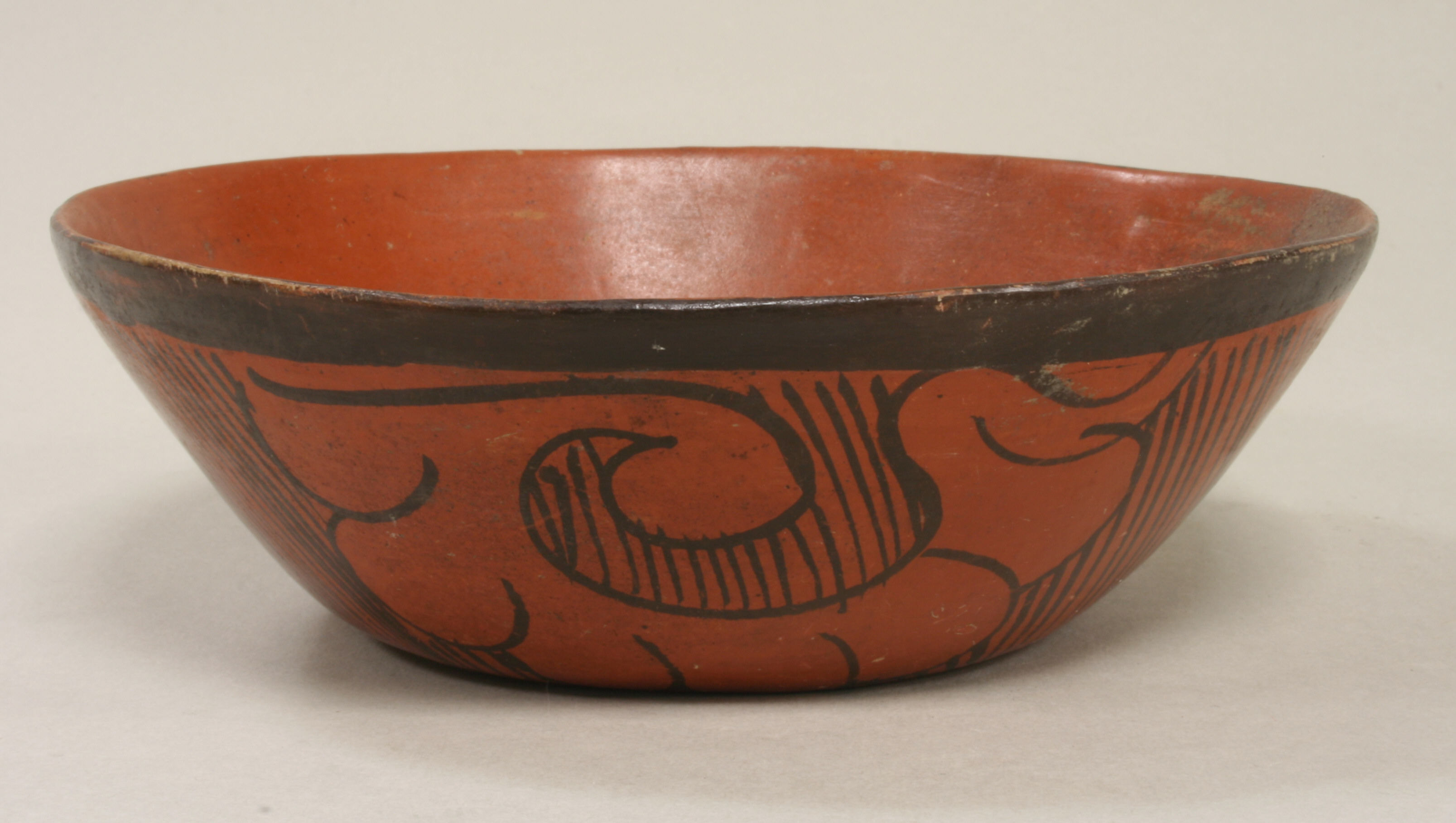
日用陶碗，阿兹特克橙黑彩陶，花朵纹样属典型的第四期样式；藏于美国纽约大都会艺术博物馆
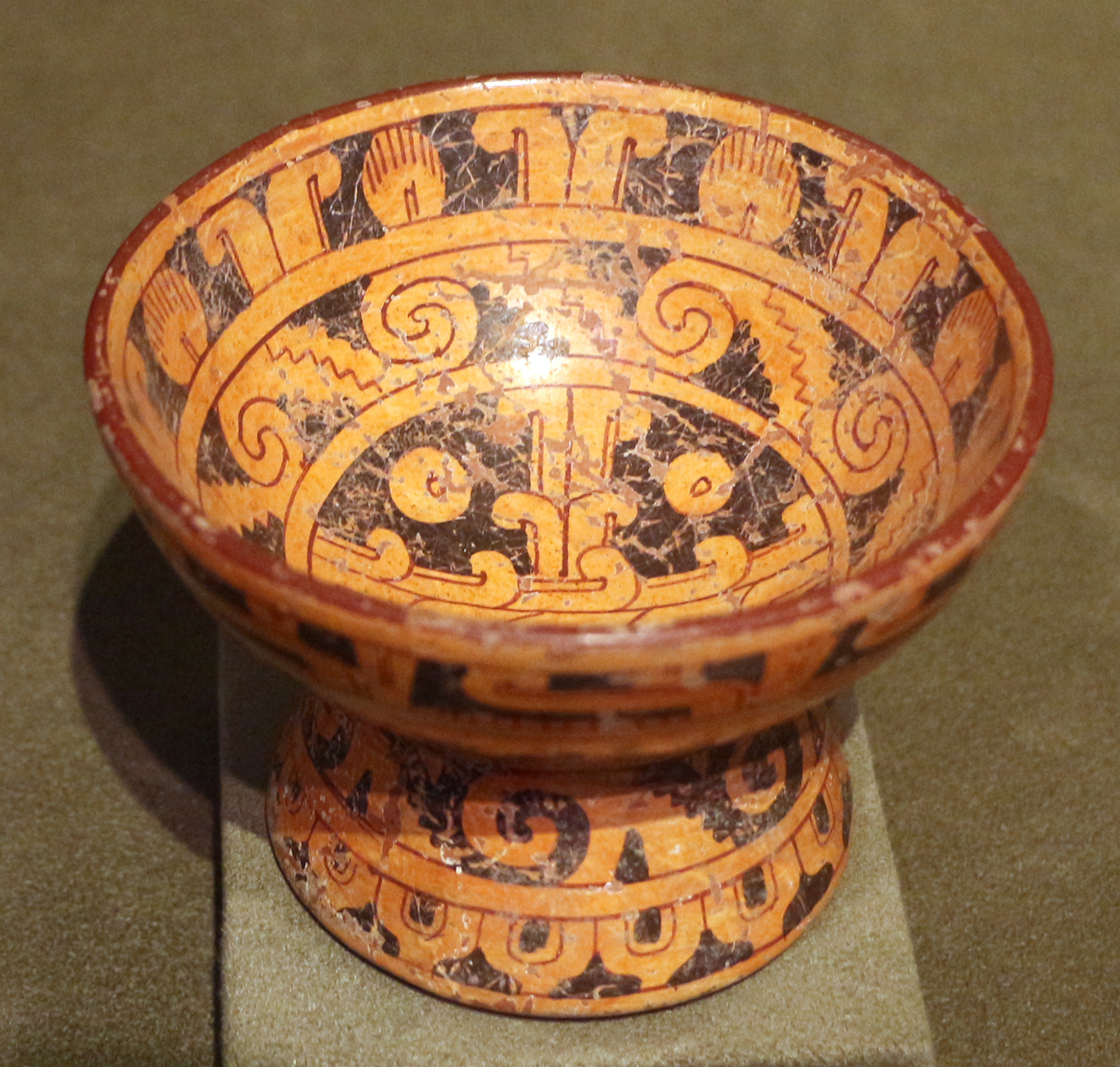
乔卢拉地区的彩陶，藏于美国克利夫兰美术馆

### 绘画

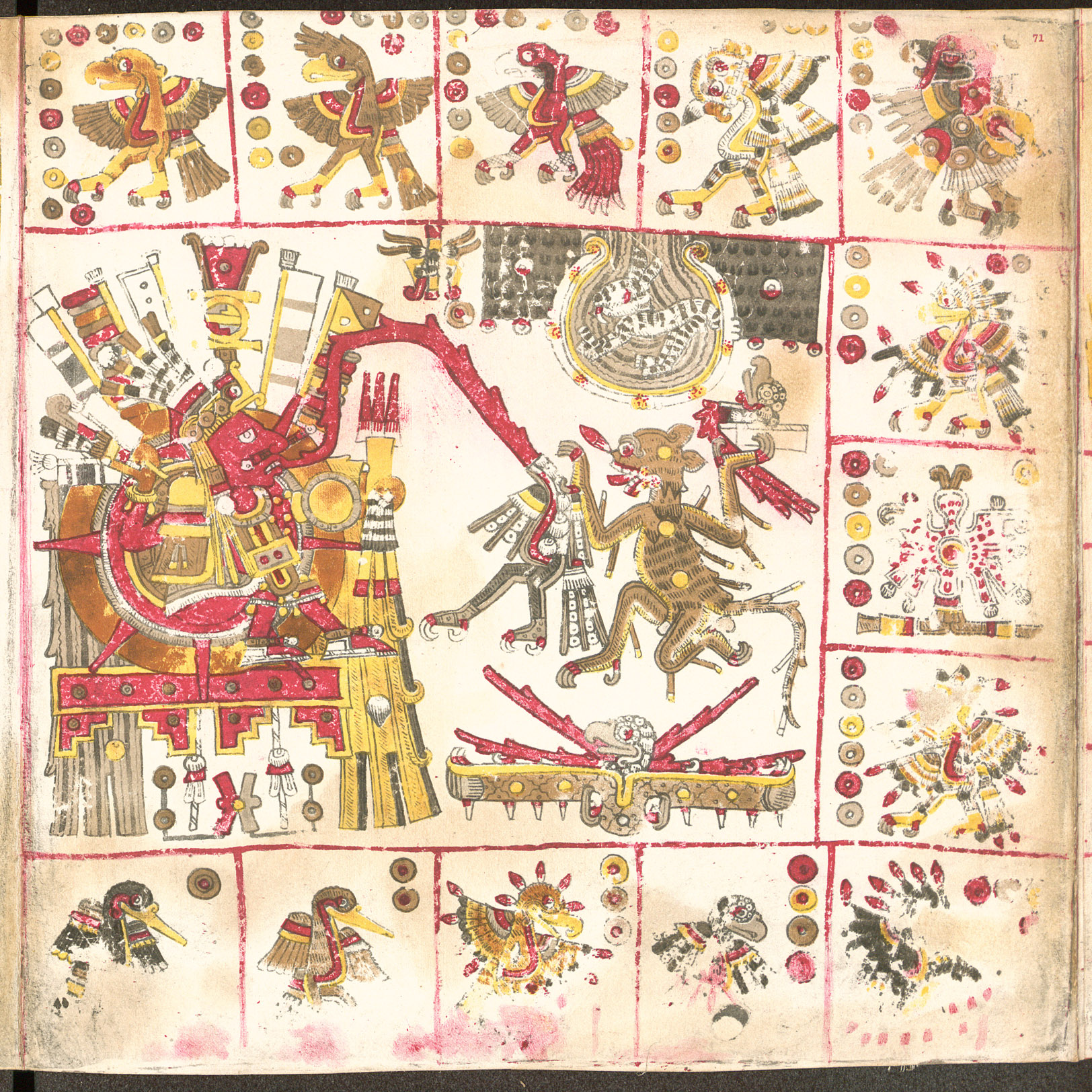
博尔希亚手抄本第71页。博尔希亚手抄本是在经过石膏加工的鹿皮上制作的

纳瓦特尔语称绘画为“黑墨红颜料”（in tlilli, in tlapalli）。传统上，阿兹特克人在动物皮肤（鹿皮为主）、棉布或阿马特尔树皮纸上作画；陶器上也有阿兹特克人使用木刀或石刀制作的绘画作品。绘画材料通常会事先经过石膏加工，以凸显色彩。
今日仍有大量阿兹特克绘画作品以手抄本的形式存留至今。不过至今未有证据表明任何一部手抄本是在殖民时代之前制成的，但有数本作品已被确认制作于西班牙征服前后。即使手抄本是殖民时期制成，其也很有可能是前哥伦布时期的重制品。有说法称主要记录历法的博尔邦尼库斯手抄本是唯一的前哥伦布时期手抄本；不过也有学者认为其仍然带有殖民时期手抄本的特征。一些殖民时期的手抄本是殖民当局委托制作的，如门多萨手抄本和里奥斯手抄本等。西班牙征服阿兹特克帝国之后，一些记载阿兹特克传统宗教和历法的手抄本被当地教会搜刮并系统性地烧毁，而有关历史和贡品的手抄本不在禁令范围内。
和阿兹特克人拥有相同信仰的普埃布拉谷地居民也制作有手抄本作品，不过由于他们距离阿兹特克文明核心地带较远，其作品并不被算作阿兹特克手抄本。不过，奥地利学者卡尔·诺沃特尼（Karl Anton Nowotny）将乔卢拉人以米斯特克风格制作的博尔希亚手抄本称为“现存手抄本中最伟大的艺术品”。

### 雕塑
阿兹特克雕塑包括石雕和木雕，不过木雕作品大都损毁，现存不多。阿兹特克石雕大小不一，雕刻技术较为精湛。不少阿兹特克石雕风格偏向写实，如响尾蛇、犬、美洲豹、蛙、龟和猴等动物写实雕像。大量的阿兹特克纪念碑石雕留存至今，它们通常用以装饰宗教庙宇。其中最为著名的便是阿兹特克日历石，其于1790年被发现，代表了阿兹特克雕塑艺术的最高水平；同年，在墨西哥城宪法广场发现了2.7米高的安山岩石雕科瓦特利奎雕塑，代表阿兹特克神话中阴险的冥界女神科瓦特利奎，身着以响尾蛇身编织的短裙。1978年，考古学家在大神庙遗址发现科约尔萨乌基之石，展现了阿兹特克神话中被维齐洛波奇特利肢解的科约尔萨乌基。
阿兹特克雕塑艺术中，有两种雕塑较为特殊，它们和献祭仪式有关。其一是夸乌希卡尔利（Cuauhxicalli），意为“鹰容器”，是宗教仪式时使用的石碗，以鹰或美洲豹为形状，用于盛放人类祭品的心脏；其二是特马拉卡特尔（Temalacatl），是用于捆绑战俘的石盘。蒂索克之石和蒙特苏马一世之石是特马拉卡特尔雕塑中最广为人知的现存品，其上都记录了对应君主时期阿兹特克帝国的征服战争场景。此外亦有小型的神祇雕塑留存至今。阿兹特克宗教型雕塑的线条风格偏向僵硬、死板，或许是为了体现威严感。这些展出于现代博物馆的朴素石雕原本经过了上色，甚至事先以石膏包覆，但都随时间推移褪去颜色。早期的西班牙殖民者亦记录称这些阿兹特克石雕曾带有贵重的玉石和金属装饰，嵌入石膏层。

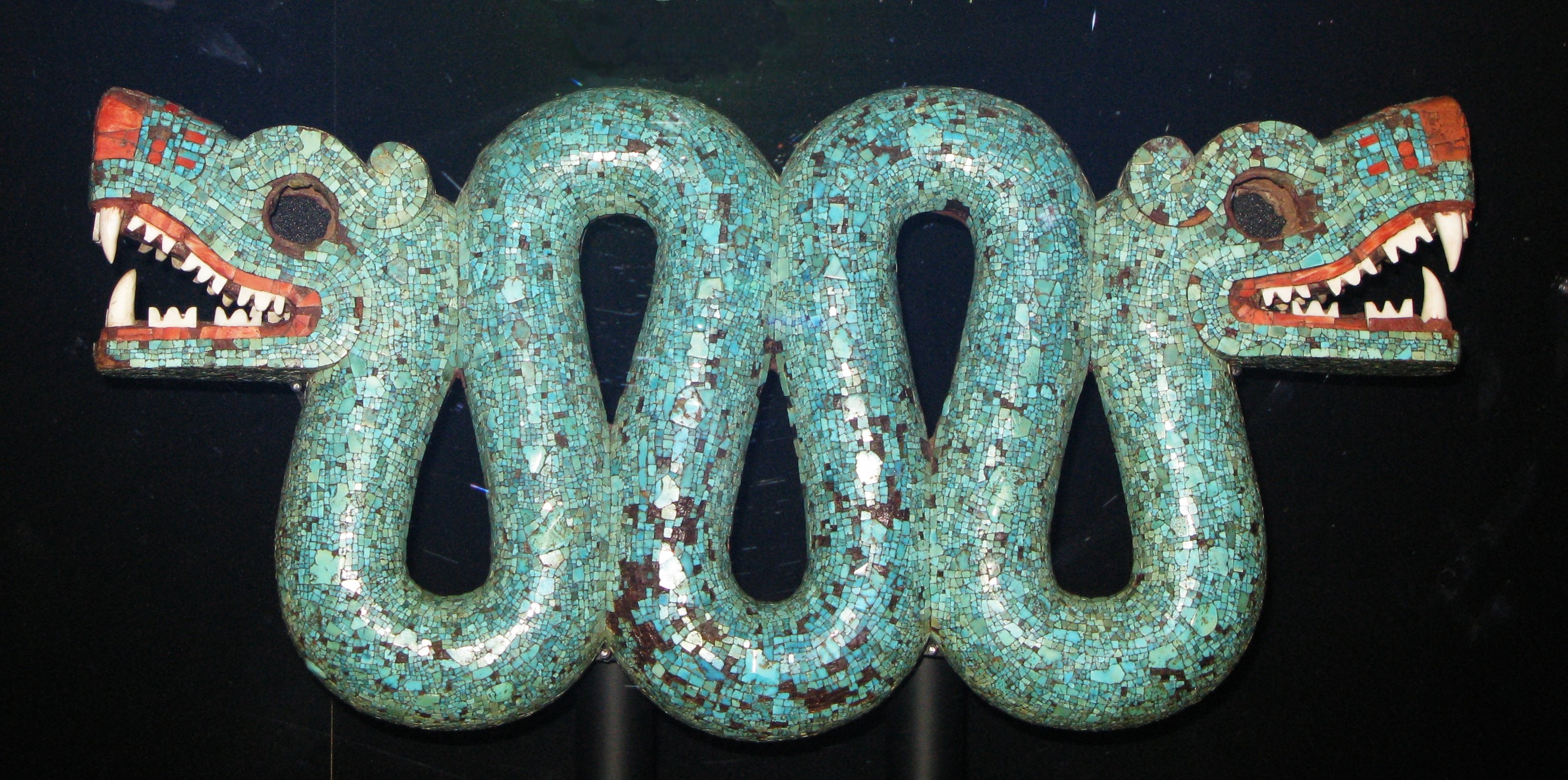
双头羽蛇（英语：Double-headed serpent），阿兹特克木雕，表面以绿松石装饰，现在藏于大英博物馆
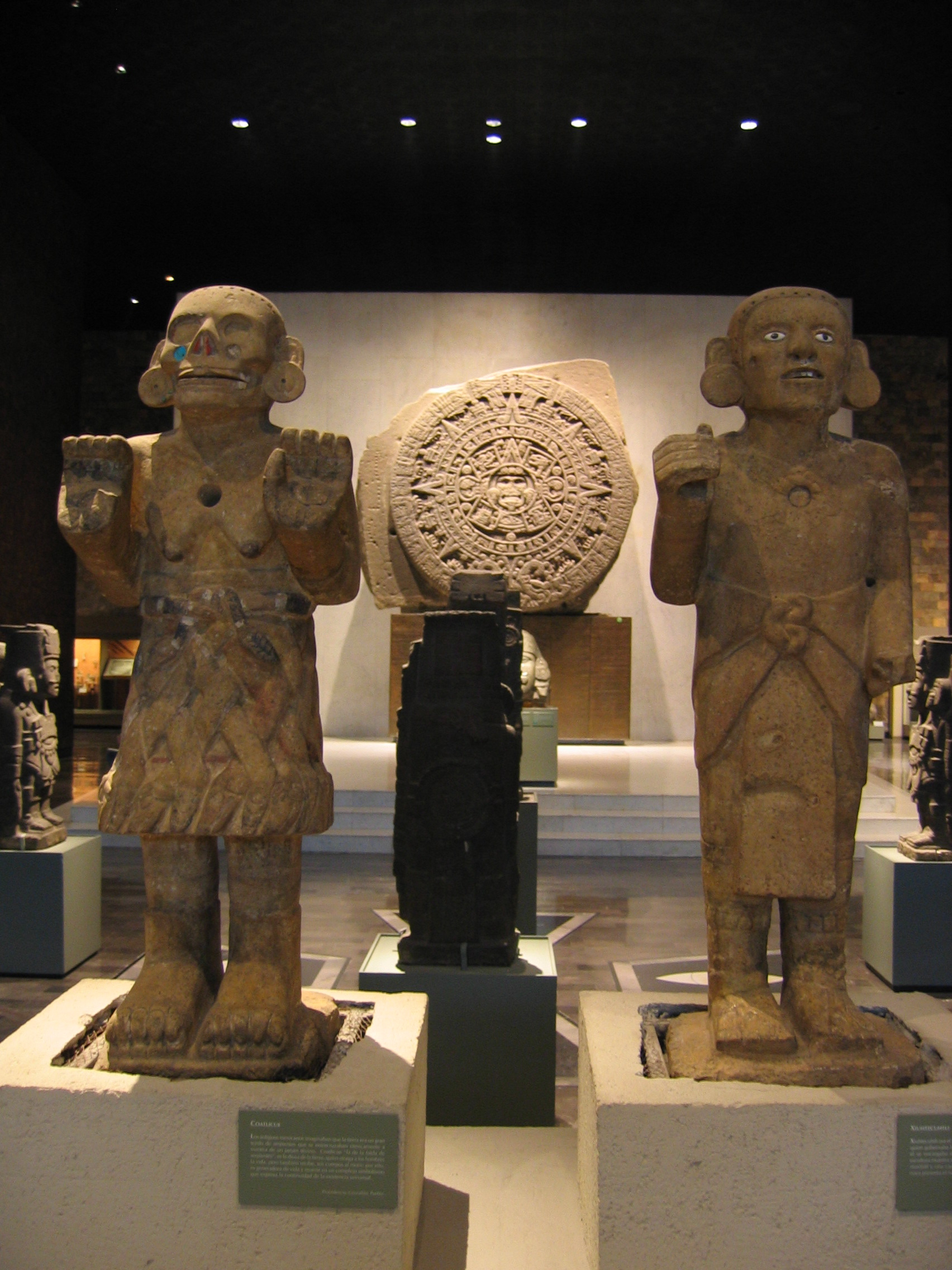
墨西哥城国立人类博物馆展出的科瓦特利奎（左）和维齐洛波奇特利（右）石雕。背景是阿兹特克日历石
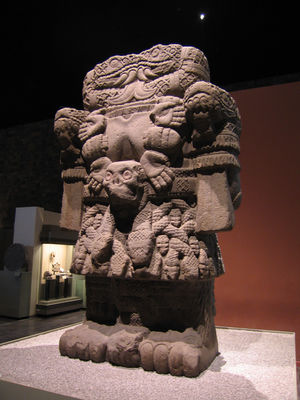
科瓦特利奎雕塑（英语：Coatlicue statue），藏于墨西哥国立人类学博物馆
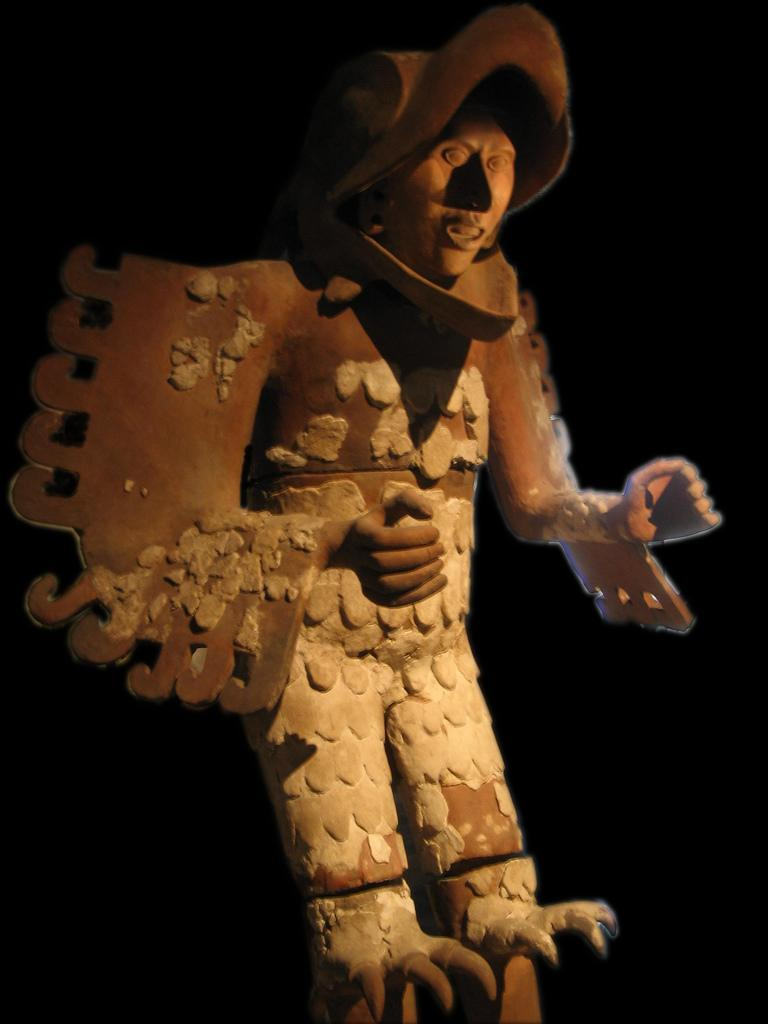
阿兹特克鹰勇士的陶制雕塑，于墨西哥城大神庙博物馆
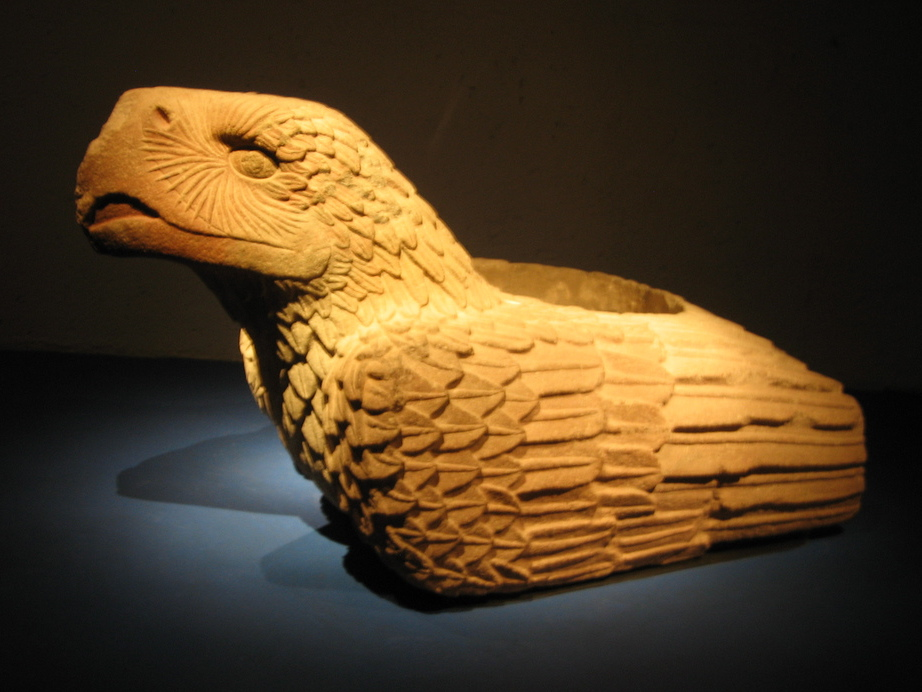
鹰形的夸乌希卡尔利（Cuauhxicalli），用于盛放人类祭品的心脏。藏于大神庙博物馆
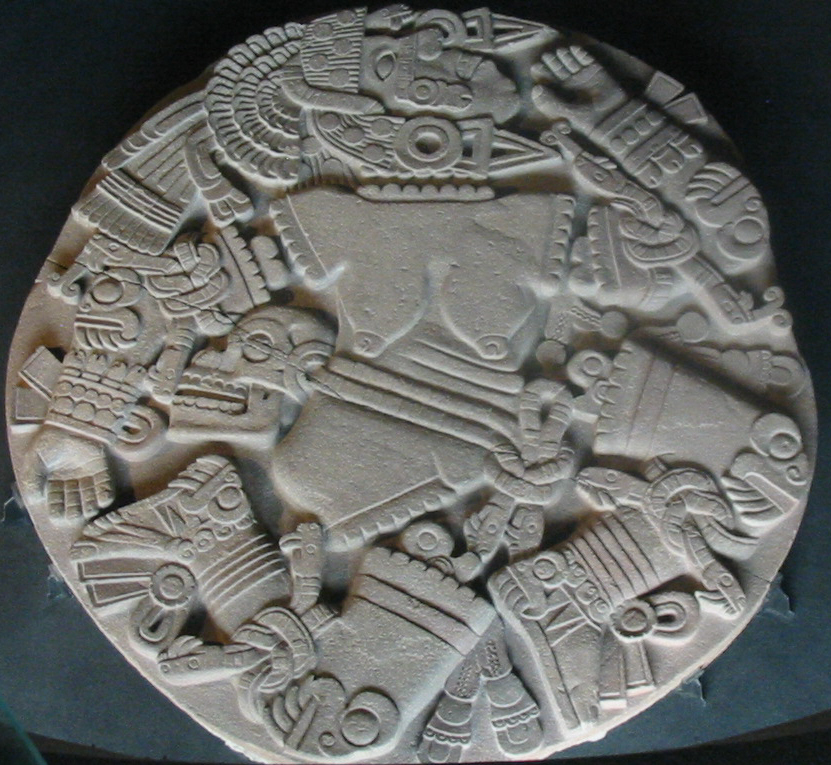
科约尔萨乌基之石（英语：Coyolxauhqui Stone），于墨西哥城大神庙博物馆
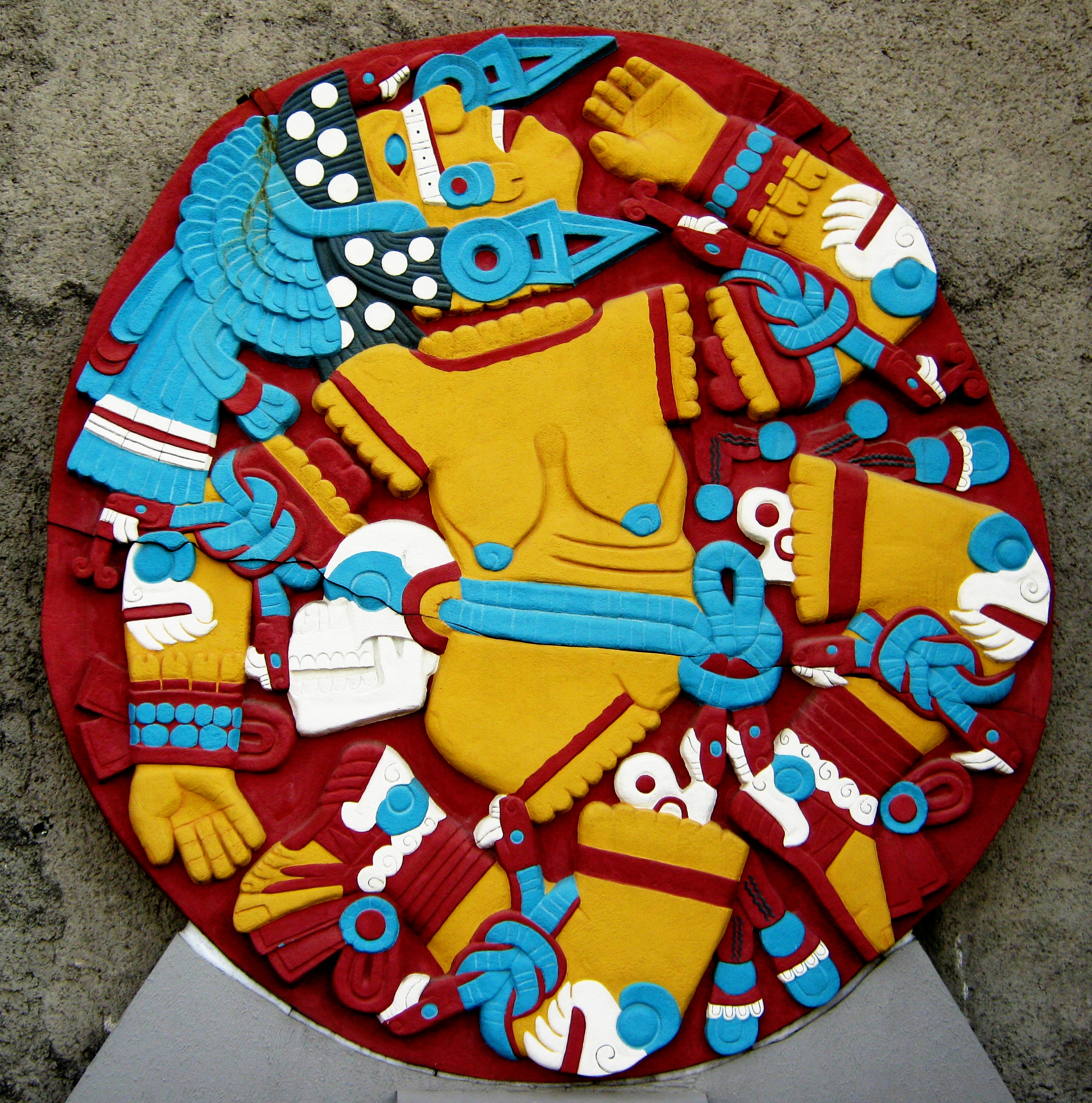
按照化学颜料痕迹重制的上色版科约尔萨乌基之石

### 羽毛制品

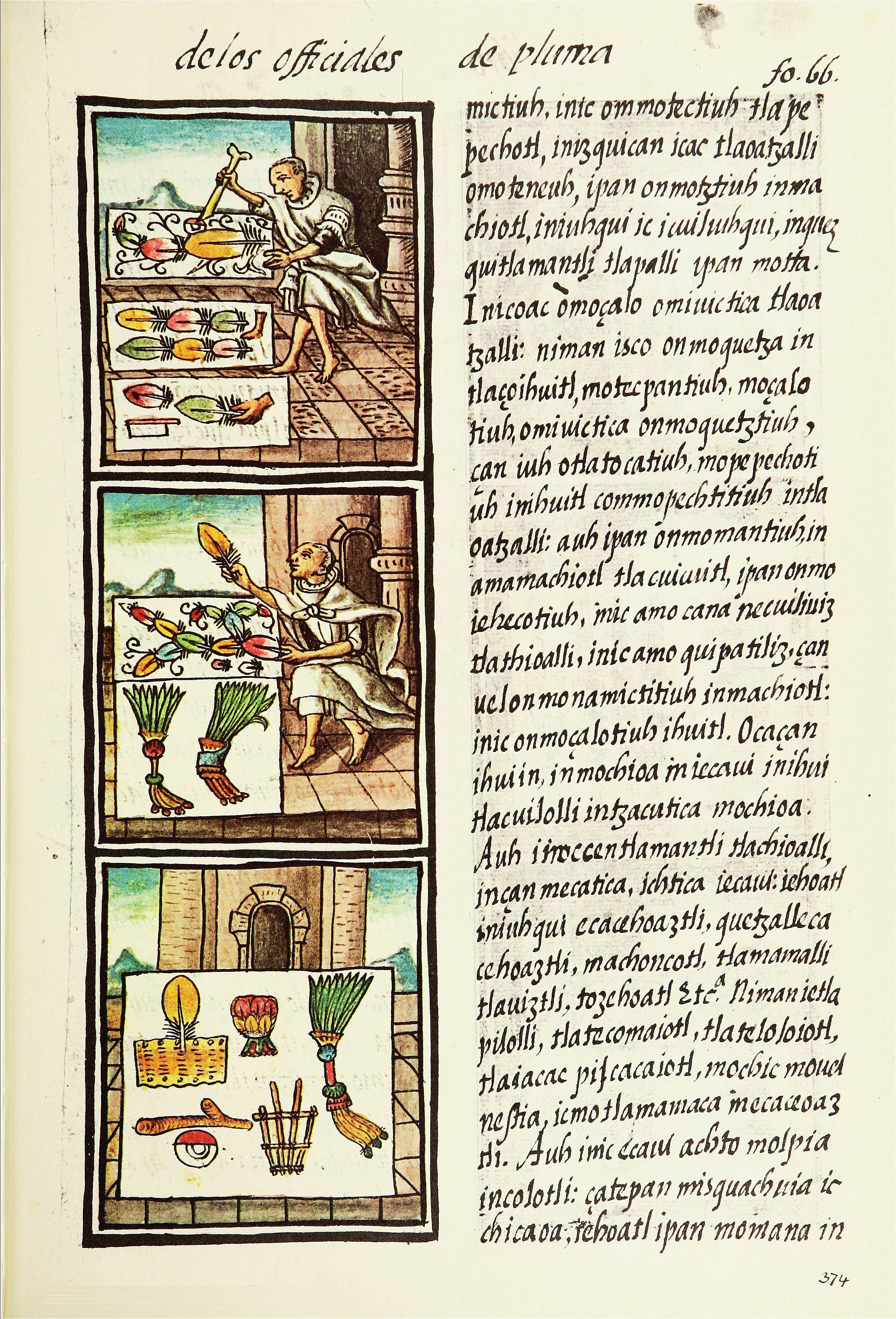
佛罗伦萨手抄本记载的羽毛制品制作过程

阿兹特克的羽毛制品极具特色，富有艺术价值，常用于武器装饰、战旗和士兵的服装。技艺精湛的羽毛工匠大多居住于特诺奇蒂特兰的阿曼特拉（Amantla）居民区，因而被称为阿曼特拉人（amanteca）。他们不需要进贡，也不需要参与徭役。佛罗伦萨手抄本记录了羽毛制品的制作过程，包括两种方式，分别对应不同类型的制品。其一是利用龙舌兰绳索将羽毛捆绑起来，用以制作立体的羽毛制品，如毛掸、扇子、手镯、头饰等。其二是复杂的平面羽毛艺术，多种羽毛相互拼接镶嵌，连接成多彩而复杂的图画和纹样，主要用于装饰羽毛盾牌和贵族披风。阿曼特拉人使用的羽毛来自多种鸟类，颜色不一，并剪裁成特定的长度，他们将羽毛嵌入用棉和浆糊制作的纸基上，纸基下通常还有一层阿马特尔树皮纸，或是其他类型的纸面，不过亦有将羽毛嵌入树皮纸的作品。制品按照普通羽毛、染色羽毛和珍稀羽毛分为三层，质量较低的羽毛用于制作最底层，而表层则使用珍稀羽毛。羽毛主要来自野生鸟类，以及家养的土鸡和鸭，而最珍稀的羽毛来自格查尔鸟，分布于今日的危地马拉、洪都拉斯和墨西哥恰帕斯州，其羽毛制品通过贡品体系输入特诺奇蒂特兰。中美洲民族通常使用兰花茎制作羽毛的粘贴剂。由于羽毛制品难以保存，现存的阿兹特克羽毛制品不超过十件。

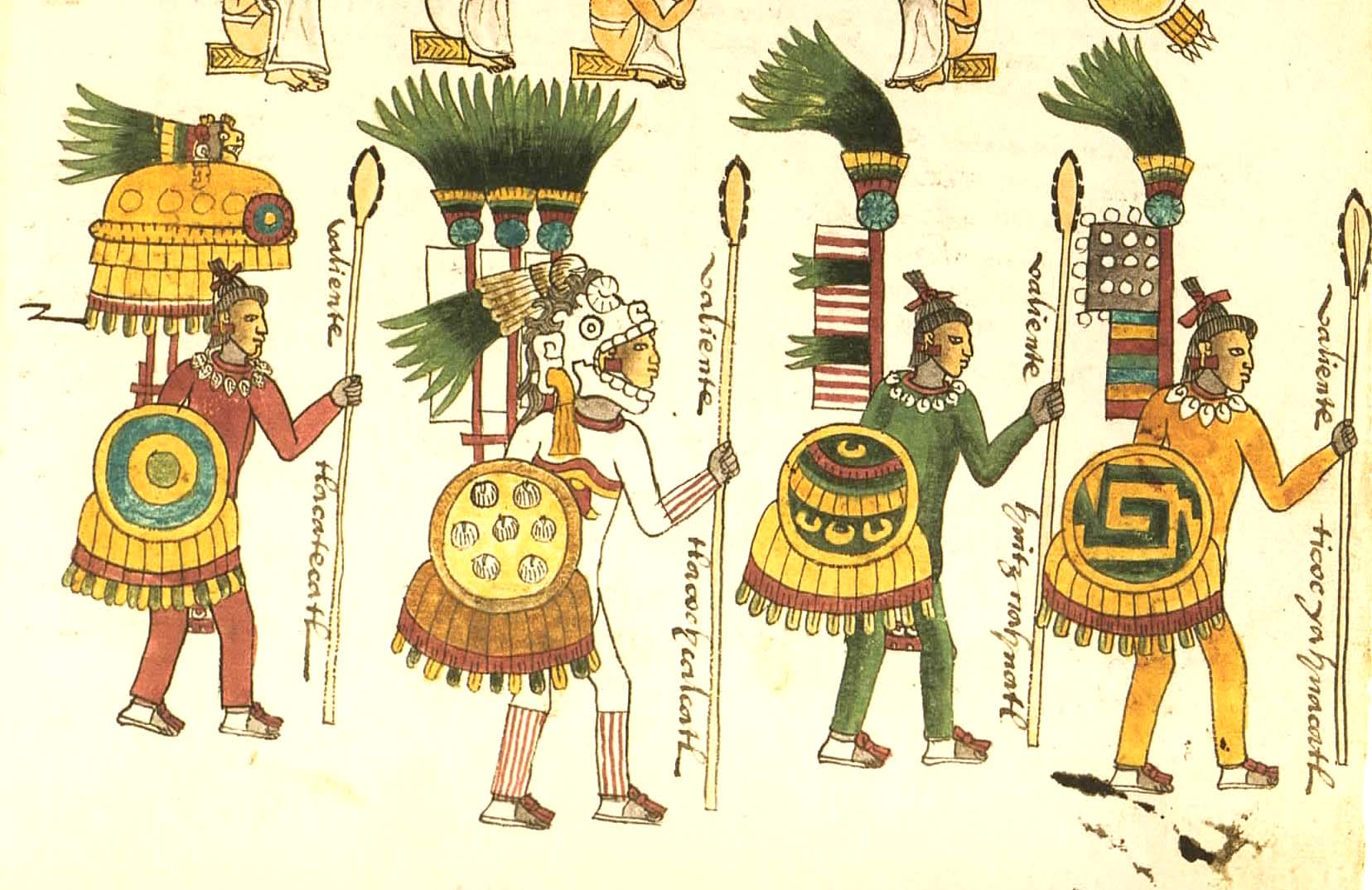
携带不同类型背饰和羽毛盾牌的阿兹特克战士，来自门多萨手抄本
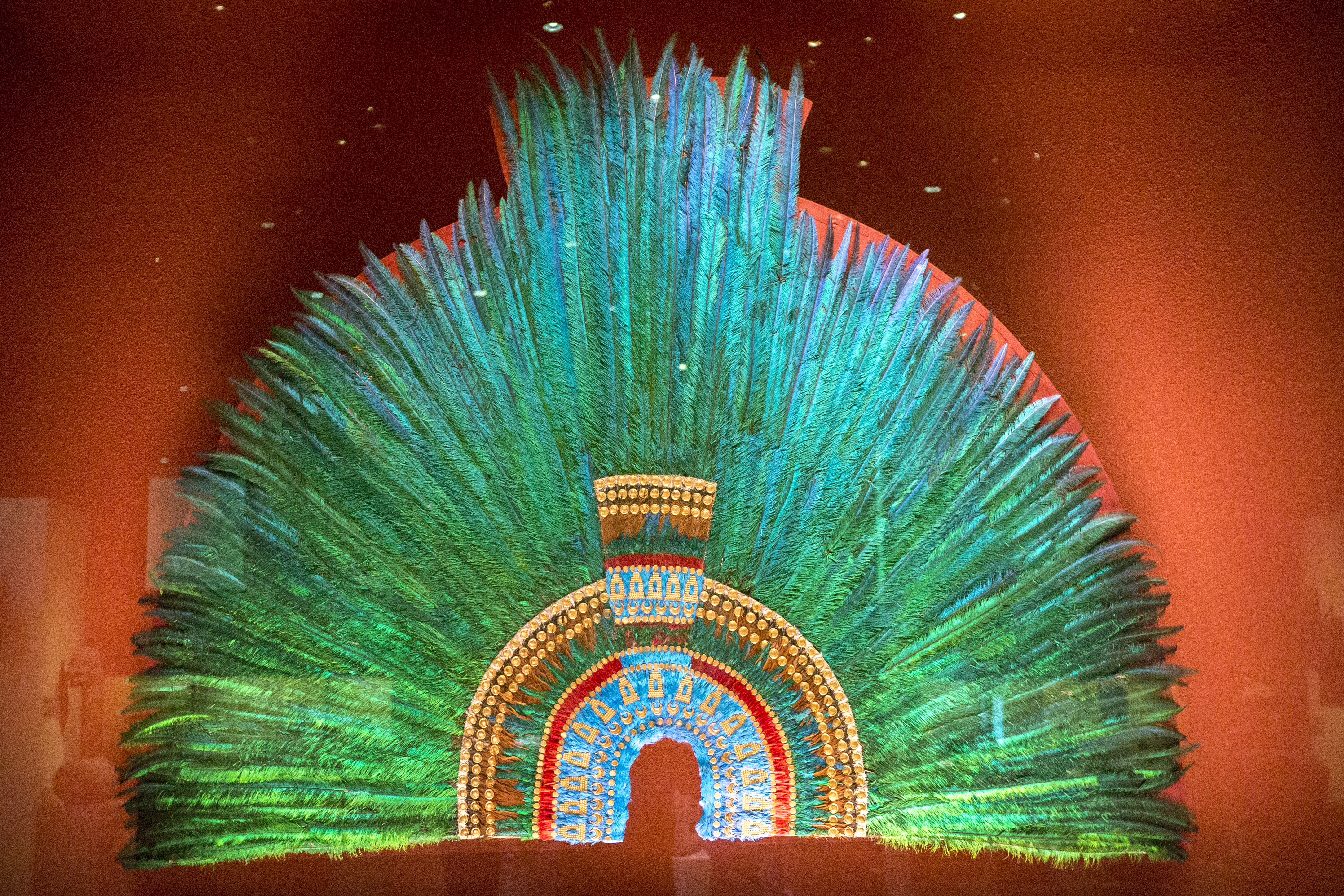
蒙特苏马二世的羽毛背饰，藏于墨西哥城国立人类学博物馆
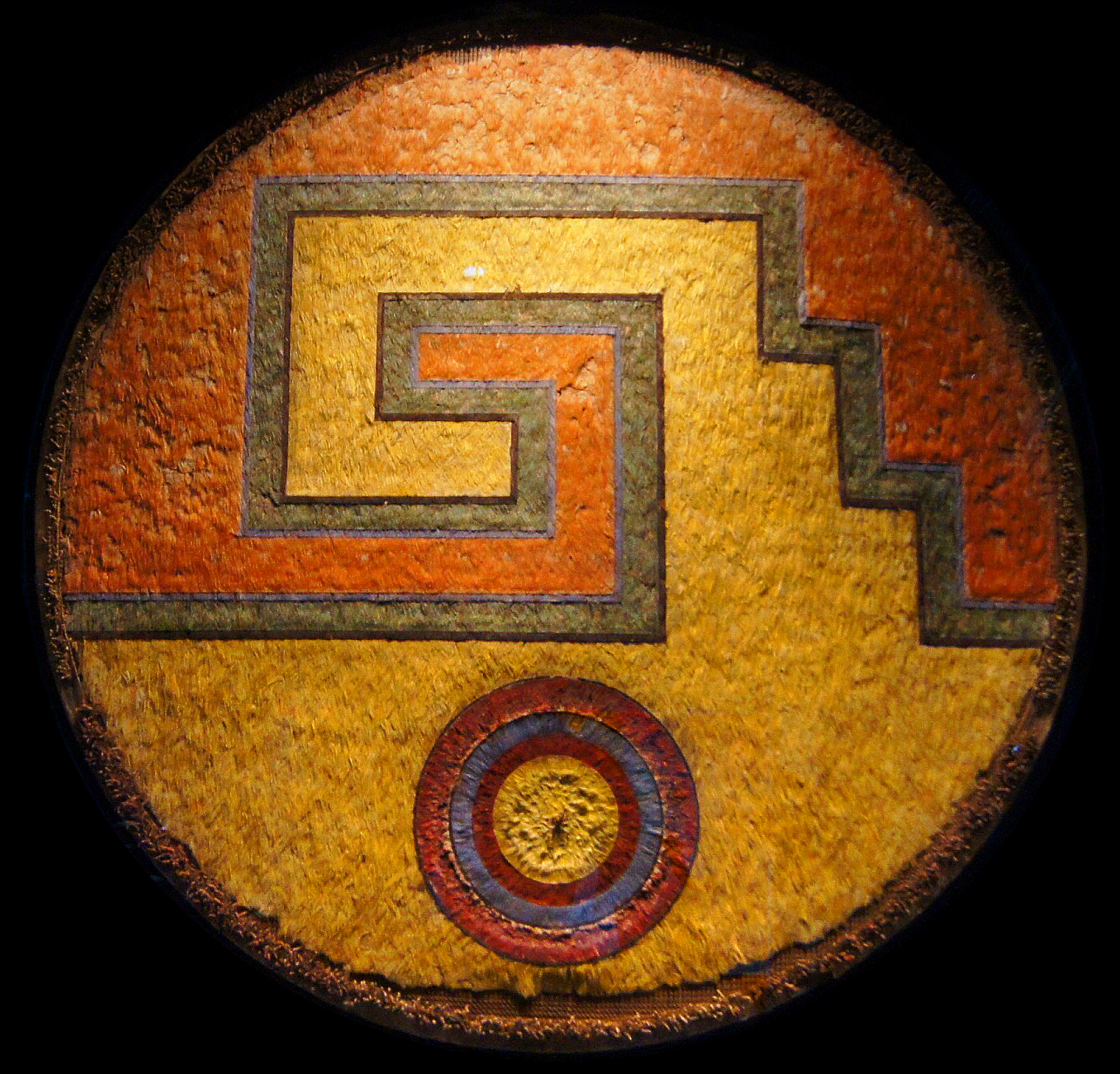
阿兹特克羽毛盾牌，藏于德国符腾堡州立博物馆

## 后世影响

现代墨西哥国旗。国旗中央描绘的雄鹰口衔长蛇立于仙人掌之上的场景，来源于阿兹特克神话中特诺奇蒂特兰的建城故事

如今在墨西哥社会的方方面面仍然能窥见曾属于阿兹特克文明的各种符号。随着考古工作进行和公共博物馆的开放，阿兹特克人制作的工艺品得以为世人所见；墨西哥保留了众多源于纳瓦特尔语的地名，墨西哥西班牙语中亦存在不少纳瓦特尔语借词；属于阿兹特克文化和神话的各类符号与象征得到继承，成为现代墨西哥国家的象征。在19世纪以前，世人对阿兹特克人的看法仅仅是未开化的蛮族，这种看法在最近两百年被彻底推翻，阿兹特克人被视为墨西哥土地的旧主，拥有相对发达的文明，可与欧洲古文明相媲美。墨西哥自西班牙独立后，为激发新的国家身份认同，政府大力强调阿兹特克文明的历史，以此来凸显本国文化的独立性。

### 后世研究
欧美学者自19世纪以来越发看重对墨西哥古文明的研究。德国的亚历山大·冯·洪堡最先将阿兹特克等墨西哥古文明引入欧美学界视野。法国19世纪的美洲学家夏尔·埃蒂安·布拉瑟尔·德布尔布尔格曾经断言称：“我们这个时代的科学终于开始有效地研究美洲和美洲人，跳出（过去的）历史和考古学范畴复原他们的面貌。这都是洪堡……将我们从沉睡中唤醒。”法国人让-弗雷德里克·瓦尔德克于1838年出版了《于尤卡坦省的美丽考古学旅程》（Voyage archaelogique et pittoresque dans la Province de Yucatan） ，这本著作尽管和阿兹特克人不存在直接关联，但大大激发了学者对于古墨西哥文明的研究兴趣。英国贵族金斯堡子爵在古墨西哥领域花费了大量精力，他响应了冯·洪堡关于出版所有已知的墨西哥手抄本的呼吁，出版了九卷《墨西哥古物》（Antiquities of Mexico），其插图十分丰富，他还因此而破产。19世纪早期的美国亦受古墨西哥的研究风潮影响，约翰·劳埃德·史蒂芬斯启程前往墨西哥，在19世纪40年代出版了插图丰富的游记。单目失明的波士顿学者威廉·希克林·普雷斯科特于1843年出版了著名的《征服墨西哥》，大受欢迎。他并未接受过历史学教育，而依靠西班牙语史料，以及德萨阿贡和伊斯特利尔索奇特尔等人的民族志手抄本撰写其著作，且混合了亲阿兹特克和反阿兹特克的观点，这成为其主要的争议点。除了在英语圈成为畅销作之外，他的著作也得到了墨西哥知识分子关注，如保守派政治家卢卡斯·阿拉曼，他反驳了普雷斯科特对阿兹特克人的一些特性描述。美国历史学家本杰明·基恩亦批评其偏颇，称普雷斯科特的著作“经受多次攻击之后仍然屹立不倒，如果没有关心阿兹特克文明的专家们，它将继续支配着外行人的观念。”19世纪晚期，历史学家休伯特·豪·班克罗夫特发起一项庞大计划，雇用作家和研究者编撰北美洲的原住民历史，也包括墨西哥、加利福尼亚和中美洲地区。在关于古墨西哥的单一项目中，关于阿兹特克文明的研究量占了一半，他们的著作主要综合了伊斯特利尔索奇特尔和德布尔布尔格等人的既往研究。
1875年，首届国际美洲学家大会在法国南锡召开，墨西哥学者表现活跃，大会两年召开一次，延续至今。墨西哥城自1895年起主办过六次会议。包括阿兹特克在内的墨西哥古文明到现在为止一直是国际学者研究的热点之一。

### 现代墨西哥的国家认同

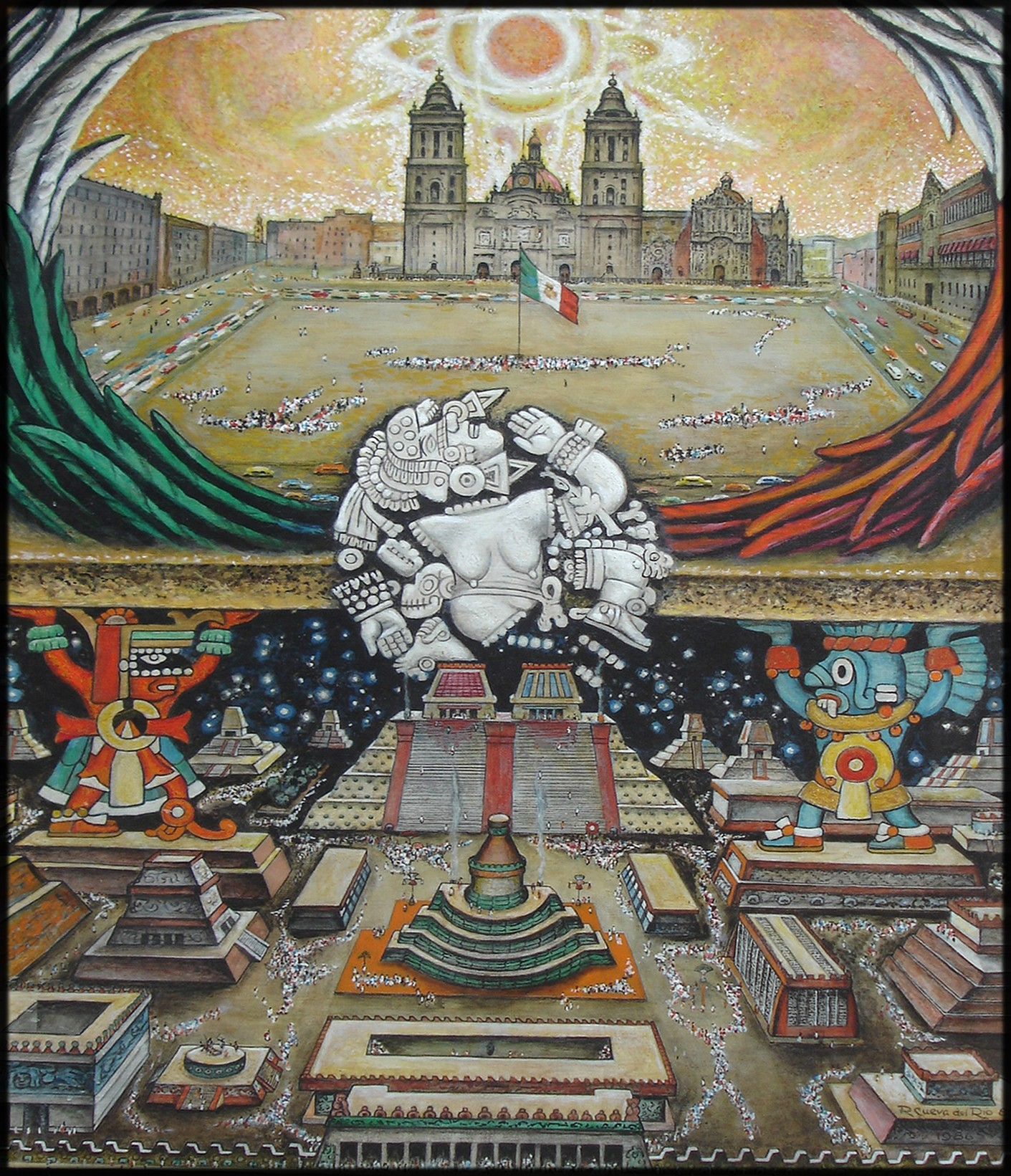
《特诺奇蒂特兰的建城》，罗贝托·奎瓦·德尔里奥绘于1986年，强调了现代墨西哥城和阿兹特克古城特诺奇蒂特兰的历史联系

现代的墨西哥国家在1821年赢得独立，自此阿兹特克文化和历史逐渐成为墨西哥国家身份认同的核心元素。在17世纪和18世纪的欧洲，阿兹特克人通常会被描述为野蛮、可怕及文化落后未开化的民族。在19世纪墨西哥赢得独立后，当地土生的西班牙裔（criollos，即克里奥尔人）才开始在阿兹特克历史中寻求可以将他们与西班牙文化分离开来的本地元素。此前，一些克里奥尔知识分子已经开始通过原住民史学家撰写的古文献了解和理解墨西哥的过往历史，英国历史学家戴维·布雷丁（David Brading）称此类研究为“克里奥尔爱国主义”。如，17世纪的新西班牙学者卡洛斯·德西根萨-贡戈拉（Carlos de Sigüenza y Góngora）曾购置过特斯科科贵族伊斯特利尔索奇特尔制作的手抄本文献；耶稣会牧师弗朗西斯科·哈维尔·克拉维赫罗（Francisco Javier Clavijero）在流亡意大利期间出版了著作《墨西哥古代史》（La Historia Antigua de México），在书中他叙述了阿兹特克人从移民墨西哥谷到末代君主夸乌特莫克时代的历史；他的出版举动亦是针对当时传统学界诽谤墨西哥原住民历史的回击。1790年，墨西哥城的考古挖掘人员在城市的主广场发现了两尊石雕作品，即日历石和科瓦特利奎石像，是在特诺奇蒂特兰陷落之后被掩埋入土的。学者安东尼奥·德莱昂-伽马（Antonio de León y Gama）在他1792年的著作《两尊石雕的历史和年代描述》（Descripción histórico y cronológico de las dos piedras）中专门对它们进行了分析。十年后，德国科学家亚历山大·冯·洪堡抵达墨西哥，并在此居留一年，随后发表多部著作介绍墨西哥古文明，正式将古墨西哥学引入传统视野。
在宗教领域，殖民时代晚期的画作《瓜达露佩圣母》描绘了天主教圣母玛利亚悬浮于阿兹特克神话的典型象征——仙人掌之上的画面，据称在1531年，墨西哥地区曾发生圣母向原住民牧师若望·狄也哥显灵的超自然现象。这将欧洲天主教神学和阿兹特克历史联系到了一起。
1821年，新西班牙独立，建立君主制的墨西哥第一帝国，国号“墨西哥”来自首都墨西哥城名称，源于阿兹特克都城特诺奇蒂特兰的全称“墨西哥-特诺奇蒂特兰”（Mexihco Tenochtitlan）。其国旗正中央即展现了阿兹特克神话中雄鹰立于仙人掌之上的经典场景。雄鹰头戴皇冠，象征君主制。1822年，君主制被推翻，雄鹰头上的皇冠被移除，改为口衔长蛇。1864年，法皇拿破仑三世在墨西哥扶植起以马西米连诺一世为皇帝的第二帝国政权，墨国国旗仍保留了鹰与仙人掌的徽章。1867年，帝政再度垮台，国旗复原。此后墨西哥国旗样式多次变更，但主题一直是鹰与仙人掌的传说故事；墨西哥国徽也来源于此，此画面成为墨西哥最为经典的国家象征。

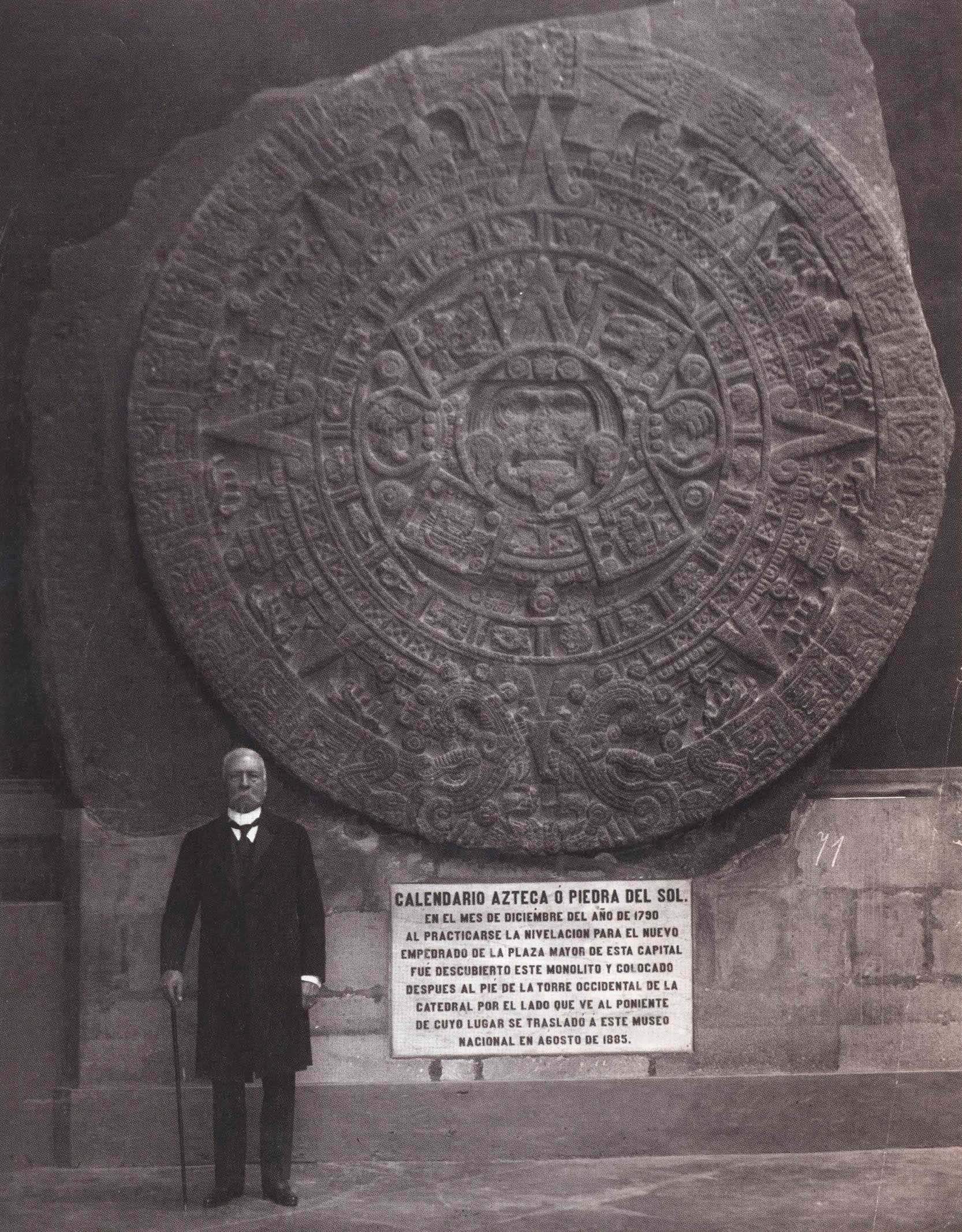
墨西哥总统波费里奥·迪亚斯于1910年和阿兹特克日历石的合影

墨西哥独立后，一度出现反对以原住民史为荣的浪潮，称为“西班牙主义”（Hispanismo），参与者多为墨西哥政界的保守人士。而与之对立的支持浪潮，称为“原住民主义”（indigenismo），以自由主义者为主。尽管墨西哥国旗以阿兹特克神话为核心元素，保守派政客一般都对墨西哥现有的原住民及其历史怀有敌意和抵触感。在总统安东尼奥·洛佩斯·德桑塔·安纳的执政时期，原住民主义者并未得到太多话语权。1854年，桑塔·安纳下台后，更为关注原住民史的自由派政治人士及学者变得更为活跃。自由派政治人士崇尚平等的价值观，对原住民人口及其历史并无敌意，他们在法律层面上的平等承诺间接导致了墨西哥首位原住民总统贝尼托·胡亚雷斯上台，他是萨波特克人。在此过程中，墨西哥国立博物馆的管理者、温和派自由主义者何塞·费尔南多·拉米雷斯亦发挥了重要作用，他在保守派和自由派之间兵戎相见时基于阿兹特克手抄本进行了大量的研究。19世纪晚期，墨西哥学界掀起阿兹特克研究浪潮，当时的学者弗朗西斯科·皮蒙特尔（Francisco Pimentel）、安东尼奥·加西亚·库瓦斯（Antonio García Cubas），曼努埃尔·奥罗斯科-贝拉（Manuel Orozco y Berra）、华金·加西亚·伊卡斯瓦塞塔（Joaquín García Icazbalceta）和弗朗西斯科·德尔帕索-特龙科索（Francisco del Paso y Troncoso）等在阿兹特克研究领域有着显著贡献。

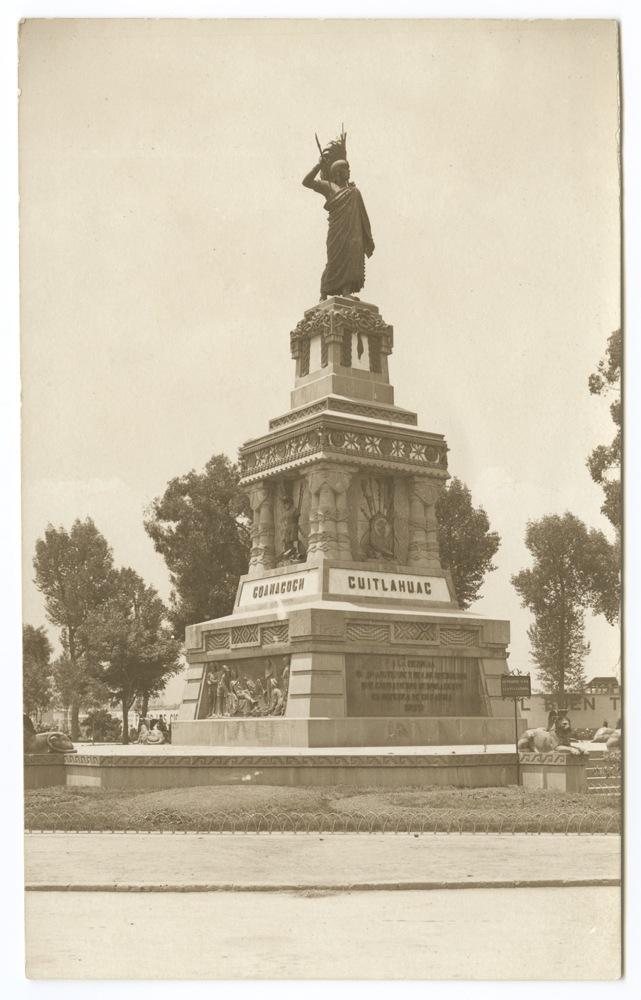
夸乌特莫克纪念碑，20世纪摄影

19世纪晚期，阿兹特克文明终于成为墨西哥的国家骄傲之一。这一时期，麦士蒂索总统波费里奥·迪亚斯建立起独裁统治。他在任期间大力建设近代化工程，打开国家门户引入外来投资，此举使得原住民社群的传统经济陷入解体。但在古文明的研究方面，他显得较为仁慈，更是出资支持考古活动及维护古迹，对于学者来说，研究原住民文明成为了富有经济利益的工作。1887年，迪亚斯政权出资在墨西哥城改革大道树立起夸乌特莫克纪念碑。19世纪晚期的万国博览会上，墨西哥主题展馆的最主要焦点便是原住民历史，其中阿兹特克文明占了大部比重。
1910年至1920年的墨西哥革命推翻了迪亚斯政权，在此期间，众多原住民将领参与革命，革命胜利后，“原住民主义”发展成为全国性的政治及文化运动，阿兹特克文明成为墨西哥最为强调的历史符号，其元素无处不在，在同时期的墨西哥壁画运动中，阿兹特克元素大量出现。
然而，亦有一些当代学者不满于墨西哥政府大力宣传阿兹特克文化的举动，如奥克塔维奥·帕斯和奥古斯丁·富恩特斯等，他们在其著作中批评了现代墨西哥国家对于阿兹特克文化符号的滥用，认为此举系出于政治目的。帕斯在其著作中举例称墨西哥城国立人类学博物馆过分强调阿兹特克文明历史，将之作为墨西哥国家历史的高潮而大书特书，他认为此举属于民族主义对古文明的不合理占有。

### 语言
阿兹特克帝国的官方语言纳瓦特尔语至今仍有150万人使用，他们主要分布在墨西哥中部的山区。墨西哥西语中有数百个纳瓦特尔语借词，其中一些词汇传入欧洲西班牙语和其他语言，如中文中的“巧克力”来自英文的chocolate，而此词的根本来源便是纳瓦特尔语的chocolatl。阿兹特克风格的地名在墨西哥相当常见，大部分分布于旧阿兹特克帝国的腹地，由于在西班牙殖民者测绘新西班牙地图时曾有随同的阿兹特克人，其他地区也有不属于纳瓦特尔语区域，但仍然依照阿兹特克地名而建立的城镇。

### 饮食

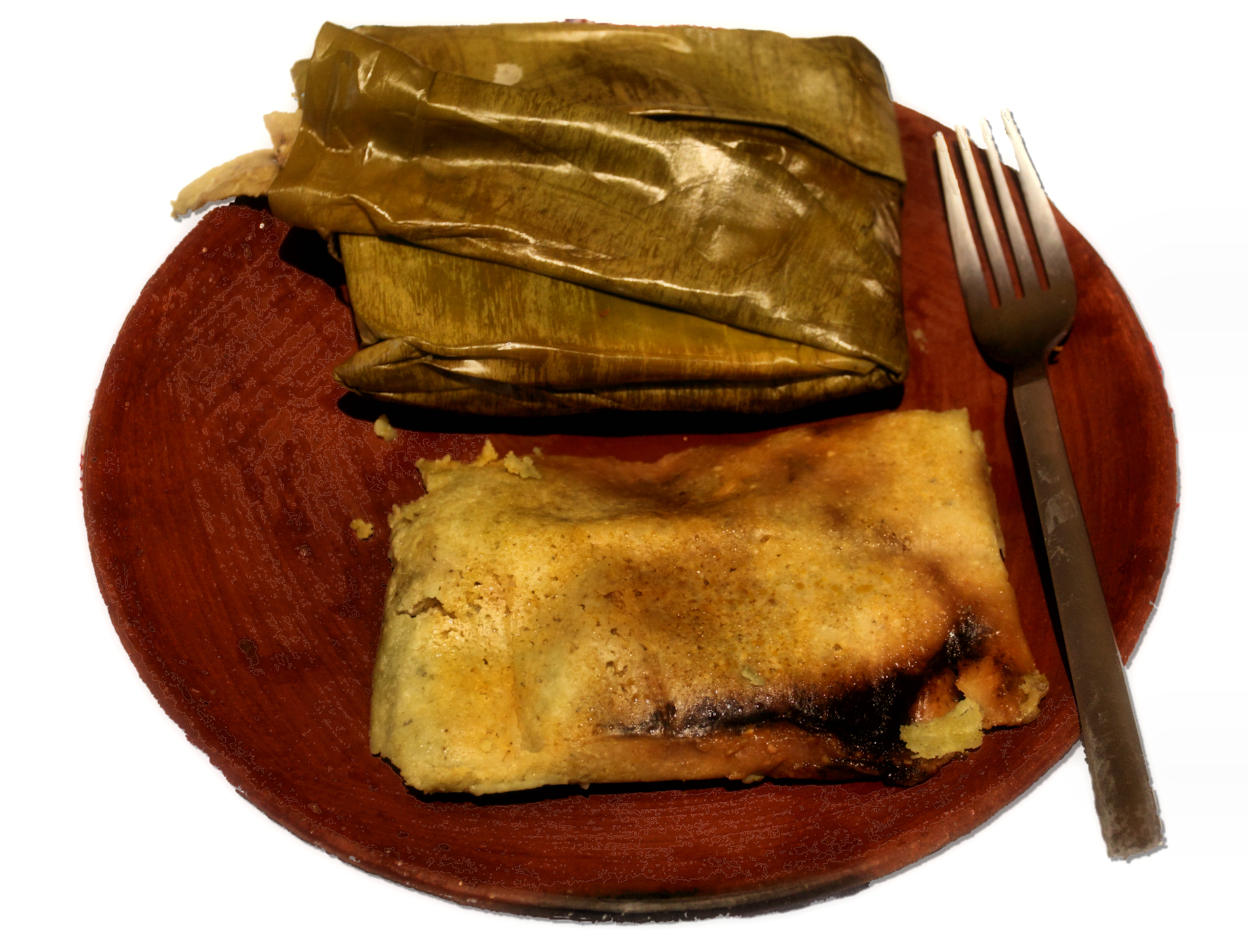
墨西哥粽（Tamale）源于阿兹特克人制作的便携食品，如今成为墨西哥饮食中的特色菜肴

阿兹特克饮食对现代墨西哥菜有着深远影响，亦成为后者的重要特色，阿兹特克饮食中的常见主食原料，包括玉米、辣椒、豆类、南瓜、番茄、可可和鳄梨等，都为墨西哥饮食所继承。其中一些主食甚至仍然以其纳瓦特尔语名称闻名，更凸显其阿兹特克渊源。在饮食文化的传播中，纳瓦特尔语的食品名词大量流入西班牙语，如chocolate（巧克力），tomato（番茄），chili（辣椒），avocado（鳄梨），tamale（墨西哥粽），taco（墨西哥夹饼），pupusa（普普沙），chipotle（烟味辣椒），pozole（墨西哥玉米汤），atole（墨西哥玉米粥）等，其中一些词汇继续传入世界其他语言。而因现代墨西哥饮食的广泛传播，阿兹特克的饮食文化也因而达到全球闻名的程度。如今，有关阿兹特克文明的图画以及纳瓦特尔语词汇常被商家用作强调墨西哥饮食的异国风情和正宗性。

### 流行文化
自欧洲人接触到阿兹特克文化以来，便一直着迷于其独特元素，现代西方流行文化中包含许多阿兹特克文化符号。美国历史学家本杰明·基恩（Benjamin Keen）在其著作《西方思想中的阿兹特克印象》（The Aztec Image in Western Thought）中称西方思想家通常基于自身的文化兴趣审视阿兹特克文化。阿兹特克神话中的神祇经常出现于现代流行文化产物之中。羽蛇神克察尔科亚特尔曾出现于众多书籍、电影和电子游戏中。20世纪英国作家大卫·赫伯特·劳伦斯曾将其一篇早期小说作品定名为《克察尔科亚特尔》，不过经出版方阿尔弗雷德·诺普夫说服而改为《羽蛇》。美国DC漫画公司的“DC宇宙”中有一位以阿兹特克文明为设计灵感的英雄，名为阿兹特克（Aztek），他亦成为两部漫画作品的主角；《神奇女侠》漫画中，出现过两次以特斯卡特利波卡为原型的反派角色。电子游戏《暗黑破坏神III》中有一名为“克察尔科亚特尔”的“传奇道具”（legendary item）；遊戲《Fate/Grand Order》中亦包含有名为克察尔科亚特尔的角色。克察尔科亚特尔的名字还被用来命名翼龙目的其中一属，称为Quetzalcoatlus，中文一般译作风神翼龙属，是一种拥有11米翼展的大型飞行动物。美国作家加里·杰宁斯著有两部广受好评的阿兹特克背景历史小说，分别为《阿兹特克》（Aztec，1980）和《阿兹特克之秋》（Aztec Autumn，1997）。由于小说大受欢迎，在杰宁斯逝世后仍有人创作系列续作。
有多部现代电影以阿兹特克社会为背景：2000年墨西哥故事片《另一次征服》（La Otra Conquista），由萨尔瓦多·卡拉斯科（Salvador Carrasco）执导，以阿兹特克手抄本抄写员的角度，展现了16世纪西班牙征服阿兹特克后的社会变化。1989年的纳瓦特尔语电影《回到阿兹特兰》（Retorno a Aztlán），由胡安·莫拉·卡特莱特（Juan Mora Catlett）执导，讲述了蒙特苏马一世统治时期的历史故事。20世纪70年代墨西哥B级片风潮盛行时，阿兹特克文化成为反复出现的元素，相关角色包括阿兹特克幽灵、巫师，甚至是木乃伊等。

### 书目
- Altman, Ida; Cline, Sarah; Pescador, Javier. . Prentice Hall. 2003. ISBN 0-13-091543-2.
- Batalla, Juan José. . Deborah L. Nichols; Enrique Rodríguez-Alegría  (编). . 2016. doi:10.1093/oxfordhb/9780199341962.013.30.
- Barlow, Robert H. . The Americas. 1945, 1 (3): 345–349.
- Barlow, Robert H. . University of California Press. 1949.
- Beekman, C. S.; Christensen, A. F. . Journal of Archaeological Method and Theory. 2003, 10 (2): 111–164. doi:10.1023/a:1024519712257.
- Berdan, Frances. . Case Studies in Cultural Anthropology. New York: Holt, Rinehart & Winston（英语：Holt, Rinehart & Winston）. 1982. ISBN 0-03-055736-4. OCLC 7795704.
- Berdan, Frances F.; Smith, Michael E. . Frances Berdan; Richard Blanton; Elizabeth Hill Boone; Mary G. Hodge; Michael E. Smith; Emily Umberger  (编). . Washington, DC: Dumbarton Oaks Research Library and Collection. 1996a. ISBN 0-88402-211-0. OCLC 27035231.
- Berdan, Frances F.; Smith, Michael E. . Frances Berdan; Richard Blanton; Elizabeth Hill Boone; Mary G. Hodge; Michael E. Smith; Emily Umberger  (编). . Washington, DC: Dumbarton Oaks Research Library and Collection. 1996b. ISBN 0-88402-211-0. OCLC 27035231.
- Berdan, Frances F.; Anawalt, Patricia Rieff. . University of California Press. 1997. ISBN 978-0-520-20454-6.
- Berdan, Frances. . Cambridge University Press. 2014.
- Berdan, F. F. . Ancient Mesoamerica. 2016, 27 (1): 209–219.
- Boone, Elizabeth Hill. . Austin: University of Texas Press（英语：University of Texas Press）. 2000. ISBN 0-292-70876-9. OCLC 40939882.
- Brading, D.A. . Cambridge: Cambridge University Press. 1991. ISBN 0-521-39130-X.
- Bright, W. . 1990: 437–452. |journal=被忽略 (帮助)
- Brumfiel, Elizabeth M. . Archeological Papers of the American Anthropological Association. 1998, 8 (1): 145–152.
- Bueno, Christina. . University of New Mexico Press. 2016. ISBN 978-0-8263-5732-8.
- Burkhart, Louise M. . S Schroeder; S Wood; RS Haskett  (编). . 1997: 25–54.
- Cáceres-Lorenzo, M.T. . Dialectologia et Geolinguistica. 2015, 23 (1): 50–67.
- Campbell, Lyle. . Oxford Studies in Anthropoical Linguistics, 4. London and New York: Oxford University Press. 1997. ISBN 0-19-509427-1. OCLC 32923907.
- Carrasco, David. . Boston, MA: Beacon Press（英语：Beacon Press）. 1999. ISBN 0-8070-4642-6. OCLC 41368255.
- Carrasco, David. . Oxford University Press. 2012.
- Carrasco, Pedro. . University of Oklahoma Press. 1999.
- del Castillo, Bernal Díaz. . 由江禾、林光翻译. 北京: 商務印書館. 1991 （中文）.
- Charlton, Thomas. . The Cambridge History of the Native Peoples of the Americas (Cambridge University Press). 2000,. 2, part 1: 500–558. ISBN 0-521-35165-0.
- Chipman, Donald E. . University of Texas Press. 2005. ISBN 978-0-292-72597-3.
- Cline, Howard F. . H.F. Cline  (编). . 1976: 326–347. ISBN 0-292-70153-5.
- Cline, Howard F. . H.F. Cline  (编). . 1973: 370–393. ISBN 0-292-70153-5.
- Cline, Sarah. . The Cambridge History of the Native Peoples of the Americas (Cambridge University Press). 2000,. 2, part 2: 187–222. ISBN 0-521-65204-9.
- Cooper Alarcón, Daniel. . Tucson: University of Arizona Press. 1997.
- Diel, Lori B. . RES: Anthropology and Aesthetics. 2005, 47 (1): 82–106. doi:10.1086/resv47n1ms20167660.
- de la Garza Camino, Mercedes de la; Izquierdo, Ana Luisa. . Estudios de Cultura Náhuatl. 1980, 14: 315–333. ISSN 0071-1675 （西班牙语）.
- Elson, Cristina; Smith, Michael E. . Ancient Mesoamerica. 2001, 12 (02): 157–174. doi:10.1017/S0956536101122078.
- Fox, John. . New York: Harper. 2012. ISBN 9780061881794.
- Franco, Jean. . Journal of Latin American Cultural Studies. 2004, 13 (2): 205–219.
- Frazier, E. G. . Hesperia: Anuario de filología hispánica. 2006, 9: 75–86.
- Galindo Leal, Carlos; Sarukhán Kermez, José; Wright, David; Carr, Charles. . Cora Ma. A. Falero Ruiz  (编). . México City: Secretaría de Medio Ambiente y Recursos Naturales, Secretaría de Cultura, Instituto Nacional de Antropología e Historia, Museo Nacional de Antropología,. 2017: 42–61.
- Gibson, Charles. . Stanford: Stanford University Press. 1964.
- Gillespie, Susan D. . Tucson: University of Arizona Press（英语：University of Arizona Press）. 1989. ISBN 0-8165-1095-4. OCLC 19353576.
- Gillespie, Susan D.  (PDF). Elizabeth Hill Boone; Tom Cubbins  (编). . Washington D.C.: Dumbarton Oaks Research Library and Collection. 1998: 233–263. ISBN 0-88402-239-0. OCLC 34354931. （原始内容 (PDF Reprint)存档于2007-02-21）.
- Greene, Doyle. . McFarland. 2012.
- Gutierrez, Natividad. . University of Nebraska Press. 1999.
- Hajovsky, Patrick Thomas. . University of Texas Press. 2015.
- Harner, Michael. . American Ethnologist（英语：American Ethnologist）. 1977, 4 (1): 117–135. doi:10.1525/ae.1977.4.1.02a00070.
- Harrison-Buck, Eleanor. . Salt Lake City, Utah: University of Utah Press. 2015: 8. ISBN 9781607812173.
- Haskett, R. S. . University of New Mexico Press. 1991.
- Hassig, Ross. . Civilization of the American Indian series. Norman: University of Oklahoma Press（英语：University of Oklahoma Press）. 1985. ISBN 0-8061-1911-X. OCLC 11469622. |number=被忽略 (帮助)
- Hassig, Ross. . Civilization of the American Indian series. Norman: University of Oklahoma Press（英语：University of Oklahoma Press）. 1988. ISBN 0-8061-2121-1. OCLC 17106411. |number=被忽略 (帮助)
- Hassig, Ross. . Berkeley: University of California Press. 1992. ISBN 0-520-07734-2. OCLC 25007991.
- Hassig, Ross. . Austin: University of Texas Press（英语：University of Texas Press）. 2001. ISBN 0-292-73139-6. OCLC 44167649.
- Hassig, Ross. . University of New Mexico Press. 2016.
- Haugen, J. D. . Lexis. Journal in English Lexicology. 2009, 3.
- Helland, J. . Woman's Art Journal. 1990, 11 (2): 8–13.
- Hirth, Kenneth G. . Cambridge University Press. 2016.
- Himmerich y Valencia, Robert. . University of Texas Press. 1991. ISBN 978-029-273108-0.
- Hodge, Mary G.; Neff, Hector; Blackman, M. James; Minc, Leah D. . Latin American Antiquity. 1993, 4 (2): 130–157.
- Humboldt, Alexander von. . University of Chicago Press. 2014. ISBN 978-0-226-86506-5.
- Isaac, B. L. . Ancient Mesoamerica. 2005, 16 (1): 1–10. doi:10.1017/s0956536105050030.
- Isaac, B. L. . Journal of anthropological research. 2002, 58 (2): 203–224. doi:10.1086/jar.58.2.3631036.
- Karttunen, Frances; Lockhart, James. . Estudios de cultura nahuatl. 1980, 14: 15–64.
- Kaufman, Terrence.  (PDF). Revised March 2001. Project for the Documentation of the Languages of Mesoamerica. 2001. （原始内容存档 (PDF)于2020-01-19）.
- Keen, B. . The Americas. 2001, 57 (4): 593–595. doi:10.1353/tam.2001.0036.
- Keen, Benjamin. . New Brunswick: Rutgers University Press. 1971. ISBN 0-8135-0698-0.
- Kirkwood, Burton. . Westport, Connecticut, USA: Greenwood Publishing Group, Incorporated. 2000. ISBN 978-0-313-30351-7.
- Kubler, George. . Hispanic American Historical Review. 1942, 22 (4): 606–643.
- Lacadena, Alfonso.  (PDF). The PARI Journal. 2008, VIII (4)  [2018-11-19]. （原始内容存档 (PDF)于2021-01-21）.
- Lechuga, Manuel. . 2016.
- León-Portilla, Miguel. . Norman, Oklahoma: University of Oklahoma Press（英语：University of Oklahoma Press）. 1992. ISBN 0-8061-2441-5. OCLC 243733946.
- León-Portilla, Miguel. . Mauricio J. Mixco (trans.) Originally published as Bernardino de Sahagún: Pionero de la Antropología ©1999, UNAM. Norman: University of Oklahoma Press（英语：University of Oklahoma Press）. 2002. ISBN 0-8061-3364-3. OCLC 47990042.
- León-Portilla, Miguel. . Estudios de la cultura nahuatl. 2000, 31: 307–313.
- Lockhart, James. . Stanford: Stanford University Press. 1992. ISBN 0-8047-1927-6.
- Lockhart, James. . Repertorium Columbianum 1. 由Lockhart, James翻译. Berkeley: University of California Press. 1993. ISBN 0-520-07875-6. OCLC 24703159. （英文） （西班牙文） （纳瓦特尔文）
- López Austin, Alfredo. . The Oxford Encyclopedia of Mesoamerican Culture (Oxford University Press). 2001, 1: 68–72. ISBN 0-19-514255-1.
- López Austin, Alfredo. . Mesoamerican Worlds series. 由Bernard R. Ortiz de Montellano; Thelma Ortiz de Montellano翻译. Niwot: University Press of Colorado（英语：University Press of Colorado）. 1997. ISBN 0-87081-445-1. OCLC 36178551.

López Luján, Leonardo. . 由Bernard R. Ortiz de Montellano and Thelma Ortiz de Montellano翻译 Revised. Albuquerque: University of New Mexico Press. 2005. ISBN 0-8263-2958-6.
- MacLeod, Murdo. . The Cambridge History of the Native Peoples of the Americas (Cambridge University Press). 2000,. 2, part 2: 1–43. ISBN 0-521-65204-9.
- Martz, Louis L.; Lawrence, D. H. . New Directions Books. 1998. ISBN 0-8112-1385-4.
- Matos Moctezuma, Eduardo. . New Aspects of Antiquity series. Doris Heyden（英语：Doris Heyden） (trans.). New York: Thames & Hudson（英语：Thames & Hudson）. 1988. ISBN 0-500-39024-X. OCLC 17968786.
- Matos Moctezuma, Eduardo. . Hill Boone, Elizabeth  (编). . Dumbarton Oaks Research Library and Collection. 1987: 188–189.
- Matos Moctezuma, Eduardo. . . Oxford University Press. 2017. doi:10.1093/oxfordhb/9780199341962.013.1.
- Matthew, Laura E; Oudijk, Michel R. . University of Oklahoma Press. 2007.
- McCaa, Robert. . Journal of Interdisciplinary History. 1995, 25: 397–431. doi:10.2307/205693.
- McCaa, Robert. . 1997  [2018-02-17]. （原始内容存档于2017-07-12）.
- Miller, Mary; Taube, Karl. . London: Thames & Hudson（英语：Thames & Hudson）. 1993. ISBN 0-500-05068-6. OCLC 27667317.
- Minc, Leah D. . Deborah L. Nichols; Enrique Rodríguez-Alegría  (编). . Oxford University Press. 2017. doi:10.1093/oxfordhb/9780199341962.013.13.
- Montes de Oca, Mercedes. . México City: Universidad Nacional Autonoma de México. 2013.
- Mora, Carl J. . McFarland. 2005.
- Morfín, Lourdes Márquez; Storey, Rebecca. . . 2016: 189.
- Mundy, B. E. . University of Texas Press. 2015.
- Mundy, B. E. . Ethnohistory. 2014, 61 (2): 329–355.
- Nichols, Deborah L.; Rodríguez-Alegría, Enrique. . Deborah L. Nichols; Enrique Rodríguez-Alegría  (编). . Oxford University Press. 2017.
- Nicholson, H. B. . Gordon F. Ekholm; Ignacio Bernal  (编). . University of Texas Press. 1971: 92–134.
- Nicholson, H.B. . Elizabeth Hill Boone  (编). . Dumbarton Oaks,. 1981.
- Nicholson, H. B.; Berger, Rainer. . Studies in Pre-Columbian Art and Archaeology (Dumbarton Oaks, Trustees for Harvard University). 1968, 5: 1–3, 5–28. JSTOR 41263409.
- Nichols, Deborah L. and Enrique Rodríguez-Alegría, eds. The Oxford Handbook of The Aztecs. Oxford: Oxford University Press 2017.
- Noguera, Eduardo. . Anales de Antropologia (UNAM). 1974: 53–87. doi:10.22201/iia.24486221e.1974.0.23307.
- Nowotny, Karl Anton. . 由George A. Evertt and Edward B. Sisson翻译. University of Oklahoma Press. 2005.
- Offner, Jerome A. . Cambridge: Cambridge University Press. 1983. ISBN 0-521-23475-1.
- Ortíz de Montellano, Bernard R. . American Anthropologist（英语：American Anthropologist） (Arlington, VA: American Anthropological Association). 1983, 85 (2): 403–406. OCLC 1479294. doi:10.1525/aa.1983.85.2.02a00130.
- Ortíz de Montellano, Bernard R. . New Brunswick, NJ: Rutgers University Press（英语：Rutgers University Press）. 1990. ISBN 0-8135-1562-9. OCLC 20798977.
- Ouweneel, A. . American Ethnologist. 1995, 22 (4): 756–785.
- Pasztory, Esther. . Harry N. Abrams, Inc. Publishers. 1983.
- Peterson, Jeanette Favrot. . University of Texas Press. 2014: 176, 227. ISBN 978-0-292-73775-4.
- Pilcher, J.M. . Oxford: Oxford University Press. 2017: 184–185.
- Pohl, John; Robinson III, Charles. . Osprey publishing Ltd. 2005.
- Prem, Hanns J. . Victoria R. Bricker; Patricia A. Andrews  (编). . Austin: University of Texas Press（英语：University of Texas Press）. 1992: 53–69. ISBN 0-292-77650-0. OCLC 23693597.
- Quiñones Keber, Eloise. . Colonial Latin American Review. 1996, 5 (2): 277–297.
- Restall, Matthew.  1st pbk. Oxford and New York: Oxford University Press. 2004. ISBN 0-19-517611-1. OCLC 56695639.
- Rodríguez-Alegría, E. . . Oxford: Oxford University Press. 2017  [2018-11-19]. （原始内容存档于2020-08-03）.
- Hosler, Dorothy. . London: MIT Press. 1994. ISBN 0-262-08230-6.
- Sanders, William T. . William Denevan  (编).  revised. Madison: University of Wisconsin Press. 1992: 85–150 [1976].
- Sanders, William T. .  3. 1971: 3–44.
- Schroeder, Susan. . Tucson: University of Arizona Press（英语：University of Arizona Press）. 1991. ISBN 0-8165-1182-9. OCLC 21976206.
- Smith, Michael E.  (PDF). Ethnohistory（英语：Ethnohistory (journal)） (Columbus, OH: American Society for Ethnohistory). 1984, 31 (3): 153–186  [2013-08-18]. JSTOR 482619. OCLC 145142543. doi:10.2307/482619. （原始内容存档 (PDF)于2018-10-08）.
- Smith, Michael E. . Mogens Herman Hansen  (编). . Copenhagen: The Royal Danish Academy of Sciences and Letters. 2000: 581–595.
- Smith, Michael E. . Frances Berdan; Richard Blanton; Elizabeth Hill Boone; Mary G. Hodge; Michael E. Smith; Emily Umberger  (编). . Washington, DC: Dumbarton Oaks Research Library and Collection. 1996: 137–151. ISBN 0-88402-211-0. OCLC 27035231.
- Smith, Michael E.  first. Malden, MA: Blackwell Publishing（英语：Blackwell Publishing）. 1997. ISBN 0-631-23015-7. OCLC 48579073.
- Smith, Michael E. . Oxford: Blackwell Publishers. 2003.
- Smith, Michael E. . University Press of Florida. 2008.
- Smith, Michael E.; Montiel, Lisa. . Journal of Anthropological Archaeology. 2001, 20 (3): 245–284. doi:10.1006/jaar.2000.0372.
- Smith, Michael E.  (PDF). Scientific American. 2005  [2013-08-18]. （原始内容存档 (PDF)于2021-01-21）.
- Somervill, Barbara A. . Infobase Publishing. 2009. ISBN 1604131497.
- Soustelle, Jacques. . Stanford University Press. 1970.
- Taube, Karl A.  4th University of Texas. Austin: University of Texas Press（英语：University of Texas Press）. 1993. ISBN 0-292-78130-X. OCLC 29124568.
- Taube, Karl. . Deborah L. Nichols; Christopher A. Pool  (编). . Oxford University Press. 2012: 741–752.
- Tenorio-Trillo, Mauricio. . University of California Press. 1996. ISBN 0-520-20267-8.
- Tomlinson, G. . Journal of the American Musicological Society. 1995, 48 (3): 343–379. doi:10.2307/3519831.
- Townsend, Richard F.  3rd, revised. London: Thames & Hudson（英语：Thames & Hudson）. 2009. ISBN 978-0-500-28791-0.
- VanEssendelft, W. . Journal of Archaeological Science: Reports. 2018.
- Whittaker, G. . Göttinger Beiträge zur Sprachwissenschaft. 2009, 16: 47–81.
- Whitmore, Thomas M. . Boulder, CO: Westview Press. 1992.
- Witton, M.P.; Martill, D.M.; Loveridge, R.F. . Acta Geoscientica Sinica. 2010, 31 (Supplement 1): 79–81.
- Wolfe, Bertram D. . Cooper Square Press. 2000.
- Zantwijk, Rudolph van. . Norman: University of Oklahoma Press. 1985. ISBN 0-8061-1677-3. OCLC 11261299.
- Zender, Marc.  (PDF). The PARI Journal. 2008, VIII (4)  [2018-11-19]. （原始内容存档 (PDF)于2021-01-21）.
- 乔治·C·瓦伦特. . 朱伦、徐世澄译. 南京: 译林出版社. 2014. ISBN 9787544749893.
- 中国大百科全书出版社汇编. . 外国历史（一） 第一版. 北京: 中国大百科全书出版社. 1998.

### 延伸阅读
- Berdan, Frances F. and Patricia Reiff Anawalt (1997) The Essential Codex Mendoza. University of California Press, Berkeley. ISBN 0-520-20454-9.
- Cortés, Hernan (1987) Letters from Mexico. New Edition. Translated by Anthony Pagden. Yale University Press, New Haven. ISBN 0-300-03724-4.
- Díaz del Castillo, Bernal. . Penguin Classics. J. M. Cohen (trans.) 6th printing (1973). Harmondsworth, England: Penguin Books. 1963 [1632]. ISBN 0-14-044123-9. OCLC 162351797.
- Durán, Diego. Fernando Horcasitas; Doris Heyden , 编. . Civilization of the American Indian series. 由Fernando Horcasitas; Doris Heyden翻译. Foreword by Miguel León-Portilla translation of Libro de los dioses y ritos and El calendario antiguo, 1st English. Norman: University of Oklahoma Press. 1971 [1574–79]. ISBN 0-8061-0889-4. OCLC 149976. |number=被忽略 (帮助)
- Durán, Diego. . Civilization of the American Indian series, no. 210. Doris Heyden (trans., annot., and introd.) Translation of Historia de las Indias de Nueva-España y Islas de Tierra Firme, 1st English. Norman: University of Oklahoma Press. 1994 [c.1581]. ISBN 0-8061-2649-3. OCLC 29565779.
- Ruiz de Alarcón, Hernando. . Civilization of the American Indian series. translated & edited by J. Richard Andrews and Ross Hassig original reproduction and translation of: Tratado de las supersticiones y costumbres gentílicas que oy viven entre los indios naturales desta Nueva España, first English. Norman: University of Oklahoma Press. 1984 [1629]. ISBN 0-8061-1832-6. OCLC 10046127. |number=被忽略 (帮助) （纳瓦特尔文） （英文）
- Sahagún, Bernardino de. . vols. I–XII. Charles E. Dibble and Arthur J.O. Anderson (eds., trans., notes and illus.) translation of Historia General de las Cosas de la Nueva España. Santa Fe, NM and Salt Lake City: School of American Research and the University of Utah Press. 1950–82 [c. 1540–85]. ISBN 0-87480-082-X. OCLC 276351.
- Sahagún, Bernardino de. . Civilization of the American Indians series. 200, part 2. Thelma D. Sullivan (English trans. and paleography of Nahuatl text), with H.B. Nicholson, Arthur J.O. Anderson, Charles E. Dibble, Eloise Quiñones Keber, and Wayne Ruwet (completion, revisions, and editor). Norman: University of Oklahoma Press. 1997 [c.1558–61]. ISBN 978-0-8061-2909-9. OCLC 35848992.
- Durán, Fray Diego (1994) The History of the Indies of New Spain. Translated by Doris Heyden. University of Oklahoma Press, Norman. ISBN 0-8061-2649-3.
- Chimalpahin, Domingo de San Antón Muñón. Arthur J.O. Anderson; Susan Schroeder , 编. . Civilization of the American Indian series. 由Arthur J.O. Anderson; Susan Schroeder翻译. Susan Schroeder (general editor), Wayne Ruwet (manuscript editor). Norman: University of Oklahoma Press. 1997 [c. 1621]. ISBN 978-0-8061-2921-1. OCLC 36017075. |number=被忽略 (帮助)
- Chimalpahin Quauhtlehuanitzin; Domingo de San Antón Muñón. Arthur J.O. Anderson; Susan Schroeder , 编. . Civilization of the American Indian series. 由Arthur J.O. Anderson; Susan Schroeder翻译. Susan Schroeder (general editor), Wayne Ruwet (manuscript editor). Norman: University of Oklahoma Press. 1997 [c. 1621]. ISBN 978-0-8061-2950-1. OCLC 36017075. |number=被忽略 (帮助)
- Zorita, Alonso de (1963) Life and Labor in Ancient Mexico: The Brief and Summary Relation of the Lords of New Spain. Translated by Benjamin Keen. Rutgers University Press, New Brunswick. ISBN 0-8061-2679-5 (1994 paperback).